# Berlin-Buch

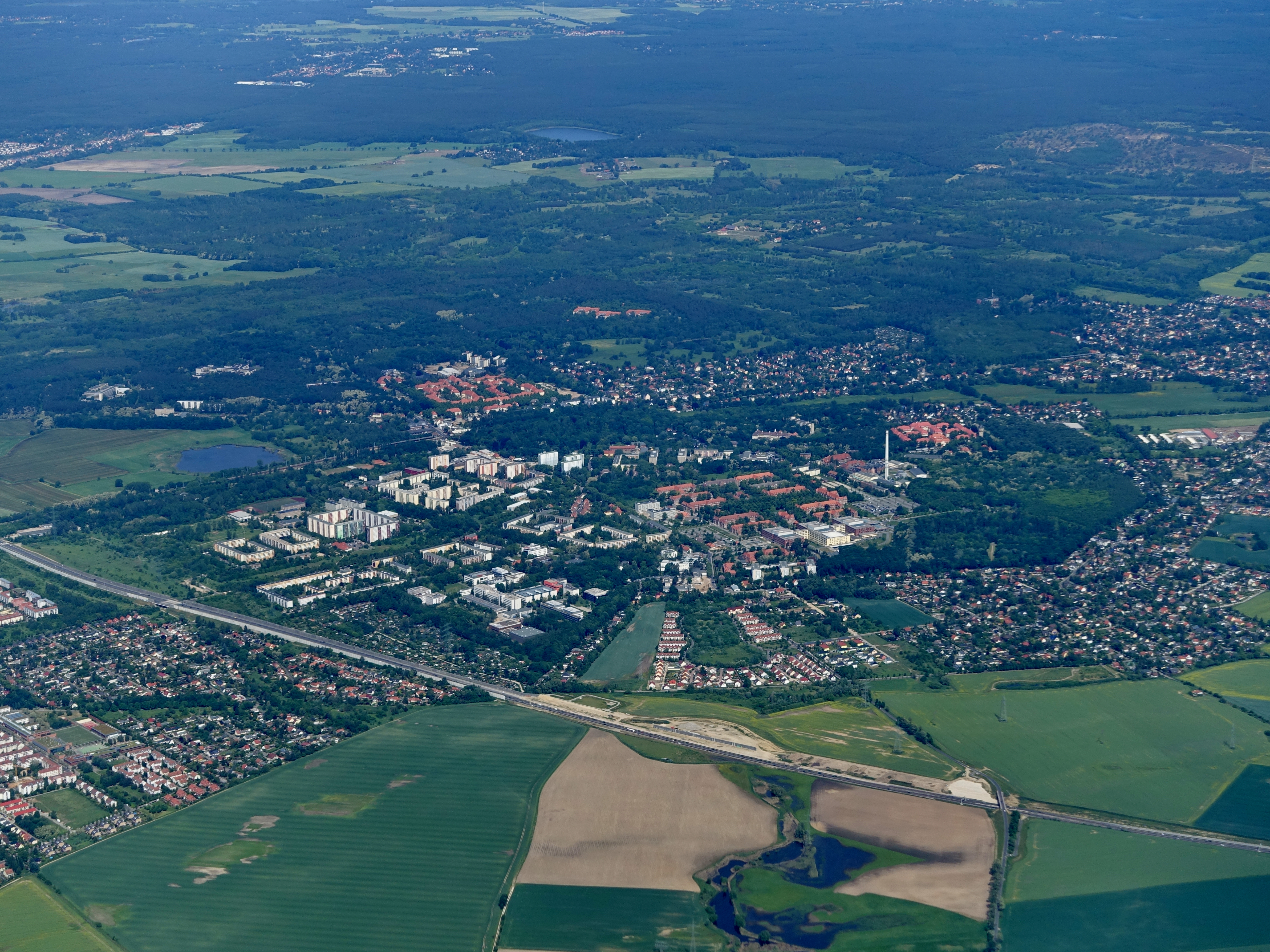
Berlin-Buch nördlich der A 10

Buch ist ein Ortsteil des Bezirks Pankow in Berlin und der nördlichste der Stadt. Den an der Panke liegenden Ort prägen der historische Dorfkern, der Schlosspark, umfassende Krankenhaus-Anlagen und modernere Neubausiedlungen.

## Geographie

### Buch im Barnim
Buch liegt auf dem Barnim, dessen Hochfläche sich recht deutlich über die umgebenden Talungen erhebt, im Norden und Nordosten das Eberswalder Urstromtal mit dem Oder-Havel-Kanal und dem Oderbruch, im Südosten die Buckower Rinne, im Süden das Berliner Urstromtal mit der Spree sowie im Westen das Zwischenurstromtal der Havel. Der Oberlauf der Finow sowie die Panke bilden die Grenze zwischen dem tieferen Westbarnim und dem höheren Mittelbarnim.
In Buch befindet sich der nördlichste Punkt von Berlin . Nachbarn sind, jeweils von West nach Ost betrachtet, die brandenburgischen Gemeinden Wandlitz und Panketal im Norden sowie die Pankower Ortsteile Blankenfelde, Französisch Buchholz und Karow im Süden.

### Gliederung

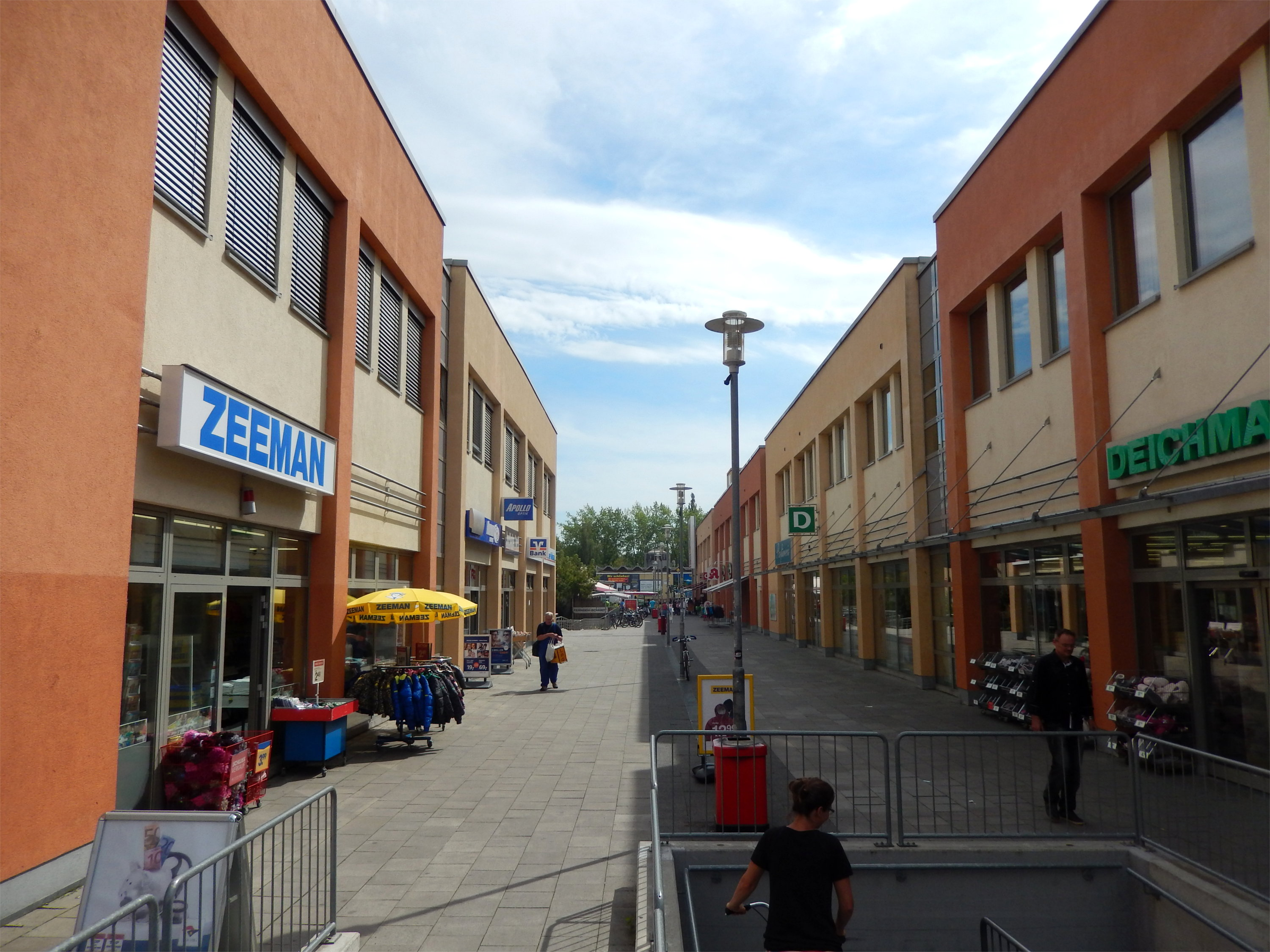
In den Jahren 2007/2008 erbaute Schlossparkpassage II im Zentrum von Buch

Das Zentrum erstreckt sich um den Bahnhof Buch. Daran schließt sich im Osten der historische Dorfkern um Alt-Buch an. Dieser geht eine Verbindung mit dem weitgehend leerstehenden Waldhaus und mit dem Plattenbaugebiet Buch III, das sich südlich der Wiltbergstraße fortsetzt, ein. Außerdem gruppieren sich lose um die historische Mitte: die Siedlung Zepernicker Straße, der Ludwigpark, die Bucher Spitze (Städtische Zentrale Buch), der Hufeland-Klinikcampus, die Siedlung Buch (Siedlungsstraße) und Buch II. Den Südosten des Ortsteils nehmen der Campus Berlin-Buch, Buch I und IV ein. Im Osten schmiegt sich die Siedlung Alpenberge (Straße 4) an die Landesgrenze. Die bebaute Fläche liegt größtenteils südöstlich der Bahnstrecke Berlin–Szczecin bzw. der Panke. Nordwestlich gruppieren sich die Kolonie Buch, das Ludwig-Hoffmann-Quartier, die Klinikum-Siedlung (Südteil Röbellweg) und die Sandhäuser. An der Hobrechtsfelder Chaussee stehen zwei ungenutzte Krankenhäuser und tief im Bucher Wald der Wohnpark Allées des Châteaux. Im äußersten Westen befindet sich beiderseits des Berliner Rings ein Gewerbegebiet. Die Struktur der verschiedenen Quartiere ist recht vielgestaltig. Etwa die Hälfte der Gemarkung ist unbebaut.
Die Erschließung der Fläche zwischen der Moorlinse Buch und der A 10 soll die Zentrumsfunktion des Bahnhofs stärken, widerspricht aber dem Naturschutz.

### Oberflächenform
Im Osten begleitet eine fast zusammenhängende, relativ steil ansteigende Grundmoräne das linke Ufer der Panke. Dort markiert der Stener Berg mit 83 m ü. NHN den höchsten Punkt. Das Gebiet westlich des Höhenrückens zeigt ein geringeres Maß an Höhenlagen und -unterschieden. Den größten Teil füllt ein Sander aus. Die östliche Abflussrinne des Wandlitz-Ladeburger Sanders vereinigt sich nördlich von Buch mit dem Panke-Sander. Zunächst schlauchartig, verengt er sich auf seinem Weg gen Süden zum Berliner Urstromtal trichterförmig. Ganz im Westen liegt die Mühlenbecker Grundmoräne, durchbrochen von der Niederung der Fennbuchte. An beiden besitzt Buch einen kleinen Anteil. Insgesamt zeigt die Landschaft eine leichte Ost-West-Wellenform und ein Nord-Süd-Gefälle.
Der Sander präsentiert sich nur auf den ersten Blick als vollkommen eben. In ihn haben sich die Niederungen der Panke sowie des Lietzengrabens und seiner Nebenbäche eingegraben. Den Niveauunterschied zeigen mitunter prägnante Geländekanten an. Zudem sind in die Täler nochmals eine Vielzahl kleiner Becken wie die Moorlinse Buch, die Karower Teiche oder der Bogensee eingetieft. Nördlich und nordöstlich von Letzterem existieren noch einige kurze Kastentäler. Die Panke durchfließt nur eine schmale Rinne. Das Einzugsgebiet des Lietzengrabens geht hingegen stärker in die Breite. Sein eigentliches Tal verengt sich kurz vor der Pankemündung, im Umfeld des Berliner Rings auf nur 50 Meter.

### Erdgeschichte

#### Einführung

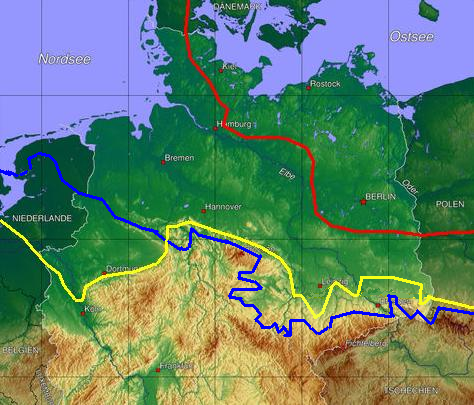
Größte Ausdehnung des Eises in der Weichsel-Kaltzeit,
in der Saale-Kaltzeit und
in der Elster-Kaltzeit

Die jüngere Erdgeschichte setzte vor 1,8 Millionen Jahren mit dem Quartär ein. In Berlin-Brandenburg prägte dieses System das bis heute anhaltende Quartäre Eiszeitalter. In der ersten Serie des Quartärs, dem Pleistozän wechselten sich mehrere Kalt- und Warmzeiten ab. Die zweite Serie, der Holozän besteht bisher aus einer Warmzeit.
| Serie      | Kalt- und Warmzeiten |
| ---------- | -------------------- |
| Holozän    | Holozän-Warmzeit     |
| Pleistozän | Weichsel-Kaltzeit    |
| Pleistozän | Eem-Warmzeit         |
| Pleistozän | Saale-Kaltzeit       |
| Pleistozän | Holstein-Warmzeit    |
| Pleistozän | Elster-Kaltzeit      |

Während der Kaltzeiten dehnte sich der Fennoskandische Eisschild von Nordwesten nach Südosten aus bzw. zog sich in entgegengesetzter Richtung zurück. Örtlich gab es von dieser Hauptrichtung erhebliche Abweichungen. Zudem formte der Eisrand keine gerade Front, sondern glich eher einer Girlande. Während einer Kaltzeit traten zwei verschiedene Phasen auf. Während eines Stadials stieß der Eisschild schnell vor, in einem Interstadial war die Vorwärtsbewegung verlangsamt, stand still oder das Eis zog sich zurück. Dort, wo der Gletscher stoppte, befand sich eine Eisrandlage. Setzte danach ein Abschmelzen ein, bildete sich meist eine glaziale Serie. Vom Eiszentrum aus betrachtet, folgten auf die Grundmoräne, die Endmoräne, der Sander und das Urstromtal. Daher dienten Eisrandlagen als sicherste Methode zur Gliederung der Kaltzeiten. Ablagerungen des Schmelzwassers aus Sand, Kies und/oder Schotter vor dem vorrückenden Eis heißen Vorschüttung, vor dem abtauenden Eis Nachschüttung.

#### Bucher Erdgeschichte
Die zeitliche Datierung des Quartärs im Berliner Raum ist unter Geologen in der Diskussionsphase (Stand: 2004) und weicht teilweise erheblich voneinander ab. Daher werden in diesem Abschnitt keine Zeiten angegeben oder sind mit Vorsicht zu betrachten. Als Bezugspunkt dient das Jahr 2000.
Seine Hauptprägung erhielt der Barnim während der Saale-Kaltzeit. Sie legte u. a. die Täler von Panke und Lietzengraben an. Während der Eem-Warmzeit durchflossen sie eine baumbestandene Landschaft. Im Streifen von Niederschönhausen–Pankow im Süden über Buchholz–Buch in der Mitte bis Ladeburg im Norden fanden Bohrungen statt. Die Pollenanalyse der Bohrkerne belegte den Eem-Wald. Die Weichsel-Kaltzeit nutzte die älteren Formen des Saale-Komplexes, veränderte sie aber nicht wesentlich.
Die Maximalausdehnung der letzten Eiszeit erreichte die Brandenburg-Phase. Die Eisrandlage beschrieb ungefähr die Linie Beelitz–Luckenwalde–Baruth–Lübben–Guben. Schon unter dem abtauenden Inlandeis floss Schmelzwasser. Dabei nutzte es wohl bereits die Entwässerungsbahnen von Panke und Lietzengraben. Als das Eis die Bucher Landschaft vor etwa 18.000 Jahren freigab, blieben Grundmoränen sowie in den oben erwähnten Kleinbecken Reste des Gletschereises zurück. Diese Toteisblöcke verhinderten ein Auffüllen. Die Flüsse verbanden kleine Tümpel in einer fast vegetationslosen Gegend. Sie trugen in ihren Bereichen die weichselzeitliche Grundmoräne weitgehend ab, die Panke arbeitete sie auch zu einer Steinsohle auf. Als Nachschüttung hinterließen beide Sande und Kiese. Der Abschluss des Schichtpakets aus Eiskeilen, Flugsanden, Windkantern und pollenführenden Stillgewässer-Sedimenten wurde als Karower Interstadial interpretiert.
Zu Beginn der Frankfurt-Phase pausierte das Abschmelzen. Die Eisrandlage verlief auf dem Barnim von Prenden über Rüdnitz nach Tempelfelde, weiter über Werneuchen nach Buckow, bei unterschiedlich starker Ausprägung. Nach Wiedereinsetzen des Niedertauens überspülten zwei bis fünf Meter Sand und Kies das Toteis, zudem entstand im subarktischen Klima ein Dauerfrostboden. Dieser doppelte Schutz bewahrte die Gletscherreste rund 4000 Jahre lang. Nach gegenwärtigem Kenntnisstand zog sich das Eis weit nach Norden zurück, vielleicht sogar bis in den südlichen Ostsee-Raum. Während der Pommern-Phase stieß es erneut vor. Die Eisrandlage im Raum Joachimsthal–Chorin–Oderberg schuf später das Eberswalder Urstromtal. Schmelzwasser spielte seitdem in der Bucher Gegend keine Rolle mehr.
Ab Anfang des Weichsel-Spätglazials löste sich der Permafrostboden langsam auf. Das Lockermaterial darüber sackte nach und brachte kleine Seen hervor. In diese lagerten sich im Wechsel der Jahreszeiten Feinsand und Schluff ab. Am flachen Rand der Becken bildete sich Wiesenkalk, z. B. im Nordteil der Karower Teiche, im Mittelbruch oder im gesamten Panketal. Das Wegtauen der Gletscherreste löste auch die Erosion von Panke und Lietzengraben in die Tiefe aus. Ihr Talbeginn verschob sich stetig gen Norden. Wo der Dauerfrost noch vorhanden war, verhinderte er eine Seitenabtragung, so entstanden Kastentäler mit steilen Talflanken. Die Tundra unterbrachen nur gelegentlich Zwergsträucher. In der Älteren Dryaszeit begann das Verfüllen der Becken mit Mudde. Im Alleröd-Interstadial startete die Vermoorung sowie mit Birken und Kiefern die Wiederbewaldung. Die Grundmoränen und höheren Bereiche des Sanders beeinflusste im Spätglazial hauptsächlich Windtransport. Markante Dünen formten sich aber erst außerhalb von Buch.
Mit der holozänen Klimaerwärmung wanderte Etappenweise die heutige Pflanzen- und Tierwelt ein. Panke und Lietzengraben mäandrierten durch Täler mit schwach vermoorten Randbereichen. Die meist nur flachen Seen verlandeten recht schnell, bis Mitte des 19. Jahrhunderts waren aus ihnen Moore mit mehreren Meter mächtigen Torf- und Mudde-Schichten geworden. Der Mensch begann ab der Jungsteinzeit den Wald für Felder, Weiden und Siedlungen zu roden. Während der Deutschen Ostsiedlung im Mittelalter wurden entlang der Panke Mühlteiche aufgestaut. Der dadurch angehobene Grundwasserspiegel ließ die Moore an den Talrändern stärker anwachsen. Die kleiner gewordenen Wälder dienten als Viehweide. In der Neuzeit kamen Entwässerungssysteme, Fischteiche, Flussbegradigungen, monotone Kiefern-Forste, Rieselfelder, Torfstiche und eine stärkere Bebauung hinzu. Trotz, manchmal wegen der menschlichen Eingriffe birgt die Bucher Landschaft einen immensen natürlichen Wert.

### Geologie und Böden
Den Untergrund bilden größtenteils Sand, Kies und Geschiebemergel aus den Eiszeiten. Die Sedimente der Elster-Kaltzeit stehen in Buch relativ dicht unter der Oberfläche, die Hauptablagerungen stammen aus der nachfolgenden Saale-Kaltzeit. Darüber folgt abschnittsweise eine Mudde- und Torf-Schicht aus der Eem-Warmzeit, z. B. erschlossen im Germanenbad. Die Weichsel-Kaltzeit zeigt sich nur in geringer Mächtigkeit. Auf den Grundmoränen ist der Geschiebemergel übersandet. Im Sander stehen anstelle der ausgeräumten bzw. zur Steinsohle aufgearbeiteten Grundmoräne nur 1 1⁄2 bis 5 Meter Schmelzwasserablagerungen an. Die Torfentstehung reicht bis ins Holozän.
| Ausgangsmaterial                               | Leitboden                                          | Begleitboden                                     | Nutzung                                   | Gefährdung                                                                                                |
| ---------------------------------------------- | -------------------------------------------------- | ------------------------------------------------ | ----------------------------------------- | --- |
| Grundmoränenplatten mit sandigen Deckschichten | Braunerde-Fahlerde, Braunerde                      | Braunerde-Gley, Braunerde-Pseudogley, Kolluvisol | Siedlungen, großflächiges Ackerland       | Flächenversiegelung, Bodenerosion durch Wasser und Wind, teilweise Strukturschäden durch Bodenverdichtung |
| Täler und Rinnen, teilweise Moore              | Braunerde, Podsol-Braunerde, Humusgley             | Gley, Anmoorgley, Niedermoorboden                | Mischwald, teilweise Erlenbruch, Grünland | Moordegradierung bei Grundwassersenkung                                                                   |
| Einstige Rieselfelder                          | Regosol, Podsol-Braunerde, Kolluvisol, Podsol-Gley |                                                  | Aufforstung, Ödland                       | Anreicherung mit Schadstoffen, Bodenversauerung                                                           |

Die Berliner Rieselfelder hinterließen besonders wegen der unsachgemäßen Anwendung des ursprünglichen Konzepts eine hohe Anreicherung der Böden mit Nähr- und Schadstoffen. Das zur ökologischen Sanierung entwickelte Bucher Verfahren kam erstmals 1998 im Bucher Forst zur Anwendung.

### Gewässer

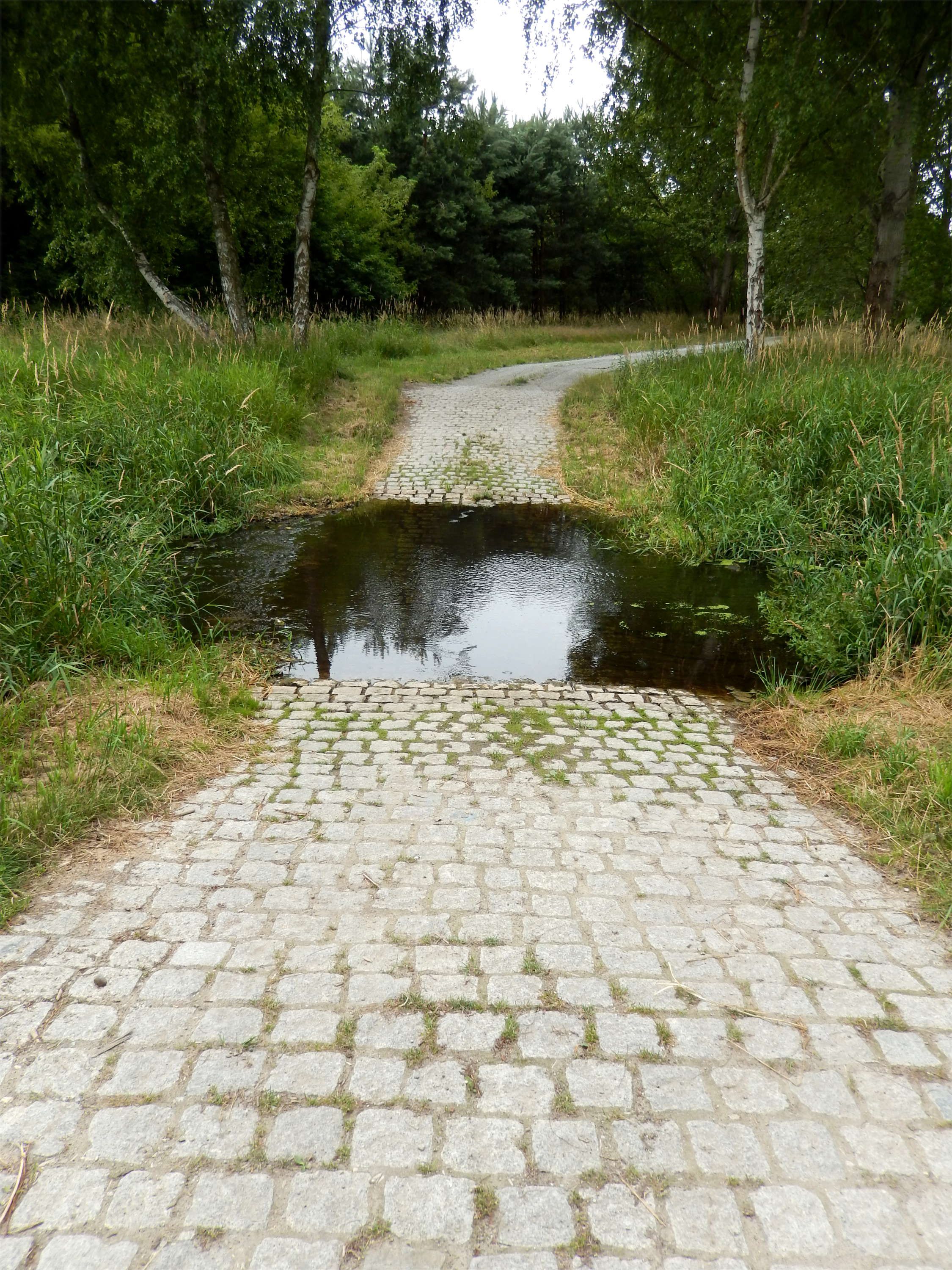
Furt über den Lietzengraben zwischen Eisenbahn und Autobahn an einem regnerischen Sommertag

Die Eisrandlage der Frankfurt-Phase während der Weichsel-Kaltzeit hinterließ die Ladeburg-Albertshofer Schwellenzone. Die Endmoräne stellt abschnittsweise eine Hauptwasserscheide dar. Die Nordostseite entwässert zur Oder und damit in die Ostsee. Das wichtigste Fließgewässer von Buch, die Panke entspringt auf der Südwestseite. Daher führt sie ihr Wasser über Spree, Havel und Elbe der Nordsee zu. Ihr Nebenbach, der Lietzengraben tritt unweit der Schwelle, westlich von Schönow hervor. Auch die Niederung des Waldgrabens blickt auf eine eiszeitliche Vergangenheit zurück. Sein Wasser und das des Seegrabens, eine Abzweigung vom Lietzengraben, vereinigen sich im nördlichsten der Bucher Teiche und durchströmen die ganze Kette als Graben 18 Buch, um schließlich im Lietzengraben aufzugehen.
Die meisten der Fließgewässer auf dem Bucher Sander sind künstlichen Ursprungs, verlaufen daher weitgehend gerade und besitzen ein kaum strukturiertes Bett. Eine Karte von 1876 zeigte landwirtschaftliche Entwässerungsgräben. Beim Anlegen der hiesigen Berliner Rieselfelder ab 1898 wurden sie ins Netz der Zu- und Abflussgräben für die Rieselfelder eingebunden. Das Erbe von rund 80 Jahren Bewirtschaftung waren u. a. eine starke Belastung mit Nähr- und Schadstoffen. Der Hauptgrundwasserleiter, dem auch das Trinkwasser entnommen wird, ist aber gut gegen den Eintrag geschützt. Nach der Aufgabe der Verrieselung 1985 senkte sich der Grundwasserspiegel und nahm der oberirdische Abfluss ab. Viele der Gräben trockneten ganz aus, die verbliebenen versiegen teilweise im Sommer. Nur Panke, Lietzen- und Seegraben führen ständig Wasser. Zur Stabilisierung des Wasserhaushalts dienen kleine Wehre und die Einleitung von gereinigtem Wasser aus dem Klärwerk Schönerlinde.
Die Eigennamen folgen hauptsächlich einem wenig prosaischen Muster aus Graben – Nummer – Ort, also z. B. Graben 22 Buch oder Graben 132 Lindenhof. Der Röntgentaler Graben zweigt etwa auf der Grenze zum Nachbarort Röntgental vom Waldgraben ab und entwässert den Mittelbruch. Am einfallsreichsten wurde der Zick-Zack-Graben bedacht, der Grund für diese Wahl erschließt sich vor Ort oder beim Blick auf eine Landkarte. Der Zick-Zack-Tanz, das Laichritual des Dreistachligen Stichlings war sicher nicht der Namensgeber. Dieser und der Zwergstichling leben in fast allen Rieselgräben. Sie sind an solche extremen Lebensräume angepasst und finden hier ein Rückzugsgebiet.
Während auf Bucher Territorium der Panke von rechts ausschließlich der Lietzengraben zufließt, zweigen von links doppelt so viele Nebengewässer ab bzw. kommen hinzu. Die Kanäle im Schlosspark Buch entstanden ab 1670 beim Bau des niederländischen Gartens und wurden später mehrfach verändert. Bereits im Ostteil des Parks mündet der Werkgraben in den Schlosskanal. Hier stand offenbar das Werk Buch, eine übliche Bezeichnung für die Städtische Zentrale Buch, als Namenspate. Der Kappgraben (slawisch Kopati ‚Graben‘) durchschneidet die Grundmoräne und markiert die einstige Grenze zu Karow. Seine Nebengräben erhielten ihre Bezeichnungen wohl von zwei Einrichtungen aus der Weimarer Republik, der Baumschulengraben von einer durch das Gartenamt Pankow betriebenen Baumschule und der Institutsgraben vom Kaiser-Wilhelm-Institut für Hirnforschung.
Die Teile des Naturschutzgebiets Karower Teiche entlang der A 10 gehören zwar zu Buch, die Teiche selbst aber zu Buchholz. Der Brende- und Buchholzer Graben bilden die Niederung der Fennbuchte und kommen von der Mühlenbecker Grundmoräne. Auf dieser liegt ebenfalls der Lindenhofer Teich.

## Geschichte
Die Geschichte von Buch lässt sich in drei Phasen einteilen:
- Vom ersten Nachweis einer Besiedlung in der Mittelsteinzeit (8.–4. Jahrtausend v. Chr.) bis zum Ende der Slawenzeit,
- ab der Gründung des deutschen Dorfs (frühes 13. Jahrhundert), eine durch die Bauern und Landwirte bzw. Grund- und Gutsherrn geprägte Ära,
- mit dem Entstehen der Gesundheitsregion Berlin-Buch (ab 1898), verkörpert durch die Heilanstalten in Berlin-Buch und den Campus Berlin-Buch.

### Herkunft und Entwicklung des Ortsnamens
Martin Pfannschmidt nahm in Geschichte der Berliner Vororte Buch und Karow an, dass eine Übertragung des Ortsnamens von Buch in der Altmark stattfand. Heute wird der Ursprung in der slawischen Sprache (Buckow ‚Rotbuchenhain‘ oder Buck ‚Waldhöhe‘, auch ‚Buche‘) gesehen. Laut dem Brandenburgischen Namenbuch war eine Ableitung vom Altpolabischen (buk ‚Buche‘) am wahrscheinlichsten. Darin floss schon früh die mittelniederdeutsche Wortentsprechung (böke ‚Buche‘) ein.
Bereits bei der Ersterwähnung anno 1342 als Wendeschen Buk wurde der Namenszusatz Wendisch verwendet. Ebenso im Landbuch der Mark Brandenburg von 1375, dort stand im Dorfverzeichnis Buch slavica sowie im Dorfregister Wentschenbug, Wentzschenbůk bzw. Wentschenbůk. Ersteres griff auf ältere Aufzeichnungen zurück, Letzteres unterschied sich bei den überlieferten Handschriften zeitlich und inhaltlich teilweise, daher die vier abweichenden Schreibweisen im Landbuch. Ein Lehnbrief von 1412 benannte czu windischen Buck (CDB, Hauptteil C, Band I, S. 50, Kopie), das Schossregister (fol. 283) von 1450 Wendeschenbuk und das von 1480 Wendisgenbuck. Letztmals ließ sich der Zusatz im Prokurationsregister des Bistums Brandenburg von 1527 bis 1529 nachweisen. Dort war Wendische marcke bzw. Boeck slauica verzeichnet. In den Jahren danach fehlte er, so hieß es 1570 tzu Bock (CDB, Hauptteil A, Band XII, S. 479, Original) und 1624 Buck (Schossregister, fol. 364). Irgendwann setzte sich die standarddeutsche Schreibart Buch durch. Mit der Bildung von Groß-Berlin zum 1. Oktober 1920 wurde daraus Berlin-Buch.
Eine Namensübertragung erfolgte beim 1927 erwähnten Neu-Buch.

### Steinzeit
Am Ende der Weichsel-Kaltzeit gab das Inlandeis den Berliner Raum seit dem 15. Jahrtausend v. Chr. wieder frei. Auf dem Barnim entstand eine tundrenartige Landschaft, in der Gemarkung durchzogen von den Niederungen der Fennbuchte, des Lietzengrabens, des Waldgrabens und der Panke. An den Gewässern bildeten sich oft mehrere hundert Meter breite Feuchtgebiete, darunter teilweise Niedermoore. Den eingewanderten Großsäugern wie Rentier und Moschusochse folgten seit dem 10. Jahrtausend v. Chr. die Menschen der Jüngeren Altsteinzeit.
Buch zählt zu den archäologisch am besten erforschten Gebieten in Berlin mit einer Fülle an ur- und frühgeschichtlichen Fundplätzen. Fast alle stammten vom Rand der Niederungen aus etwas höheren und so trockeneren Sandböden. Bisher konnte kein Fund eindeutig dem Jungpaläolithikum zugeordnet werden. Da die vielen Gewässer den Menschen einen idealen Lebensraum boten, muss aber von einer Besiedlung ausgegangen werden. Die Nomaden lebten in Zelten oder einfachen Hütten, um das Wild jagen sowie auf größeren Gebieten Früchte und Wurzeln sammeln zu können.

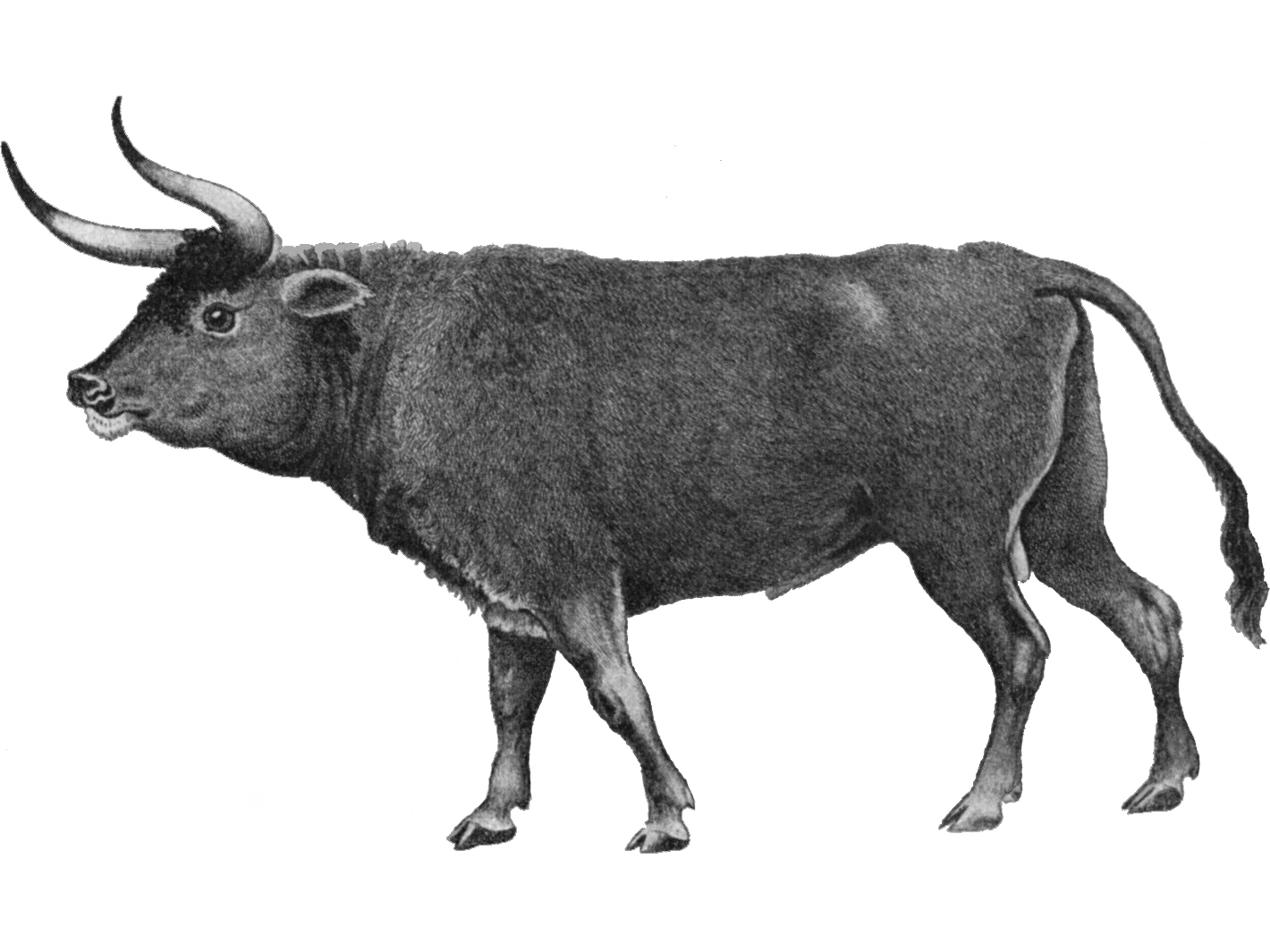
Zeichnung eines Auerochsen

In der Mittelsteinzeit (8.–4. Jahrtausend v. Chr.) entwickelte sich durch die holozäne Klimaerwärmung im brandenburgischen Raum ein dichter Wald, der die nacheiszeitliche Flora und Fauna verdrängte. Die Auswahl an Jagdbeute, z. B. Auerochse, Elch, Reh, Rothirsch, Wildschwein und Wisent, stieg an, ebenso die Vielfalt der pflanzlichen Nahrung. Besonders stark breitete sich der Haselstrauch aus, der nahrhafte und lagerungsfähige Nüsse lieferte. Auch der Fischfang gewann an Bedeutung. Vermutlich waren die Menschen noch nicht sesshaft und wohnten ähnlich wie im Jungpaläolithikum.
Für Buch liegen drei sichere mesolithische Fundstellen vor. Im Jahr 1935 wurden an den Bucher Teichen mehrere Geräte aus Feuerstein ausgegraben, darunter Abschläge, Klingen, Pfeil- und andere Spitzen in Form von Mikrolithen. Die zweite Fundstätte am Westufer des Lietzengrabens brachte ebenfalls Mikrolithen zu Tage, interessanter war aber ein nur etwa 6,9 Zentimeter langes Kernbeil aus Feuerstein. 2007 wurde der dritte Fundort aus der Endphase des Mesolithikums auf einem ehemaligen Acker südlich der Straße Am Sandhaus untersucht. Im unteren Teil einer ovalen, rund 70 cm × 40 cm großen, hellbraunbeigen Grube lag ein äußerst gut erhaltenes, geschliffenes Walzenbeil aus Felsgestein. Trotz Fehlens menschlicher Knochen, in den hiesigen Böden wird organisches Material sehr schnell zersetzt, deuteten Fund und Größe der Grube auf eine Hocker- oder Teilbestattung hin. Mehrere Klingen und Abschläge aus Feuerstein sprachen außerdem für eine nahe, temporäre Siedlung.
Ab der Jungsteinzeit, im Raum Berlin etwa 3000–1800 v. Chr., siedelten in Buch sesshafte Bauern. Die veränderte Lebensweise drückte sich durch stabile Häuser aus. Die technologischen Neuerungen der Ära hießen u. a. Tongefäß, Feuersteinschliff, Spinnen und Weben von Wolle, Hakenpflug, Reibmühle und Sichel. An zwei neolithischen Fundplätzen wurden neben einem Steinbeil aus Felsgestein mehrere aus Feuerstein geborgenen. Von letzteren waren einige an der Breitseite geschliffen und zeigten leicht gerundete Schneiden. Ein besonders prächtiges, rund 17 Zentimeter langes Beil vom Rand der Fennbuchte wurde der mittelneolithischen (etwa 2600–2200 v. Chr.) Kugelamphorenkultur zugerechnet.

### Bronzezeit
In der Bronzezeit, im Berliner Raum etwa 1800–700 v. Chr., nahm die Bevölkerung in Buch deutlich zu. Von den 18 bekannten Fundstellen dieser Epoche stammten elf aus der Jungbronzezeit (1200–700 v. Chr.). Weiterhin bevorzugten die Menschen die Hanglagen der Niederungen, aber auch mehrere 100 Meter von den Gewässern entfernt ließen sie sich nieder. Eine der jungbronzezeitlichen Siedlung lag an der Wiltbergstraße. Sie wurde beim Bau der IV. Städtischen Irrenanstalt entdeckt. Ihre großflächige Ausgrabung in den Jahren 1910–1914 schrieb Archäologiegeschichte. Erstmals in Deutschland konnte Albert Kiekebusch vom Märkischen Museum Hausgrundrisse aus der Bronzezeit sicher erfassen sowie Ausdehnung und Aufbau eines Dorfes aufzeigen. Die von ihm während der Grabungen entwickelten Methoden und Techniken für sandige Böden setzten für die nächsten Jahrzehnte den Standard.
Ohne die Siedlungsgrenze zu erreichen, wurden über 100 Hausgrundstücke festgestellt, davon waren während der mehreren Siedlungsstufen zwischen 1200 und 800 v. Chr. vermutlich nur zehn gleichzeitig bewohnt. Neben den üblichen ebenerdigen, kleinen Pfostenbauten (20–30 Quadratmeter Fläche, 5,5–7,0 Meter Länge, Wände aus lehmverschmierten Flechtwerk) existierten auch einige Gebäude in Blockbauweise. Zu den Funden gehörten u. a. Tonteller mit tordiertem Rand. Diese Köpenicker Teller waren typisch für den Berliner Raum. Die geborgenen Steinbeile galten als Indiz für eine Verknappung von Kupfer und Zinn am Ende der Bronzezeit. Die beiden Ausgangsstoffe für die Bronzeherstellung verteuerten sich so sehr, dass die einfachen Leute wieder auf den einheimischen Rohstoff Stein zurückgreifen mussten. Als Friedhof diente den Altbuchern von der Wiltbergstraße vermutlich das zeitgleich bestehende Urnen-Gräberfeld in Alt-Buch 74, das während der Arbeiten für die Heimstätte für Brustkranke 1904 und 1912/1913 untersucht wurde. Im Südwestzipfel von Buch, am Dählingsberg stand eine weitere bronzezeitliche Ortschaft.
Östlich der Karower Chaussee entdeckten Bauarbeiter 1984 einen Bronzehort und teilten ihn illegal unter sich auf. Erst 1988 erhielt die staatliche Denkmalpflege Kenntnis von den inzwischen verstreuten Funden, daher blieb ihr genauer Umfang unbekannt. Einige der Stücke konnten sichergestellt werden. Michael Hofmann ordnete die drei Schwerter vom Typ Mörigen (zwei komplett erhalten), das Nierenknaufschwert, den Griff eines Antennenschwerts und die abgebrochene Lanzenspitze ins 9./8. Jahrhundert v. Chr. ein, Adriaan von Müller rechnete sie dem 10./9. Jahrhundert v. Chr. zu. Die Verzierung im Knauf eines der Schwerter bestand bereits aus Eisen. Vermutlich stellten die Bewohner der nahen Siedlung westlich der Karower Chaussee die Waffen her und vergruben sie als Opfergabe. Die jungbronzezeitliche Ortschaft am Nordrand der Niederung des Kappgrabens schlug mit ihrer eisen- und slawenzeitlichen Besiedlung eine Brücke in die nachfolgenden Epochen.

### Eisenzeit
Die Eisenzeit begann in der Berliner Gegend etwa ab 700 v. Chr., rund 100 Jahre später als in Süddeutschland. Der frühe Abschnitt bis zum Beginn der Zeitrechnung wird als Vorrömische Eisenzeit bezeichnet. Für diese Epoche führte die Geschichtsschreibung mit den Germanen erstmals einen hiesigen Völkernamen auf. Wegen einer Klimaverschlechterung wanderte im 7./6. Jahrhundert v. Chr. vermutlich ein Großteil der Einwohner ab. Zu den nur vier Fundstätten, alle im Bereich der Panke, zählte die Siedlung westlich der Karower Chaussee.
Am besten untersucht wurde das schon o. g. Gelände südlich von Am Sandhaus. Das dort 2006 erfasste Wohnstallhaus (rund 21 m lang und 5 m breit, durch Trennwand in 5 m × 5 m großen Wohnbereich und 16 m × 5 m großen Stall untergliedert, Ausrichtung in Ost-West-Richtung) wurde mittels der Radiokarbonmethode auf die Zeit zwischen 521 und 407 v. Chr. datiert. Seine Einordnung ins 5. Jahrhundert v. Chr. schloss eine chronologische Lücke in der Berlin-Brandenburger Hausforschung. Ein 2007 freigelegter, quadratischer Neun-Pfosten-Speicher konnte durch die gleiche Methode ebenfalls in die Vorrömische Eisenzeit einsortiert werden. Zuvor war dieser Haustyp nur aus dem nachfolgenden Abschnitt bekannt.
Die späte Eisenzeit zwischen dem Jahr 1 und dem Ende des 4. Jahrhunderts wird Römische Kaiserzeit genannt. Die Schriftquellen verorteten im Berliner Raum die germanischen Stämme der Semnonen und Burgunden. Die Bevölkerungszahl stieg wieder an, die acht bekannten Fundorte lagen v. a. an Panke, Wald- und Lietzengraben. Die systematische Erfassung des Areals Am Sandhaus ermöglichte detaillierte Erkenntnisse über Ortschaftsstruktur, Hausbau, Wirtschaft und materielle Kultur einer germanischen Niederlassung des 2./3. Jahrhunderts.
Zwischen etwa 150 und 300 bestanden drei Siedlungsphasen. Fließe und Sümpfe boten im Norden, Osten und Westen einen natürlichen Schutz, nach Süden lag vermutlich offenes Gelände bis zur 700 bis 800 Meter entfernten Panke. Jeweils ein ebenerdiges Langhaus bildete das Haupt- und Wohngebäude eines Gehöftes, umgeben von zahlreichen Kleinbauten. Die meisten Langbauten waren zweischiffig bei unterschiedlichen Größen (10,2–20,0 Meter Länge, 3,0–6,0 Meter Breite) und Grundrissen, darunter ein trapezförmiger. Neun von insgesamt zehn erfassten Langhäusern besaßen keine Untergliederung. Die Unterteilung (Wohnbereich, Diele und Stall) des Einen, seine Dimensionen (vierschiffig, 37,0 m × 5,0–5,5 m) und die größere Zahl an Nebengebäuden sprachen für eine sozial privilegierte Familie. Die 31 entdeckten Kleinbauten der Ortschaft variierten in Größe und Aufbau. Sie dienten u. a. als Arbeitshütten, Speicher sowie Ställe. Bei einem Grubenhaus konnte 2005 erstmals ein gepflasterter Zugang nachgewiesen werden.
Schlachtabfälle zeigten die Haltung von Gänsen, Pferden, Rindern, Schafen, Schweinen und Ziegen sowie die Jagd auf Hasen, Rothirsche und Wildschweine. Wichtigste tierische Nahrung war Rindfleisch. Über den Umfang und die Vielfalt des Ackerbaus ließen sich keine Aussagen treffen, da wie schon erwähnt Pflanzenreste im Bucher Boden schnell verrotten und eine Pollenanalyse nicht (Stand: Oktober 2009) vorliegt. Der Fund des Bodensteins einer Handdrehmühle und mehrerer Läufersteine von Reibmühlen wiesen die Getreideverarbeitung aber indirekt nach.
Außer als Ackerbauern, Viehzüchter und Jäger arbeiteten die Bucher in zahlreichen handwerklichen Berufen: Töpfern, Spinnen und Weben von Wolle, Verarbeitung von Bronze sowie Herstellung von Holzkohle, Pech und Teer. Die Produktion von Branntkalk belegten fünf Kalköfen. Meist wurde darin zuvor oberflächennah in den Feuchtgebieten abgebauter Wiesenkalk verarbeitet. Der Rohstoff für einen 2005 entdeckten Ofen und die Schollen der benachbarten Vorratsgrube waren aber nachweislich Rüdersdorfer Kalkstein, deren Abbaubeginn wurde zuvor auf das deutsche Mittelalter datiert. In der Umgebung gewonnenes Raseneisenerz hinterließ bei seiner Verhüttung in Rennöfen als Abfallprodukt Schlacken. Ihre Untersuchung ergab, dass zur Prozessverbesserung Kalk zugegeben wurde. Wahrscheinlich wurde das Eisen auch vor Ort weiterverarbeitet.

### Völkerwanderungs- und Slawenzeit
Zu Beginn der Völkerwanderung im 4. Jahrhundert verließen die Germanen größtenteils den Berliner Raum Richtung Rhein und Donau. Für das 5./6. Jahrhundert konnte deshalb für Buch keine Besiedlung nachgewiesen werden. Mit der Einwanderung der Slawen im 7. Jahrhundert aus dem heutigen Polen und Tschechien erhöhte sich die Bevölkerungszahl wieder. Die Westslawen formten im 8. oder 9. Jahrhundert zwei Stammesherrschaften: die Heveller mit dem Hauptsitz Burg Spandau und die Sprewanen mit ihrem Zentrum Burg Köpenick. Buch gehörte vermutlich zur Herrschaft Köpenick. Zwei nah beieinander liegende Fundplätze am linken Ufer der Panke belegten für das 9.–12. Jahrhundert die Anwesenheit von Elbslawen. Die 1982 untersuchte Siedlung westlich der Karower Chaussee wurde ins 11. und 12. Jahrhundert datiert. Die Feuerstellen, Vorrats- und Abfallgruben bargen Keramikreste sowie Knochen von Rindern, Schafen, Schweinen, Ziegen und Rothirschen.

### Anfänge des deutschen Dorfs

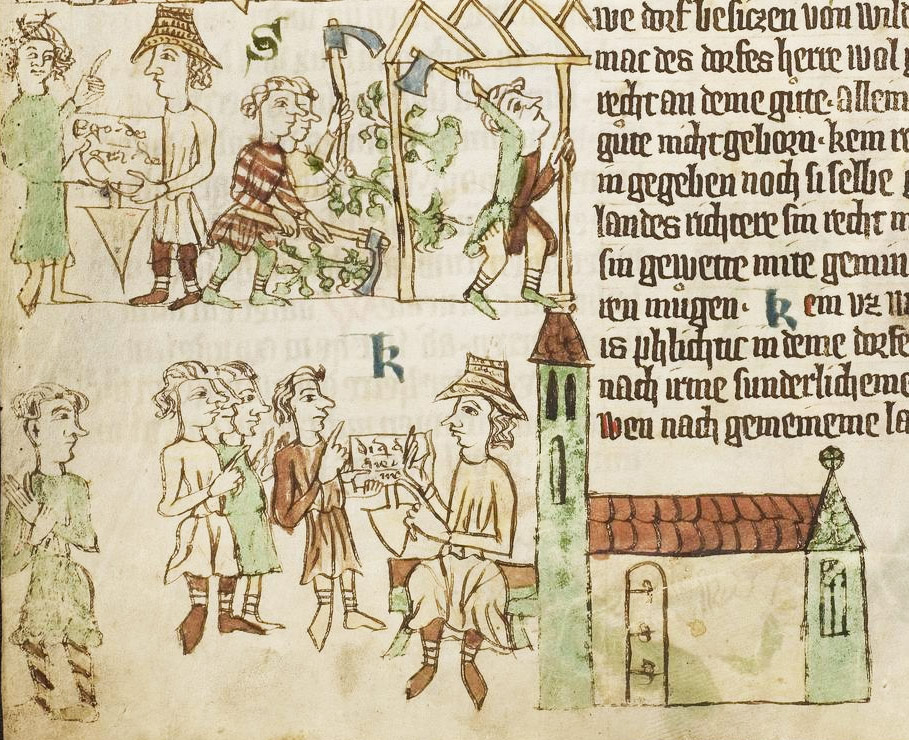
Gründung eines Dorfs während der Deutschen Ostsiedlung, Heidelberger Sachsenspiegel

Johann I. und Otto III. regierten gemeinsam die Mark Brandenburg. Die zwei Askanier erweiterten sie ab 1220 u. a. um den Barnim und den Teltow. Ab dieser Zeit wurden beide Gebiete im Rahmen der Deutschen Ostsiedlung systematisch erschlossen. Ihre Bevölkerungszahl stieg von ca. 5.000–10.000 im Jahr 1150 auf etwa 35.000–40.000 im Jahr 1250.
Buch entstand im frühen 13. Jahrhundert. Vieles spricht dafür, dass die angestammten elbslawischen Einwohner und die deutschen Einwanderer zusammen eine dörfliche Gemeinschaft formten. Laut der Siedlungsgeografin Anneliese Krenzlin kam es mehrfach vor, dass neben der neu gebildeten deutschen die ältere slawische Ortschaft eine Zeitlang weiterhin bewohnt wurde. Traf das auch hier zu, waren die 1375 erwähnten Wendenstücke das ausgesparte Ackerland der Slawen. Die Gründungszeit von Buch fiel in die klassische Phase der Großgewanne. Diese ermöglichten durch ihre Länge die rationelle Anwendung des Bodenwendepfluges und waren optimal an die Dreifelderwirtschaft angepasst. Die damals modernste und ertragreichste Form des Ackerbaus führte zu einem enormen Anstieg der Wirtschaftskraft. Unter Anleitung des Lokators vermaßen die Bauern das Land. Das Roden der Bäume und Entfernen der Wurzeln geschah als erstes auf den drei Zelgen. Die Zahl der Streifen in jedem Schlag entsprach ursprünglich der Zahl der Hufen. Dann wurde sofort die erste Zelge bestellt. Es herrschte Flurzwang, das heißt jeder Schlag wurde zusammen abwechselnd als Sommerfeld, Winterfeld oder Brache genutzt. Neben den Ackerstreifen umfasste der Besitz ein Anteilsrecht an der Allmende und die Hofstelle.
Erst nach der überlebensnotwendigen Aussaat wurden die Gebäude errichtet, hier in Form eines Straßen- oder Straßenangerdorfs. Entlang der Dorfstraße (heute etwa Alt-Buch und anschließender Teil der Walter-Friedrich-Straße) reihten sich die Gehöfte der Vollbauern und Kossäten. Letztere waren nicht am Hufenland beteiligt und besaßen nur etwas Gartenland. Auf der Nordseite, ziemlich genau in der Ortsmitte lagen die Dorfkirche Buch und dahinter, etwas abseits der Dorfstraße, der Ritterhof Buch. An der Panke klapperte eine Wassermühle, der Bach war zu einem Mühlteich angestaut. Deshalb hieß der Südteil des heutigen Pölnitzwegs über Jahrhunderte Mühlenweg. An seiner Einmündung in die Dorfstraße stand vielleicht schon damals die Schmiede (Erstnennung 1624), auch ein Krug könnte gleich zu Beginn existiert haben.
Die erste urkundliche Erwähnung von Buch stammte aus der Mitte des 14. Jahrhunderts (BLHA. Pr.Br.Rep.08, Stadt Prenzlau, Urkunde 56 oder 5b):

„Gegeben am 13. Dezember 1342
Markwart von Lauterbach, markgräflich Brandenburgischer Vogt der Vogtei Spandau urkundet, daß vor ihm der Knappe Arndt von Bredow, dessen Ehefrau Anna und ihre beiden mündigen Söhne Otto und Hans dem Juden Meyer zu Berlin und dessen Erben 16 Pfund brandenburgische Pfennige aus der Bede des Dorfes Gratze und 9 Pfund aus der Bede des Dorfes Wendeschen Buk gegen ein Kapital von 125 Pfund auf die Dauer von 5 Jahren verpfändet haben.
Die Zinszahlung soll für Gratze jeweils zu Martini und für Buch jeweils zu Michaelis und Nicolaus erfolgen. Als Bürgen und Sachwalter werden die Knappen Andreas [von] Sparr und Hans von Bredow benannt, sie verpflichten sich, im Falle der Nichtzahlung der 25 Pfund Zinsen, Meyer bei der Pfändung dieser Summe in den beiden genannten Dörfern zu helfen bzw. zum Einlager in der Stadt Berlin, bei Verweigerung des Einlagers soll der jeweilige Vogt zu Spandau Meyer zu Hilfe bei der Pfändung in Höhe seiner Forderung verpflichtet sein.“

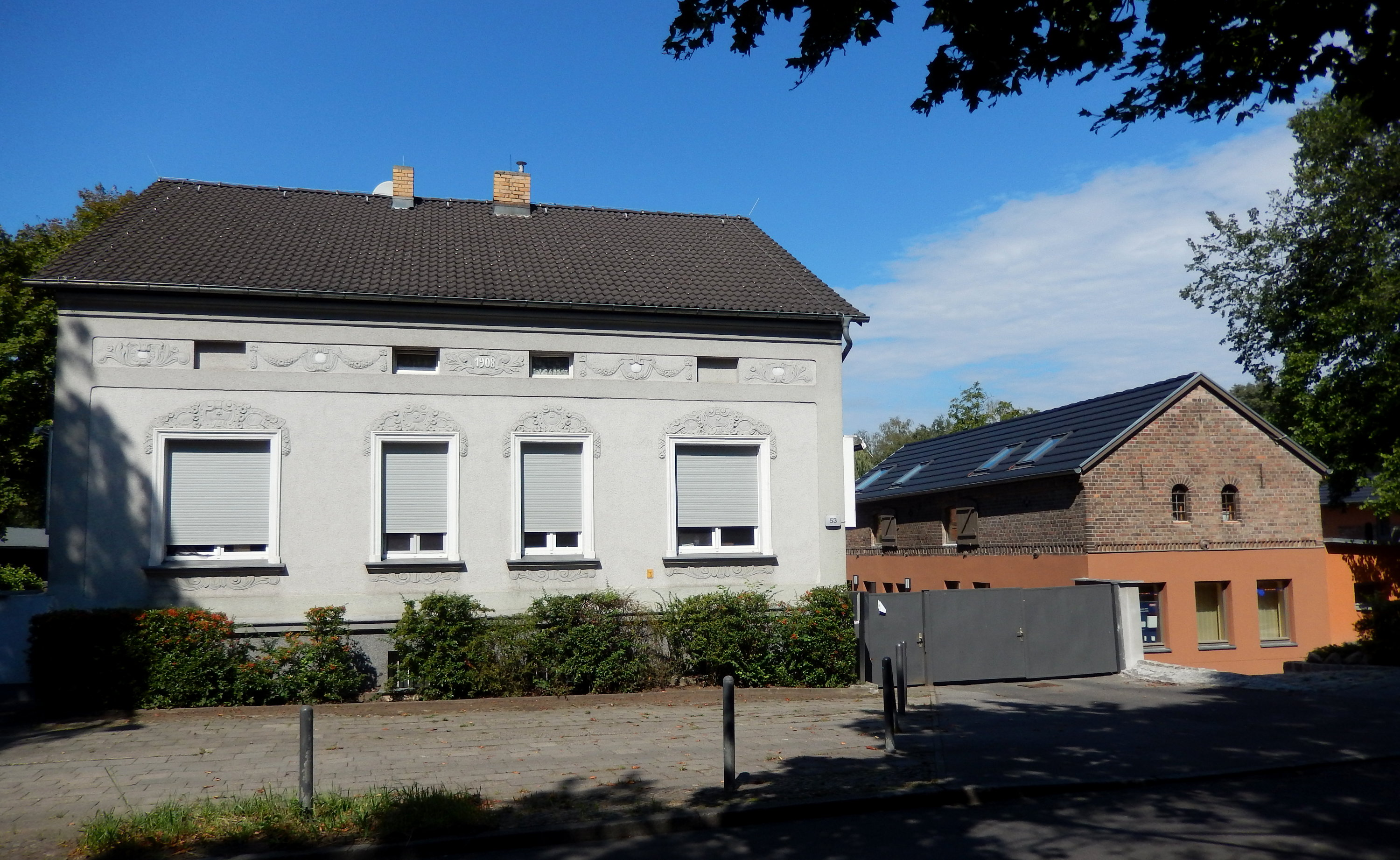
Kossäten-Gehöft Alt-Buch 53, letzter komplett erhaltener Vierseithof, heutige Gebäude zirka zwischen 1890 und 1930

Das Kreditgeschäft fiel in die Zeit der Wittelsbacher in der Mark. Bei großen Zahlungen wurden die Münzen nicht einzeln gezählt, sondern gewogen. 1 Pfund (talentum) entsprach 240 Brandenburgischen Pfennig (denarii). Ein einzelner, zwischen 1334 und 1347 in Prenzlau geprägter Pfennig hatte ein Feingewicht von 0,61 Gramm Silber. Insgesamt lieh sich die Familie von Bredow also 18,3 Kilogramm des Edelmetalls (125 Pfund × 240 Pfennig/Pfund × 0,00061 kg Feinsilber/Pfennig = 18,3 kg Feinsilber). Zum Vergleich, anno 1346 kostete das Nähen einer Hose 1, eines Männerrocks 4 und eines Frauenrocks 6 Pfennig. Im Gegenzug bekam der Schneider für 1 Pfennig 2 bis 4 Brote oder 1 großes Bier. Gratze war und ist ein Dorf 21 Kilometer nordöstlich.
Das Landbuch der Mark Brandenburg von 1375 machte erstmals genauere Angaben:

„Wentzschenbůk sunt 40 mansi, quorum plebanus habet 4; Smetstorp habet 4 mansos ad curiam, tenetur ad servicium. Ad pactum solvit quilibet mansus 7 modius siliginis, 2 ordei et 7 modius avene; ad censum quilibet 2 solidos; ad precariam solvit quilibet mansus quinque solidos den. et 1⁄2 modium siliginis, 1⁄2 ordei et 1 avene.
Tabernator dat 10 solidos ad pactum et censum, item ad precariam sicut unus mansus. Molendinum solvit 1 chorum siliginis dictis de Ro̊bel, ultra hoc solvit dictis de Bredow 1 modium siliginis, 1 ordei et 2 modios avene et 10 solidos den. Item ager, qui dicitur Wendestucke, solvit prefecto et dictis de Bredow tantum quantum unus mansus.
Cossati sunt 22, quilibet solvit 1 solidum den. et 1 pullum. Hans et Tamme dicti de Robel habent pactum super 10 mansos et 14 solidos ad censum. Smetstorpp habet 3 frusta et 8 modios in pacto et censu; Wichusen habet 22 modius in pacto; Albertus Rathenow, civis in Berlin, 18 modios in pacto. Item 2 chori et 1us modius spectant ad altare in Berlin. Fritze et Claus Bredow habent in pacto et censu 6 frusta. Schultetus habet pactum super 6 mansos et solvit annuatim dictis de Bredow 1 1⁄2 frustum pro pheudo et 1⁄2 frustum pro equo pheudali.
Precariam, supremum iudicium et servicium curruum habent dicti de Bredow, habuerunt ultra 30 annos, emerunt a Betkino Wiltberg, milite.“

Wendisch Buch umfasste 40 Hufe, davon hielten der Pfarrer und der Schmetstorp jeweils vier freie Hufe. Schmetstorp war für sein Ritterhof zum Lehndienst verpflichtet. Die Vollbauern mussten für ihr Land Feudalabgaben leisten. Pro Hufe waren zu zahlen an Pacht 2 Scheffel Gerste, je sieben Scheffel Roggen und Hafer, an Zins zwei Schilling, an Bede fünf Schilling, je 1⁄2 Scheffel Roggen und Hafer. Für die Wendenstücke war das Gleiche zu zahlen wie für eine Hufe. Die Vasallendienste des Schultheißen waren durch Geldleistungen abgelöst worden. Er zahlte für das Lehen 1,5 Zählstücke, anstelle des Lehnpferds 1⁄2 Zählstück. Jeder der 22 Kossäten zahlte einen Schilling, ein Huhn. Der Krüger zahlte an Pacht und Zins zehn Schilling, an Bede das gleiche wie für eine Hufe. Die Mühle zahlte an die von Röbels einen Wispel Roggen, an die von Bredows einen Schilling, einen Scheffel Hafer, je einen Scheffel Roggen und Gerste.
An Hans und Tamme von Röbel flossen die Pacht aus zehn Hufe, der Zins über 14 Schilling. An Schmetstorp flossen die Pacht und der Zins über drei Zählstücke, über acht Scheffel. An Ritter Wichusen floss die Pacht über 22 Scheffel. An Albert Rathenow, zweiter Bürgermeister in Berlin, floss die Pacht über 18 Scheffel. Gleichermaßen flossen an den Altar Sankt Martin der Nikolaikirche zu Berlin zwei Wispel, ein Scheffel. An Fritz und Klaus von Bredow flossen die Pacht und der Zins über sechs Zählstücke. An den Schultheiß floss die Pacht aus sechs Hufen. An die von Bredows flossen die Bede, die Einnahmen als Gerichtsherrn des Höheren Gerichts und ihnen stand der Pflugdienst der Bauern zu. Diese Rechte hatten sie vor über 30 Jahren von Ritter Betkin Wiltberg erworben. Die Zahlungen aus den Wendenstücken flossen an den Schultheiß und die von Bredows, die Lehnzahlungen des Schultheißen an die von Bredows. Alle aufgeführten Zahlungen waren jährlich zu leisten.
Da das Landbuch nicht die Zahl der Vollbauern angab, ließ sich keine Aussage zur Einwohnerzahl treffen. Im Mittelalter bestimmten die Mittel- und Großbauern das dörfliche Leben. Mit dem Hans Smides Hoff überlieferte das markgräfliche Lehnregister von 1431 den ersten Namen. Die frühen Grundherren lagen im Dunkel der Geschichte. Die Landesbeschreibung der Mark Brandenburg von 1373 verzeichnete die Bredow-Hauptlinie als Schlossgesessene mit Burg und Flecken Friesack (Nobiles de Bredow cum castro et opido Frizsak). Es ist nicht auszuschließen, dass die Bredows mit dem Kredit von 1342 neben den im Landbuch von 1375 erwähnten Rechten und Abgaben auch den Ritterhof Buch erwarben und der Verkäufer Betkin Wiltberg war. Konkrete Belege dafür fehlen. Somit war Ritter Schmetstorp der erste namentlich bekannte Inhaber des Ritterhofs. Auf ihn folgten laut dem Lehnregister von 1416 Henning von Krummensee und sein Bruder. Die im Matrikel des Bistums Brandenburg von 1459 ersichtliche Zuordnung zum Archidiakonat von Bernau galt wohl schon bei der Dorfgründung.

### Unter den von Röbels bis den von Pölnitz (Pöllnitz)
Die Herren von Röbel zählten im 15. Jahrhundert zum führenden Adel der Mark Brandenburg. Tamme und Czander von Robil sowie deren Vettern und Brüder huldigten im August 1412 Friedrich VI. von Nürnberg. Der neue Hauptmann und Verweser von Brandenburg, ab 1415 als Friedrich I. der erste Markgraf von Brandenburg aus dem Haus Hohenzollern, bestätigte dafür ihre Belehnungen. Dazu gehörten 16 Zählstücke und das Höhere Gericht in windischen Buck sowie der 8 Hufen große Ritterhof in Blankenburg, vermutlich der Hauptwohnsitz dieser Röbellinie.
Das Schossregister von 1450 führte für Wendeschen Buk 45 Hufe auf. Davon gehörten zwölf freie Hufe den Herren von Röbel. Sie besaßen auch Land in Dörfern der Umgebung (Birkholz, Blankenburg, Hohenschönhausen, Schöneiche, Schönfließ und Wartenberg). Im Laufe der folgenden Jahrhunderte wurden dem Gut Buch fast alle weiteren Vollbauern- und Kossätenhöfe einverleibt. Eine Urkunde vom 5. April 1459 nannte Tamme Robel to buck, eine vom 10. September 1475 Tomas Röbel to Buck u. Hanß Röbel to Blankenburch. Doch erst die Belehnung vom 8. April 1483 vermerkte ausdrücklich, dass Thomas, Achim, Diderike, Hansen und Claus von Robel hier wohnten. Buch war zum Stammsitz des Röbelschen Familienzweigs geworden.
Die spätmittelalterliche Agrarkrise des 14. Jahrhunderts und die steigende Getreidenachfrage seit Mitte des 15. Jahrhunderts bereiteten den Boden für die Entstehung der Gutsherrenschaft. Diese kennzeichnete folgende Kriterien: ein weitgehend zusammenhängender Gutskomplex, der hauptsächlich in Eigenregie bewirtschaftet wurde und in dem ausschließlich der Gutsherr die Gerichtsherrschaft ausübte sowie die Frondienste der Landbevölkerung überstiegen in ihrer Bedeutung die in Naturalien und Geld zu zahlenden Abgaben. Aus zuvor freien Vollbauern wurden Untertanen. Mit voller Wucht setzte der Prozess in der Frühen Neuzeit ein, deren Beginn sich hierzulande auf die Einführung der Reformation 1539–1541 festlegen ließ. Die Geschichte bis zum Ende des 19. Jahrhunderts prägten nun zunehmend die wechselnden Inhaber des Guts Buch. Sie bauten den Ort zum repräsentativen Adelssitz aus. Einige der Feudalherren spielten als hohe Amtsträger eine herausragende Rolle in der Geschichte der Mark Brandenburg und des Königreichs Preußen.
Anno 1540 setzte die Generalvisitation ein, eine Aufnahme des Bestandes der Kirchen und Klöster sowie des Zustands der Kirchengemeinden. Diese vermeldete, dass die Dorfkirche Karow eine Filiale der von Buch war. Vermutlich in jenen Jahren erfolgte die Zuordnung der am Südwestrand des Barnims, nördlich von Berlin-Kölln gelegenen Dörfer zum Archidiakonat der Residenzstadt. Ab der Reformationszeit lagen Angaben über die Ämter der von Röbels vor. Das Visitationsprotokoll nannte Hans († 1563) und Valentin († 1559) von Röbel als Kirchenpatrone von Buch und Karow. Hans fungierte zudem als kurbrandenburgischer Rat. Nach letzten Übernahmen von Abgaben 1541 und dem Tod seines Bruders Valentin 1559 wurde er alleiniger Lehnsempfänger in Buch. Von nun an bezeichneten sich die Röbels als Erbsassen oder Erbherren von Buch.
Auch die Söhne des Hans von Röbel bekleideten wichtige Posten: Joachim als Feldmarschall in Diensten von Kaiser, Kursachsen und Kurbrandenburg sowie Zacharias von Röbel (1522–1575) als Kommandant der Festung Spandau. Zacharias starb drei Jahre nach seinem Bruder ohne Kinder zu hinterlassen. Bei der Erbteilung vom 20. Oktober 1587 unter den sechs Söhnen Joachims fiel Buch an Zacharias von Röbel (1564–1617). Die Aufzeichnungen zu den Bucher Hausstellen für das Jahr 1598 ergab eine Schätzung über 30 Familien mit 150 Einwohnern. Später im Jahr brach eine Pestepidemie (lateinisch pestis ‚Seuche‘, auch ‚Pest‘) mit 152 Todesopfern aus. Aus der Notiz im Kirchenbuch ging nicht hervor, ob die Zahl nur für eine Ortschaft oder die gesamte Gemeinde Buch-Karow galt. Noch im Jahr 1608 lag Karow wüst, ebenso das nahe Birkholz.

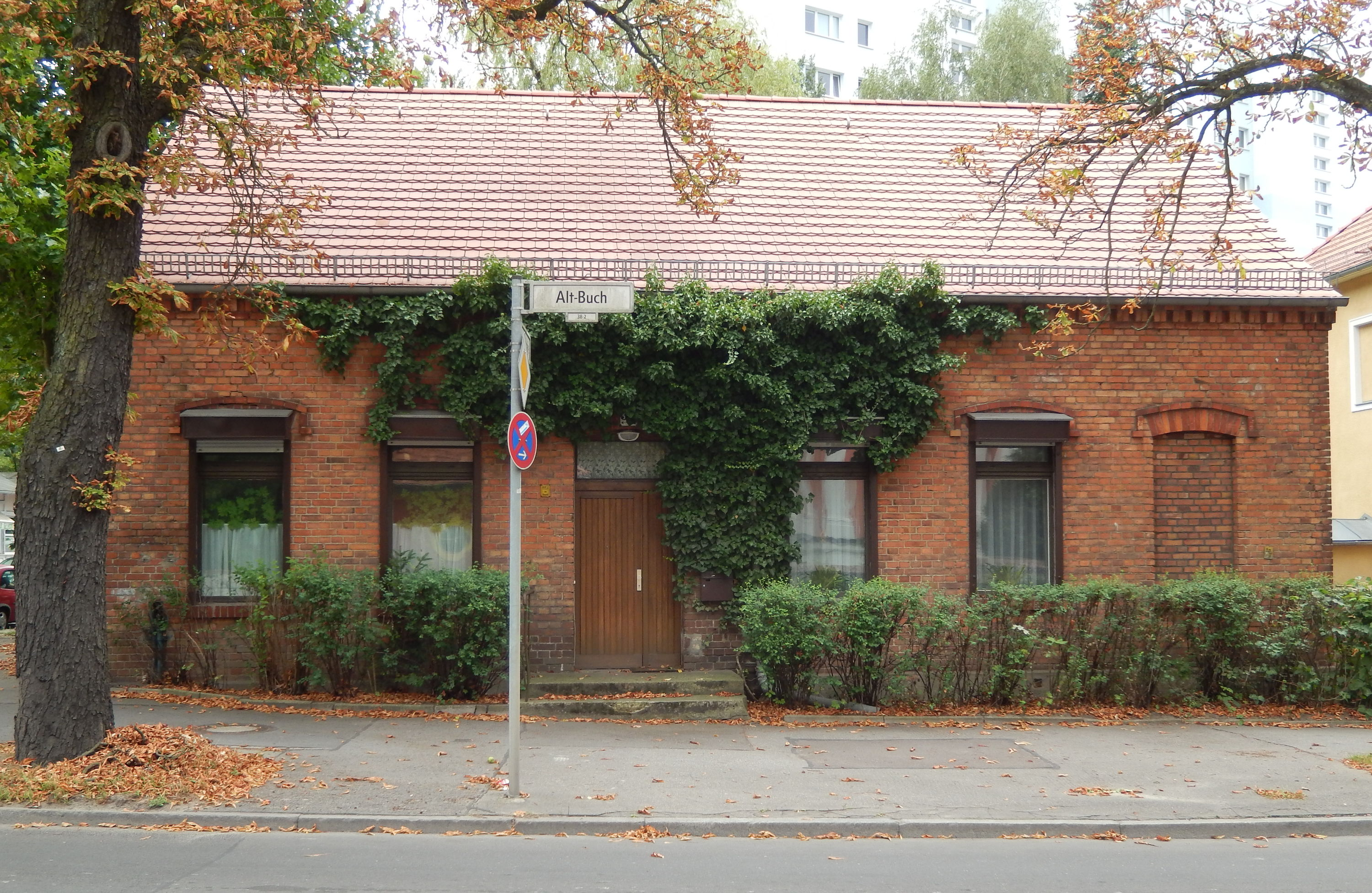
Küsterhaus und -schule Alt-Buch 38, anstelle zweier Vorgängerbauten 1886 errichtet, bis 1903 entsprechend genutzt, dann ein Wohngebäude

Ab Bartholomäus Augustin († 3. November 1605), dem ersten urkundlich belegten Küsterlehrer, ließ sich das Bildungswesen in Buch nachweisen. Laut der Kirchenvisitation von 1600 gab es ein Pfarrhaus, der Bau eines Küsterhauses war angewiesen. Da ein Vermerk von 1672 die Existenz von Letzterem bestätigte, muss das zugleich als Dorfschule dienende Gebäude irgendwann zwischen diesen beiden Jahren errichtet worden sein. Nach der Tabelle Die Bucher Höfe in Geschichte der Berliner Vororte Buch und Karow standen beide Häuser westlich der Kirche auf dem Gelände der späteren Gutsgärtnerei, wobei das Küsterhaus die Kirchenscheune ersetzte.
Der 1618 ausgebrochene Dreißigjährige Krieg betraf das Land vorerst kaum. Erst 1626 begann die Leidenszeit des Dreißigjährigen Kriegs in der Mark Brandenburg. Das Land rückte in den Blickpunkt fremder Interessen und wurde wegen seiner zentralen Lage zum Durchmarschgebiet. Dazu kamen ein lavierender Georg Wilhelm, Kurfürst von Brandenburg (1619–1640) und fehlende eigene militärische Stärke. Ob Feinde oder Verbündete durchzogen, machte keinen Unterschied. Die dänischen, kaiserlichen, ligistischen, schwedischen, polnischen und sächsischen Truppen verheerten die Mark. Sie plünderten, raubten, mordeten und vergewaltigten, lösten Hungersnöte und Epidemien aus.
Der Barnim zählte zu den am schwersten betroffenen Gebieten. Rückten die Truppen ein, bedurfte es vor Ort einen Ansprechpartner, um Einquartierung, Verpflegungen und Besoldung zu organisieren. Dafür wurden Kriegskommissare eingesetzt, aus denen sich später die preußischen Landräte entwickelten. Im Kreis Niederbarnim, die ritterlichen Bereiche einer Landschaft hießen von alters her Kreis, war einer davon Hans Dietrich von Röbel (1595–1654). Er konnte aber nicht verhindern, dass der Nachbarort Schwanebeck etliche Jahre wüst lag. Laut Kirchenbuch fand in Buch ab 1634 etwa sieben Jahre lang keine einzige Hochzeit statt und kamen nur vier Kinder zur Welt. Wobei zu beachten war, dass im Krieg der Einfluss der Kirche stark zurückging. Auf den ersten Seuchentoten, Hans Uten am Donnerstag nach Bartholomi 1630 um 8 Uhr, folgten bis 1638 noch 111 weitere.
| Jahr   | Tote | Bemerkung von Pfarrer Weigelius |
| ------ | ---- | ------------------------------- |
| 1630   | 23   |                                 |
| 1631   | 17   |                                 |
| 1636   | 11   | Jammerjahr                      |
| 1637   | 32   | Elendjahr                       |
| 1638   | 29   | Hungerjahr                      |
| gesamt | 112  |                                 |

Hans Dietrich von Röbel war seit 1617 der Erbsasse von Buch, wohnte aber in seinem Berliner Haus Klosterstraße 72. Erst als sich unter Friedrich Wilhelm, Kurfürst von Brandenburg (1640–1688) die Lage etwas stabilisierte, zog er nach Buch. Die erste Trauung nach langer Zeit am 17. Oktober 1641 begleiteten merkwürdige Umstände. Auf dem Kossätenhof 5 feierten die Witwe des Vorbesitzers Ambrosius Schmedicke und Adam Gottschalk. Für den Gang des Brautpaars zur Kirche musste erst das Gestrüpp auf der Dorfstraße mit einer Sense entfernt werden. Während der Kriegszeit bekleidete George Danewitz die Ämter des Dorfschulzen und Kirchenvorstehers. Der Westfälische Frieden von 1648 beendete den Dreißigjährigen Krieg.
Danach gewann die Entwicklung der Gutsherrschaft durch das verstärkte Bauernlegen eine neue Dynamik. Um 1650 waren in Buch von den 26 bäuerlichen Hofstellen 18 unbesetzt. Die jeweils vier Hufe großen Vollbauerngüter Nr. 2 und 3 vergrößerten das Gut Buch auf 20 Hufe. Anna Danewitz, die Tochter von George Danewitz, heiratete 1653 Michael Mewes aus Neuenhagen. Dieses Paar sollte zu den Ahnen der zahlreichen hiesigen Mewes werden. Die durch Hans Dietrich von Röbel gestiftete Gruft der Kirche blieb das einzig erhaltene architektonische Vermächtnis der Adelsfamilie in Buch. Er wurde dort am 19. Juni 1654 als erster und letzter seiner Familie bestattet. Seine Nachfolger Joachim Adolf (1595–1670) und Georg Christoph von Röbel waren Erbherren von Altfriedland bzw. Garzau und wohnten weiterhin dort. Die Güter Birkholz, Buch und Karow bewirtschafteten zunächst Verwalter, 1669/1670 wurden sie für 15.000 Taler verkauft.
Der neue Gutsherr Gerhard Bernhard von Pölnitz entstammte dem alten vogtländischen Adelsgeschlecht von Pölnitz und hatte bereits unter Friedrich Wilhelm, dem Großen Kurfürsten Karriere gemacht. Im ereignisreichen Jahr 1670 ernannte ihn Leopold I., Kaiser des Heiligen Römischen Reichs (1658–1705) zum Freiherrn, er zog wohl gleich nach Buch und ließ den damals noch wesentlich kleineren Schlosspark im niederländischen Stil umgestalten. Dies entsprach dem Zeitgeist, zudem war der Freiherr in den Vereinigten Niederlanden ausgebildet worden und hatte dort Eleonora von Nassau (* um 1620; † März 1700) geheiratet. Bereits 1672 rechnete Johann Sigismund Elsholtz in Garten-Baw den Park zu den schönsten der Mark Brandenburg. Im selben Jahr ließ der Kirchenpatron ein neues Pfarrhaus erbauen. Gerhard Bernhard starb 1679 und hinterließ die Güter seiner Gattin Freifrau von Pöllnitz, die sie noch 21 Jahre allein verwaltete. Die Enkel Henriette Charlotte († 1722), Friedrich Moritz von Pöllnitz und Karl Ludwig von Pöllnitz erbten 1700 nach dem Tod der Freifrau diese und verpachteten die drei Güter. Friedrich Wilhelm I., König von Preußen (1713–1740) erklärte 1717 alle Lehngüter der Ritter und Lehnschulzen zu Eigengütern.

### Unter Adam Otto von Viereck bis den von Voß

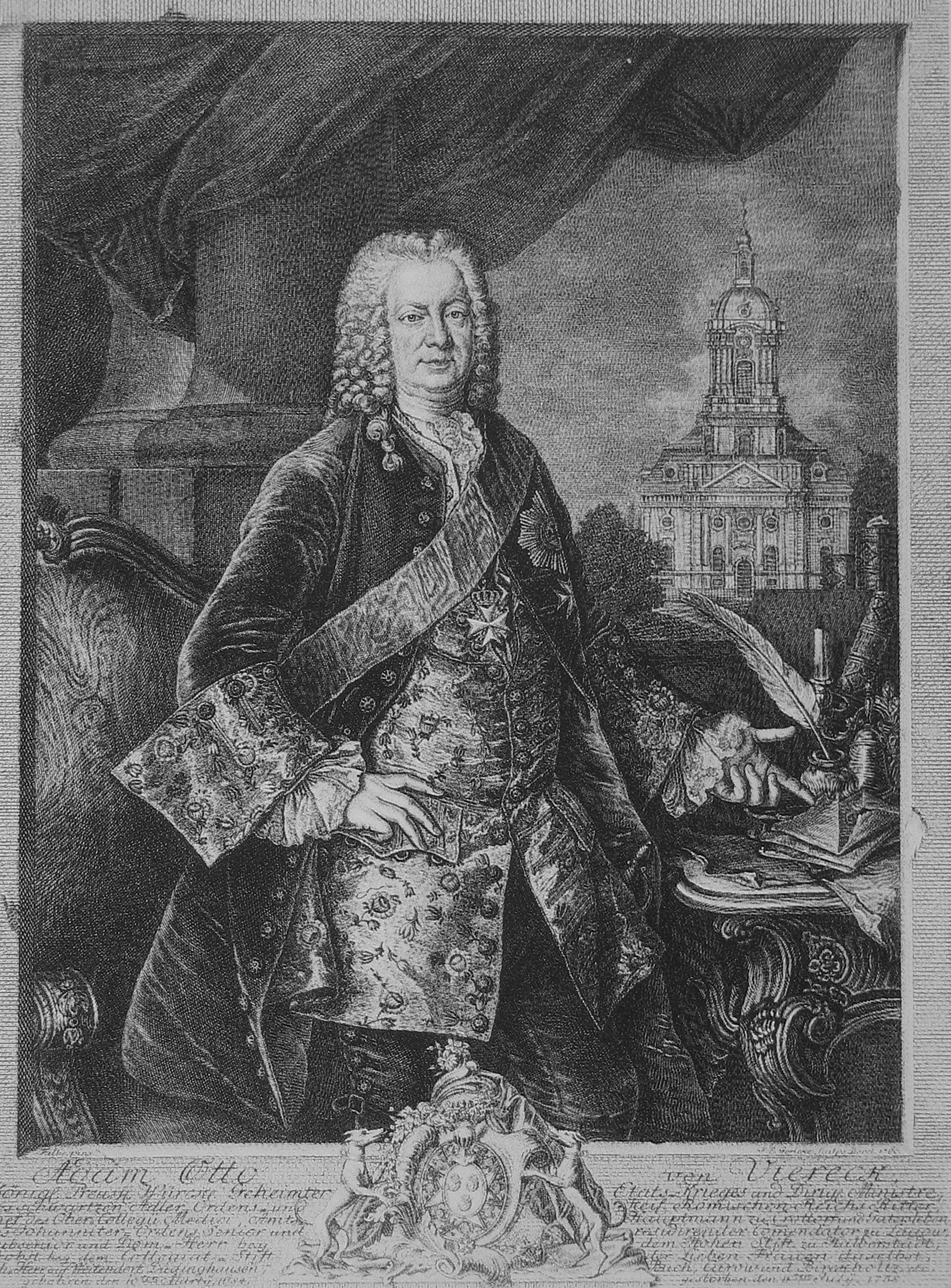
Adam Otto von Viereck, Kupferstich von Johann Ernst Gericke, 1750

Friedrich Moritz und sein Bruder Karl Ludwig von Pöllnitz veräußerten 1724 Birkholz, Buch und Karow für 47.000 Taler an Adam Otto von Viereck. Dieser übertrug I. C. Albers die Erstellung eines Feldregisters für Buch und Karow. Der Ingenieurleutnant fertigte es im April/Mai 1725 an. Von den insgesamt 45 hiesigen Hufen zählten 14 Ritter- und 5 Bauernhufe zum Gut Buch. Letztere gehörten zu fünf wüst liegenden Gehöften von Kossäten. Fünf noch ansässige Vollbauern bewirtschafteten jeweils drei Hufe, sieben Kossäten jeweils ein Hufe. Die restlichen vier Hufe lagen beim Pfarrer. Alle Hufen lagen innerhalb von drei Zelgen. Fünf Kossäten und die Kirche besaßen etwas Land außerhalb davon.
Der Gutsherr und Kirchenpatron entfaltete eine umfangreiche Bautätigkeit. Gleich 1724 ließ er den Schlosspark Buch im französischen Stil erweitern und beauftragte Friedrich Wilhelm Diterichs mit dem barocken Umbau des Herrenhauses zum Schloss Buch. Viereck, als Präsident der Kurmärkischen Kriegs- und Domänenkammer zugleich der Vorgesetzte des Bauinspektors, übertrug Diterichs auch den Neubau der Schlosskirche Buch zwischen 1731 und 1736 anstelle der abgebrochenen Dorfkirche. Die in kurzen Abständen erforderlichen Sanierungen waren vor allem dem undichten Kirchendach geschuldet. Das Pfarrhaus entstand 1740, das Küsterhaus etwa 1750 auf der Südseite der Dorfstraße. Die um 1760 errichtete Orangerie Buch vollendete die barocke Gestaltung des Parks. Der Dorfkrug ging Mitte des 18. Jahrhunderts ins Eigentum des Guts über, hieß seitdem Schlosskrug und wurde stets verpachtet.
Im Siebenjährigen Krieg (1756–1763) brachen 1758 das Fleckfieber und die Pocken aus, die in Buch und Karow 40 Tote forderten. Im selben Jahr starb Adam Otto von Viereck. Am 12. August 1759 tobte nur etwa 40 Kilometer entfernt die Schlacht bei Kunersdorf. Als im Oktober 1760 russische Truppen unter General Gottlob Curt Heinrich von Tottleben die preußische Hauptstadt belagerten, war auch Buch betroffen. Johann George Ulrici, Pfarrer von Buch-Karow (1740–1773) schilderte ausführlich die damit verbundenen Geschehnisse. Einige Tage beobachteten die Einwohner die Gefechte aus der Ferne und bekamen immer wieder Schreckensnachrichten von Boten und Fliehenden. Den ersten Soldaten stellten sich die Bucher noch mutig entgegen und erfüllten deren Forderung über 30 Taler, woraus schließlich 60 wurden. Der zweite Trupp Husaren und Kosaken drohte mit Brandschatzung und erpresste so mehr als 250 Taler. Sie verprügelten den Pfarrer und raubten dessen Haus aus. Danach entschlossen sich die Dörfler zur Flucht in die nördliche Heide und schließlich nach Bernau. Bei der Rückkehr waren die Gehöfte, das Schloss und die Kirche geplündert, das Gotteshaus zudem beschädigt und die Särge in der Gruft geschändet.
Anno 1761, drei Jahre nach dem Tod von Adam Otto von Viereck fand die Erbteilung unter seinen drei verbliebenen Töchtern statt. Der Vater hatte festgelegt, dass sie per Los erfolgen sollte. An Amalie Ottilie (1736–1767), verheiratet mit Friedrich Christian Hieronymus von Voß (1724–1784), fiel Birkholz, Buch und Karow. Die Bauern bekamen im selben Jahr für die Kriegsverluste vom König insgesamt vier Ochsen sowie eine Entschädigung für die Pferde, der Gutsherr ersetzte die Brandschatzzahlungen und Pfarrer Ulrici erhielt 1763 aus der Kirchenkasse 150 Taler. Der Frieden von Hubertusburg von 1763 bestätigte zwar die Eroberungen von Friedrich II., König von Preußen (1740–1786) in den Schlesischen Kriegen, aber das Land lag finanziell und wirtschaftlich danieder. Mit einer Reihe von staatlichen Maßnahmen gelang die Erholung, Buch profitierte von der Förderung der Seidenbaus.
Hieronymus von Voß stand als Geheimer Legationsrat und außerordentlicher Gesandter in København (1750/1751) in preußischen Diensten, widmete sich aber hauptsächlich der Gutsverwaltung. Er ließ die Kirche instand setzen, ihr rotes Ziegel- durch ein graues Schieferdach ersetzen und das Innere mit einem Epitaph für seinen Schwiegervater Adam Otto von Viereck ergänzen. Amalie Ottilie von Voß stiftete kurz vor ihrem Tod Buch-Karow als Fideikommiss. Dies erforderte eine Aussonderung der Bucher Gutsfelder, die eine Kommission des Kammergerichts vornahm. Die zugehörige Aufstellung des Viehbestandes gab fünf Vollbauern, sieben Ganz- und drei Halbkossätten an. Mit der 1775 aufgeführten Ziegelscheune, 1801 Ziegelei genannt, zog ein neues Gewerbe ein.

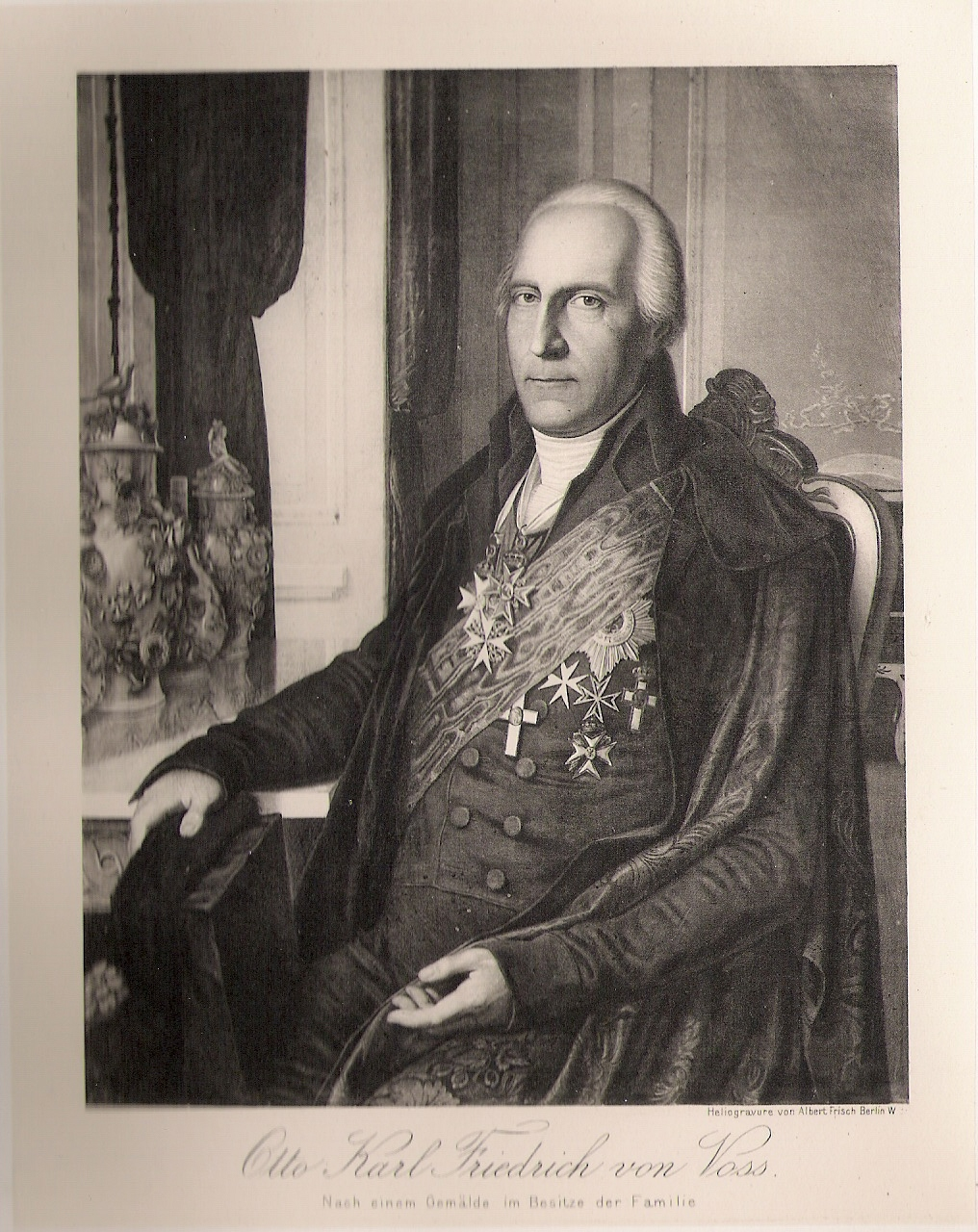
Otto von Voß-Buch

Otto Carl Friedrich von Voß kaufte das Gut Wartenberg, dazu kamen nach dem Tod seines Vaters 1784 die Güter Birkholz und Buch-Karow. Damit gehörte ihm der größte nichtstaatliche Güterkomplex im Berliner Umland. Otto von Voß unterhielt eine An-Aus-Beziehung zum preußischen Staat und war tief im ständischen Denken verwurzelt. Zumindest initiierte er ab 1795 die Ablösung der bäuerlichen Frondienste und Naturalabgaben in Geldzahlungen, seine Eigentumsrechte an den bäuerlichen Grundstücken gab er auf. Die verbliebenen Bucher Bauern wurden so zu Eigentümern ihrer Höfe. Daher mussten die in den drei Zelgen verstreuten Felder mittels Separation in größere Äcker zusammengefasst und die Allmende aufgeteilt werden. Den Anfang dafür legte die vom Landmesser Thal 1803/1804 erstellte Karte der Bucher Feldflur. Über das Schicksal von Julie von Voß, der Schwester von Otto, verfasste Theodor Fontane ein ganzes Kapitel in seinen Wanderungen durch die Mark Brandenburg.

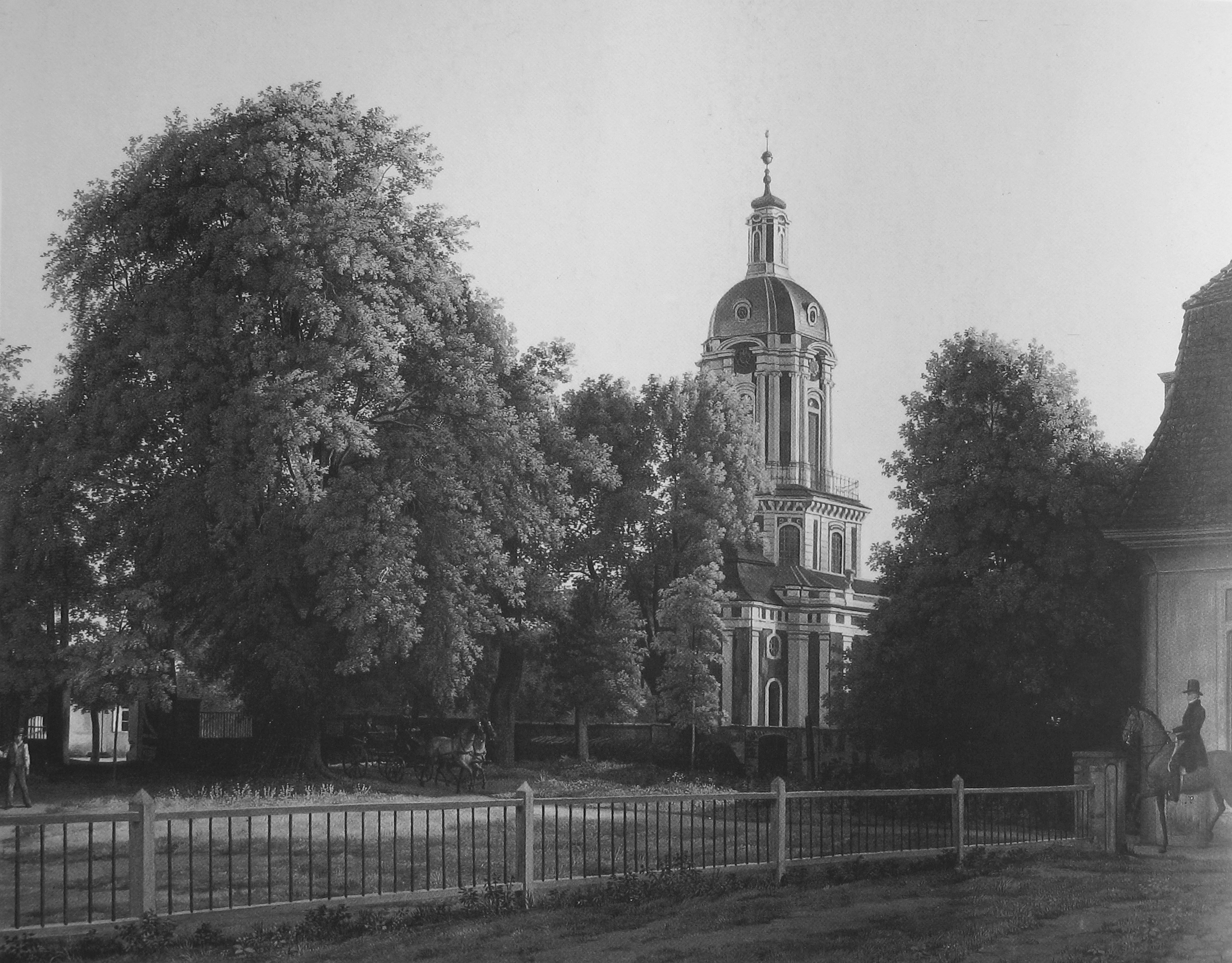
Die Schlosskirche Buch vom Gutshof aus gesehen, von Johann Erdmann Hummel, 1836

Das Gut Buch bewirtschaftete ab 1785 die vier Pfarrhufen und das Kirchenland in Erbpacht. Der Vertrag beinhaltete die Errichtung eines neuen Pfarrhauses durch Otto von Voß. Das Fachwerkgebäude entstand 1788 auf der Südseite der Dorfstraße (heute: Alt-Buch). Dem ging ein Grundstückstausch mit der Pfarrei im Jahr 1786 voraus. Dadurch sowie mittels Aufkäufen von Gehöften 1809 und 1813 dehnte Otto den Park im Südwesten bis an die Dorfstraße und im Westen bis an die Straße nach den Pankestegen (heute Wiltbergstraße) aus. Dazu kamen bis 1820 weitere Flächen östlich des Mühlenwegs (heute Südteil des Pölnitzwegs). Die barocken und neuen Teile wurden im englischen Stil überformt bzw. gestaltet. Der niederländische Garten blieb weitgehend unverändert. Anstelle der an die Südwestecke verlegten Gärtnerei wurde ein Teich ausgehoben. Die Rückseite der Orangerie erhielt um 1800 einen neogotischen Anbau. Als Kirchenpatron ließ er die Schlosskirche instand setzen, als Gutsherr um 1810 das Küchenhaus errichten.
Während der Napoleonischen Kriege (1805–1812) erlebte Buch am 25. Oktober 1806 die Flucht von Friedrich Wilhelm III., König von Preußen (1797–1840) und wiederholte Truppendurchzüge auf der Uckermärkischen Heerstraße. Im Schloss quartierten sich französische Soldaten ein. Die Besatzungsmacht plünderte das Land durch extrem hohe Kontributionen und Requisitionen systematisch aus. Dadurch sowie wegen der Kontinentalsperre und des französischen Handelsmonopols brach die Wirtschaft zusammen. Die 1807 einsetzenden Preußischen Reformen läuteten das Ende der feudalen und den Beginn der kapitalistischen Strukturen ein, ermöglichten die Vertreibung der Fremdherrscher in den Befreiungskriegen (1813–1815) und den Wiederaufstieg Preußens zur Großmacht.
Im Jahr 1815 wurde die Markgrafschaft in die Provinz Brandenburg umgewandelt. Den Bau der Provinzialchaussee Berlin–Prenzlau (heute: Bundesstraße 109) zu Beginn des 19. Jahrhunderts mitten durch Buch verhinderte Otto von Voß, um die Dorfidylle nicht zu stören. So führte sie durch Buchholz und Schönerlinde. In die 1818 gegründete Schäferei Büchlein zog die Gutsschäferei um. Später Vorwerk Bücklein genannt, wurde hier erstmals Land außerhalb der mittelalterlichen Dorfgrenzen besiedelt. Am 20. Oktober 1822 brach ein Brand in der Gutsscheune aus und zerstörte sechs weitere Gebäude, darunter das Küsterhaus und den Schlosskrug. Der Gutsherr zog sich bei den Löscharbeiten eine Erkältung zu, an der er im Januar 1823 verstarb. Seine Ehefrau Karoline Maria Susanne, geborene Finck von Finckenstein verschied im selben Monat.
Der Erbe und Sohn Wilhelm Friedrich Maximilian von Voß (1782–1847) ließ den Schlosskrug bereits 1823 wiederaufbauen und die Brandschäden auf dem Gutshof um 1830 beseitigen, dabei wurde das Küchen- um das Inspektorenhaus erweitert. Zum Neubau des Küsterhauses fanden sich keine Angaben. Die 1839 erstmals erwähnten Neuen Häuser an der Straße Am Sandhaus vergrößerten das Dorfgebiet abermals, sie hießen später Kolonie Buch und dann Sandhäuser. Seit 1842 führte die Bahnstrecke Berlin–Stettin von Südwesten nach Nordosten ungefähr parallel zur Panke über die Gemarkung. Der 1840 in den Grafenstand erhobene Friedrich Wilhelm Maximilian 1. Graf von Voß-Buch (* 3. Mai 1782; † 28. Februar 1847), hinterließ mangels Kindern 1847 das Erbe seinem jüngeren Bruder Karl Otto Friedrich 2. Graf von Voß-Buch (* 26. September 1786; † 3. Februar 1864). Graf Voß-Buch war zuletzt im Staatsrat, Domherr und Autor, und zuvor Hauptritterschaftsdirektor am einflussreichen Kur- und Neumärkisches Ritterschaftliches Kreditinstitut. Während der Märzrevolution 1848 kam es in Buch zu keinen besonderen Vorkommnissen.

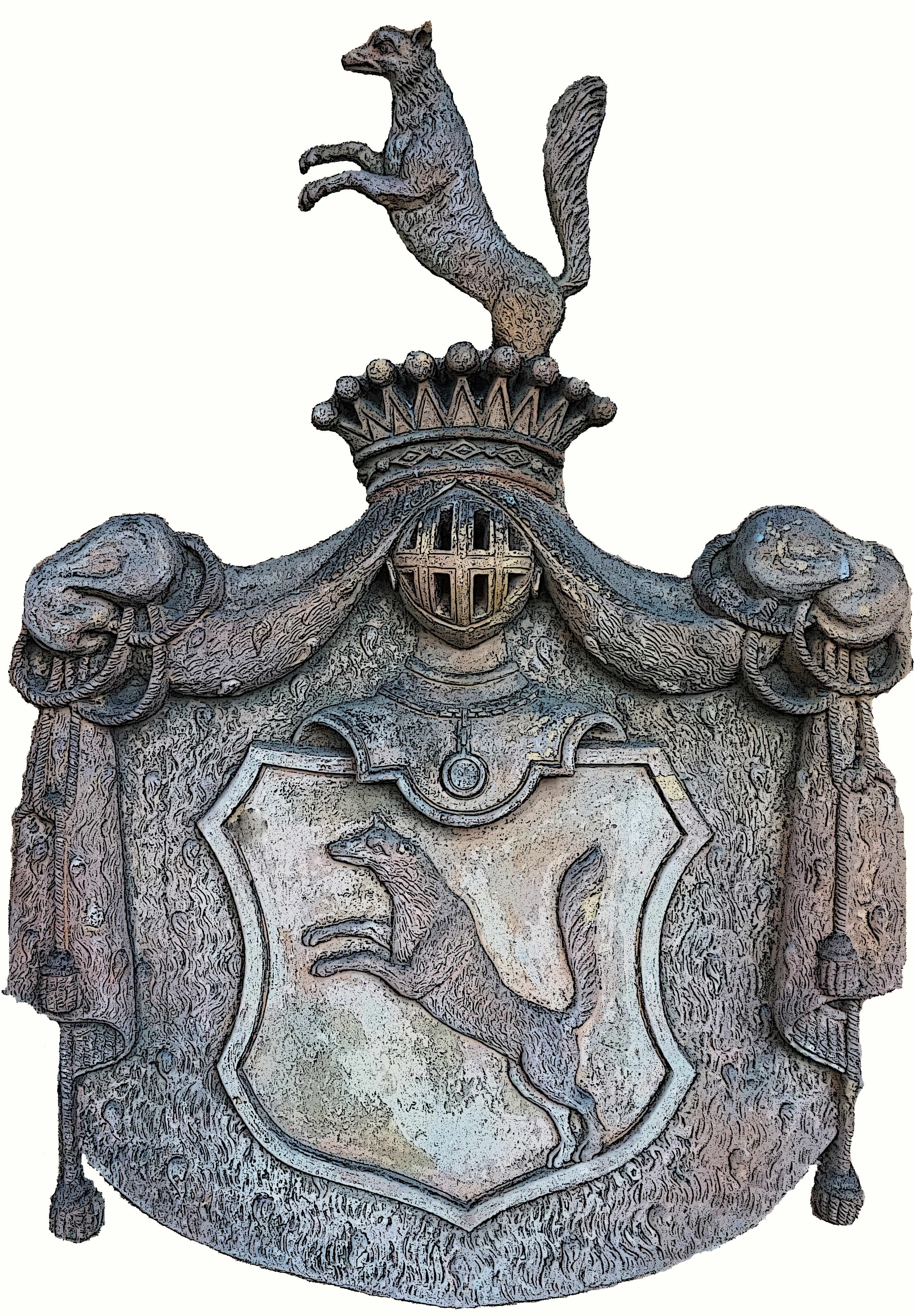
Das Wappen seit dem 15. Oktober 1840 der Grafen von Voß-Buch an der Schlosskirche in Berlin Buch

Die Flurkarte des Geometers Fielitz von 1857/1858 wies den Gemeindebezirk mit 1078 Morgen und acht Quadratruten aus. Als anteilige Eigentümer wurden vermerkt: drei Vollbauern, zwei Ganz- und drei Halbkossäten, drei Büdner, Gut Buch mit einem Vollbauern- und drei Kossätengehöften, Mühle, Krug, Laufschmiede, Kirche, Pfarrer sowie Küster- und Schulstelle. Mit Hilfe der Karte beendete Karl von Voß bis 1859 die von seinem Vater begonnene Ablöse und Separation. Infolge wurde 1860 die Größe von Buch-Landgemeinde mit 802 Morgen angegeben, dazu gehörte die Kolonie Buch. Als letztes Überbleibsel der Allmende blieben eine Tränke im Mittelbruch sowie zwei Sand- und Lehmgruben an Zepernicker Straße und Am Stener Berg erhalten. Die je ein Morgen großen Flächen wurden weiterhin genossenschaftlich genutzt. Als Naturalabgabe erhielten Pfarrer und Küster von vier Gehöften immer noch das Scheffelkorn. Der Gutsbezirk Buch bestand insgesamt aus 4595 Morgen inklusive der Flächen in Karow sowie der Schäferei Büchlein. Die dazugehörigen 2166 Morgen Wald bewirtschaftete das Forsthaus Buch.
Da auch Karl kinderlos starb, gelangte das Eigentum 1864 an die Nachfahren seines Onkels Albrecht Leopold von Voß, den Familienzweig von Voß-Buch. In die Zeit von Ferdinand von Voß-Buch (1788–1871) am 3. Februar 1864 als 3. Graf von Voß-Buch in den preußischen Grafenstand erhoben und seiner Gattin Julie Karoline Albertine, geborene von Finckenstein-Madlitz († 1877), fielen der Bau neuer Wirtschaftsgebäude 1865 und des Gesindehauses 1870 auf dem Gutshof sowie der Neubau der Ausspanne um 1870. Die Uckermärkische Heerstraße erhielt 1878 zwischen dem Prenzlauer Tor und Bernau eine Befestigung, der Haltepunkt Buch eröffnete 1879. Die bessere Verkehrsanbindung ermöglichte ab 1880 den Aufbau der Kolonie Buch nordwestlich der Bahnstrecke zwischen Viereck-, Hörsten- und Pölnitzweg. Gustav Leopold Siegfried Otto Hermann 4. Graf (1871) von Voß-Buch (* 11. April 1822; † 23. Dezember 1892 in Berlin) trat 1881 den Nachlass an und wohnte im Gegensatz zu seinem Vorgänger in Buch. Er ließ 1881 die Seitenflügel des Schlosses um drei Meter verlängern und auf zwei Stockwerke erhöhen, eine Schieferbedeckung ersetzte die Dachziegel. Nach dem Neubau des Küsterhauses 1886, erhielt die stark verfallende Schlosskirche 1891 eine Sanierung. Gustav Graf von Voß-Buch verunglückte am 19. Dezember 1892 bei einem Forstunfall. Auf ihn folgte sein jüngerer Bruder Georg Richard Hugo 5. Graf von Voß-Buch (* 29. Juni 1831). Durch Landkäufe wurde Georg erster Vertreter der Linie Voß-Dölzig und die Linie Voß-Buch ging zu Ende. Die Wassermühle und Laufschmiede wurden Ende des 19. Jahrhunderts abgebrochen.

### Verkauf an Berlin

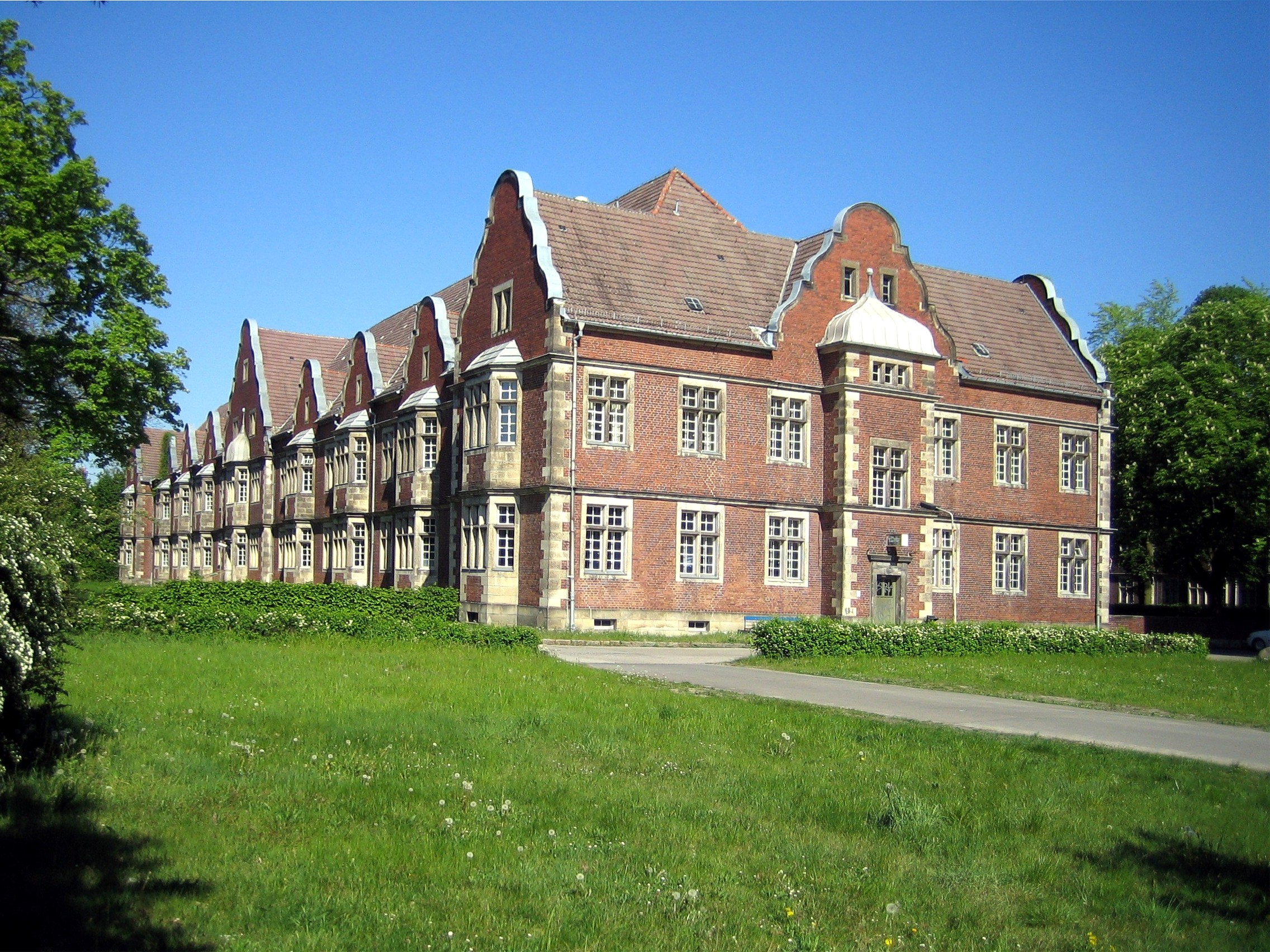
III. Städtische Irrenanstalt, von Ludwig Hoffmann, 1900–1907

Im Jahr 1868 war James Hobrecht durch den Magistrat von Berlin in die angehende Reichshauptstadt zurückberufen worden, um einen Plan für die Abwasserentsorgung zu erstellen. Auf seinen Vorschlag wurde das zu entwässernde Gebiet in zwölf einzelne Radialsysteme unterteilt, jedes mit eigenem unterirdischem Kanalnetz. Das gemischte Schmutz- und Niederschlagswasser wurde mittels natürlichem Gefälle in Sammelbecken geleitet, von dort durch eiserne Druckrohre aus der Stadt gepumpt, in Klärbecken vorgereinigt und schließlich auf Rieselfelder geleitet. Trotz großer Widerstände wurde das Vorhaben ab 1873 umgesetzt.
Um den letzten der zwölf Teilabschnitte zu realisieren, verhandelte Carl Arnold Marggraf, Berliner Stadtrat und Vorsitzender der Kanalisationsdeputation, mit Georg Graf von Voß-Buch über den Erwerb von Gut und Dorf Buch. Im Jahr 1898 kaufte die Stadt Berlin die etwa 5000 Morgen großen Ländereien für 3,5 Millionen Mark (heute kaufkraftbereinigt rund 29,1 Millionen Euro). Die Berliner Rieselfelder westlich des Dorfkerns bewirtschaftete der bestehende Gutshof. Das Rieselgut spezialisierte sich auf die Milchwirtschaft, deshalb wuchs auf den Feldern hauptsächlich Gras. Die nördlichen Ländereien wurden mit später erworbenen Flächen von Bernau, Schönerlinde, Schönow sowie Zepernick zusammengelegt und vom ab 1906 völlig neu erbauten Hobrechtsfelde aus bearbeitet.
Noch im Jahr 1898 beschloss die Berliner Stadtverordnetenversammlung einen Teil der Gutsflächen für die Errichtung der Heilanstalten in Buch zu nutzen. Eine Entscheidung, die aus der beschaulichen Landgemeinde innerhalb kurzer Zeit eine ansehnliche Kleinstadt machen sollte. Die Einwohnerzahl stieg von knapp 400 auf fast 6500 im Jahr 1919. Ludwig Hoffmann, Berliner Stadtbaurat für Hochbau (1896–1924) entwarf fünf Anstaltskomplexe, die bis 1929 eröffnet wurden. Zunächst entstand die Heimstätte für männliche Brustkranke 1901–1905, dann folgten die III. Städtische Irrenanstalt 1900–1907, das Alte-Leute-Heim 1905–1909, das Genesungsheim für Kinder 1909–1916 und das Hospital Buch-West 1914–1916, fertiggestellt 1927–1929 unter dem Amtsnachfolger Martin Wagner. Dazu kamen die Städtische Zentrale Buch 1904–1913 als Versorgungs- und Verwaltungsanlage für alle Einrichtungen sowie der Anstaltsfriedhof 1907/1908. Buch war damals der größte und modernste Heilstandort Europas.

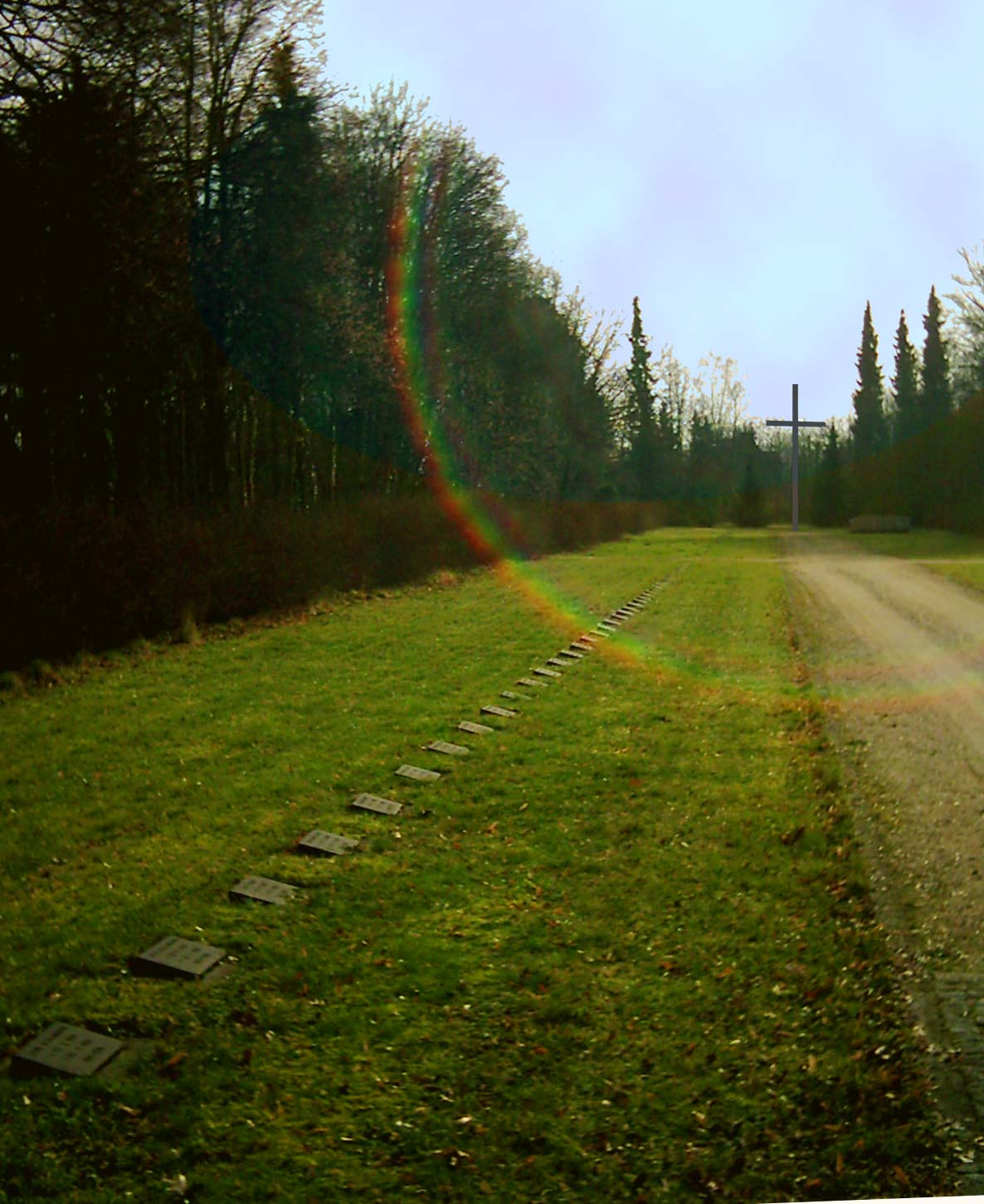
Ehrenhain im Friedhof Pankow XII für die Opfer des Ersten Weltkriegs

Außerhalb der Heil- und Pflegestätten war die Bautätigkeit nach dem Verkauf an Berlin geringer. Um 1900 entstanden die große Scheune auf dem Gutshof, einige Wohnhäuser für Landarbeiter sowie die Erweiterungen des Schlosskruges um Biergarten und Pavillon. Wegen der gestiegenen Bevölkerungszahl reichte der Schulraum im Küsterhaus nicht mehr. Eine nordwestlich des Haltepunkts, 1903 errichtete, 1908 und 1915 erweiterte Schule (heute: Grundschule Am Sandhaus) schuf Abhilfe. 1905 wurde der Schlosspark öffentlich zugänglich gemacht. Den Ausbau des Schlosses ab 1905 zum Sommerwohnsitz des Berliner Oberbürgermeisters, das Wohnhaus für die Gutsschäferei 1908 und das Kaiserliche Postamt 1908–1910 realisierte Ludwig Hoffmann. Das Pfarrhaus wurde 1911–1912 durch einen Neubau ersetzt.
Gespeist aus dem 1908/1909 erbauten Dampfkraftwerk der Städtischen Zentrale Buch erstrahlte 1910 die Straße Alt-Buch erstmals im elektrischen Licht, im selben Jahr erfolgte die Gründung der Freiwilligen Feuerwehr. Zwischen 1909 und 1916 wurde die Stettiner Bahn vom Bahnhof Pankow bis zum Bahnhof Bernau teilweise auf einen Damm verlegt und um zwei Gleise erweitert. Ersteres ermöglichte die kreuzungsfreie Überquerung der Straßen, letzteres die bauliche Trennung der Fern- und Gütergleise vom Vorortverkehr. Im Zuge des Ausbaus entstand anstelle des Haltepunkts 1912–1914 der Bahnhof Buch. Das Vorwerk zu Schönerlinde gen. Kleinerlinde wurde erstmals 1765 aufgeführt. Das Gut Buch errichtete 1831 auf der Gemarkung des Nachbardorfs ein Gehöft. Dies erwähnte das Amtsblatt von 1846 und zählte eine Feuerstelle mit zehn Einwohnern auf. Unter der Bezeichnung Vorwerk Lindenhof kam es vor 1920 zum Gutsbezirk Buch.
Noch vor Eröffnung der IV. Städtischen Irrenanstalt brach im August 1914 der Erste Weltkrieg aus. Daher wurde sie eilig in ein Reserve-Kriegslazarett umgewidmet. Von der mit 1800 Patienten angegebenen maximalen Kapazität standen im Oktober 1914 nur 890 Betten zur Verfügung. Dazu kam das Problem fehlender chirurgischer Behandlungsmöglichkeiten, da die Anstalt als psychiatrische Klinik geplant worden war. Die Auslastung schwankte während des Kriegsverlaufs stark, insgesamt durchliefen rund 33.000 Menschen das Lazarett. In dieser Zeit arbeitete hier die Schauspielerin Tilla Durieux, zunächst als Rot-Kreuz-Helferin, dann als Krankenschwester. Sie beschrieb in Eine Tür steht offen die Geschehnisse vor Ort, dass der Krieg auch außerhalb der Schützengräben sein Grauen verbreitete. Die meisten Verstorbenen wurden in ihre Heimat überführt, 212 fanden auf dem Ehrenfriedhof Buch ihre letzte Ruhestätte. Dort liegen auch Einheimische, 86 Tote forderte der Weltkrieg bis zu seinem Ende im Jahr 1918. Die Mangelversorgung in den psychiatrischen Anstalten Berlins während der vier Kriegsjahre führte zu einer extrem hohen Sterberate, so wurde anstatt der IV. Städtischen Irrenanstalt am 1. Juni 1919 ein Genesungsheim für chronisch kranke Kinder eröffnet. Für das Pflegepersonal galt wie für die Landarbeiter bis 1918 die Gesindeordnung.

### Bildung von Groß-Berlin

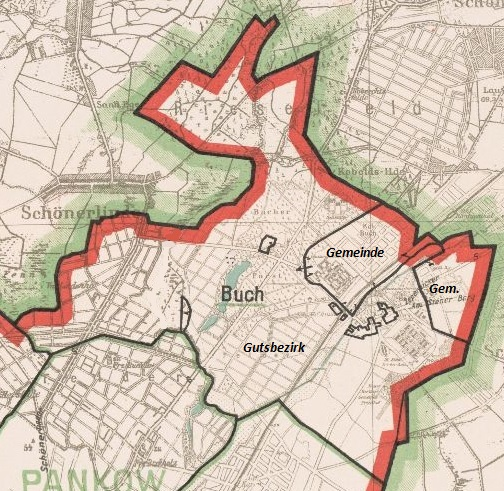
Die Landgemeinde Buch mit ihren Exklaven sowie der Gutsbezirk Buch in den Grenzen von 1919

Anfangs weigerte sich Berlin, über die zwischen 1861 und 1881 vorgenommenen Eingemeindungen hinaus zu wachsen. Mit dem finanziellen Erstarken der Außenstädte durch den Zuzug von Bessergestellten und Industrie kehrte sich ab den 1890er Jahren das Blatt um. Auch die umliegenden Landkreise wachten argwöhnisch über ihre Autonomie. In den 1910er Jahren setzte sich die Einsicht durch, dass eine Zusammenarbeit im Berliner Raum notwendig war. Das ermöglichte die Gründung des Zweckverbands Groß-Berlin zum 1. April 1912. Aufgrund der Überdimensionierung konzentrierte sich seine Arbeit bald auf ein kleineres Gebiet um die Reichshauptstadt. Die in ihn gesetzten Erwartungen konnte der Zweckverband nicht erfüllen. Die Erfahrungen im Ersten Weltkrieg und der Nachkriegszeit sowie das historische Zeitfenster unmittelbar nach der Novemberrevolution 1918 ermöglichten eine administrative Neugliederung.
Die Vorstellungen über die Ausdehnung von Groß-Berlin wichen stark voneinander ab. Daher lag der zukünftige Status von Buch im Unklaren. In dieser Situation sprach sich die Einwohnerversammlung vom 29. April 1919 im Groll’schen Saal klar für eine Eingemeindung aus. Durch die enge Verflechtung, der Magistrat von Berlin verwaltete bereits Dorf, Gut und Krankenanstalten, fühlten sich die Bucher bereits als Berliner und sahen die Vorteile des Zusammengehens. Die Volkszählung vom 8. Oktober 1919 ergab 6479 Einwohner, davon 3917 in der Landgemeinde und 2562 im Gutsbezirk Buch. Das am 27. April 1920 vom Landtag des Freistaats Preußen beschlossene Gesetz über die Bildung einer neuen Stadtgemeinde Berlin trat gute fünf Monate später am 1. Oktober in Kraft. Was den ebenfalls beitrittswilligen Zepernick und Bernau verwehrt wurde, gelang der Ortschaft Buch. Zuvor zum Kreis Niederbarnim im Regierungsbezirk Potsdam der Provinz Brandenburg gehörig, wurde aus ihr ein Ortsteil des Bezirks Pankow von Berlin.
Um der Wohnungsnot nach dem Krieg zu begegnen, ließ die Berliner Hochbauverwaltung als eine der ersten Maßnahmen ein neues Wohngebiet in Buch errichten. So entstand 1919–1922 nach Entwurf von Ludwig Hoffmann eine Siedlung mit Reihen- und Doppelhäusern am Straßendreieck Karower Chaussee/Lindenberger Weg. In den 1920er Jahren wurde das Gebiet nördlich des Alte-Leute-Heims mit kleinen Einfamilienhäusern erschlossen. Um den Bahnhof entwickelte sich ein erstes, bescheidenes Geschäftszentrum. Um 1925 zählte der Ort zehn Kolonialwarengeschäfte, je vier Bäcker, Fleischer und Frisöre sowie zwei Drogerien. Die Gaststätten besuchten sowohl Ortsansässige als auch Ausflügler. Zusammen mit der Bahnstrecke ging Buch in die Geschichte der Berliner S-Bahn ein, am 8. August 1924 fuhr zwischen dem Stettiner Vorortbahnhof und dem Bahnhof Bernau der erste (elektrische) S-Bahn-Zug. Die 1929 eröffnete Buslinie A42 zwischen Ostsee- und Lindenhofstraße (heute: Wiltbergstraße) erweiterte den öffentlichen Nahverkehr.
In den Jahren 1925/1926 erhielten Alt-Buch ein neues Pflaster und die Pankebrücke eine Instandsetzung. 1927 setzten sich die umfangreichen Baumaßnahmen fort, das Pfarrhaus ergänzte ein Anbau des Gemeindehauses, der Park und die Orangerie wurden großzügig erneuert, das Schloss und die Schlosskirche umfassend saniert. Südlich des Dorfkerns, zwischen Karower Chaussee und Lindenberger Weg eröffnete 1925 der Zweite Städtische Zentralfriedhof, konnte aber nicht zweckentsprechend genutzt werden. Die Politik sah dies als Chance das Kaiser-Wilhelm-Institut für Hirnforschung (KWI für Hirnforschung) in Berlin zu halten und bot der Kaiser-Wilhelm-Gesellschaft (KWG) für den Nordteil einen langfristigen Erbbaurechtsvertrag an. Übergangsweise bezog das KWI im Jahr 1928 das Haus 231 der Heil- und Pflegeanstalt Buch. Währenddessen errichtete Carl Sattler auf dem Gelände bis 1930 drei neue Gebäude, die am 1. Juni 1931 feierlich eröffnet wurden. Institutsleiter Oskar Vogt und die Abteilungsleiterin Cécile Vogt konzentrierten sich innerhalb der Neurobiologie auf die Anatomie des Hirns, das Fachgebiet von Abteilungsleiter Nikolaj Vladimirovič Timofeev-Resovskij war die Genetik. Ab diesem Zeitpunkt verknüpfte sich am Medizinstandort Buch die Versorgung Kranker und Pflegebedürftiger mit der Forschung und Lehre. Zu den wenigen Neubauten der frühen 1930er Jahre zählten die Neurologische Forschungsklinik für das KWI und der Erweiterungsbau der Schule, beide von 1932.

### Zeit des Nationalsozialismus

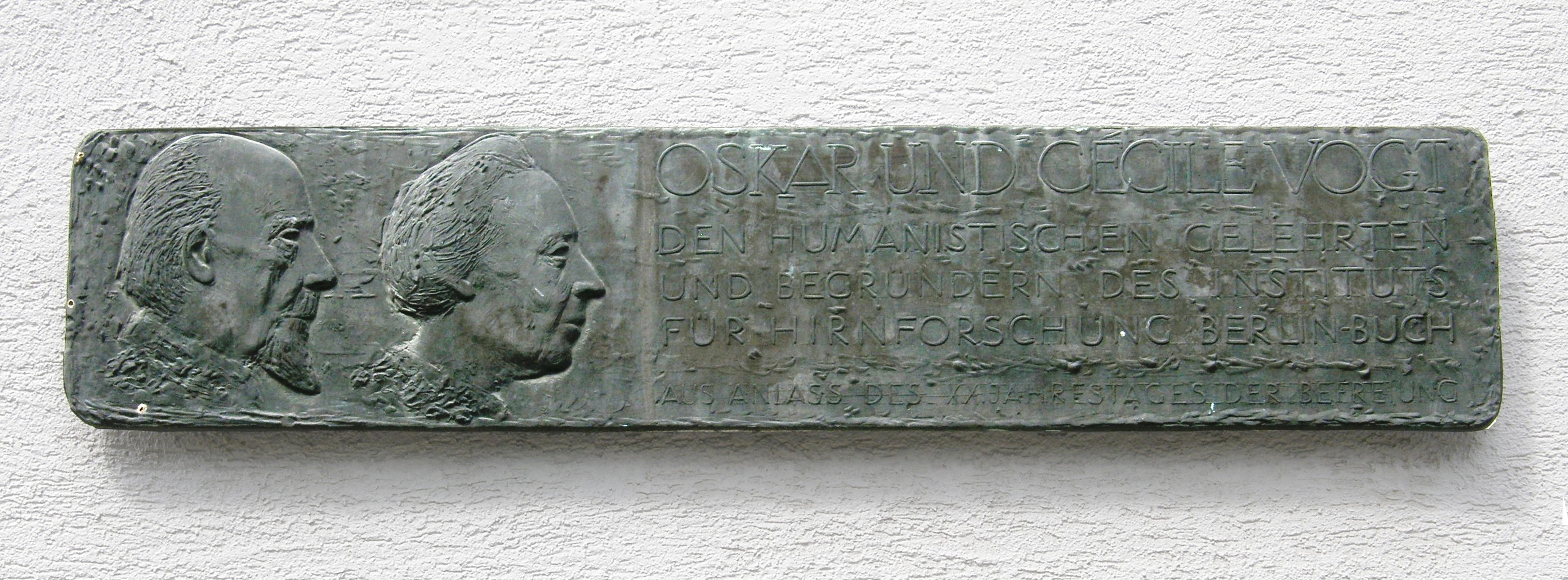
Gedenktafel für Oskar und Cécile Vogt, von Axel Schulz, 1965

Mit der „Machtergreifung“ am 30. Januar 1933 begann die Zeit des Nationalsozialismus. Schnell unterwarfen die Nationalsozialisten den Umgang mit den Patienten und dem Personal sowie die Forschungsinhalte in den medizinischen Einrichtungen von Buch ihren politischen Vorstellungen. Die Krankenhäuser und Pflegeheime unterlagen in den zwölf Jahren einem permanenten, nur auszugsweise dargestellten Wechsel an Nutzungen und Namen. Ab April 1933 rollte eine große Säuberungswelle durch die Anstalten. Zur Legitimation des Unrechts diente das Gesetz zur Wiederherstellung des Berufsbeamtentums vom 7. April 1933. Die Führung lag bei Wilhelm Klein, Berliner Staatskommissar für das Gesundheitswesen, die Organisation beim Hauptgesundheitsamt Berlin. Ungefähr einhundert jüdische und/oder politisch missliebige Mitarbeitern wurden entlassen. Dazu zählten die drei Ärztlichen Direktoren Karl Birnbaum (1878–1950), Lasar Dünner (1885–1959) und Otto Maas (möglicherweise nach Palästina ausgewandert) sowie der Chefarzt des Waldhauses Buch Reinhold Hirz (* 1875). Danach gab es große Schwierigkeiten die vielen leeren Stellen überhaupt und angemessen zu besetzen. Der Ärztliche Direktor der Kinderheilanstalt Buch, Iwan Rosenstern (1882–1973) durfte als Veteran des Ersten Weltkriegs zunächst noch bleiben. Im Zuge der Auflösung der Anstalt am 28. Februar 1934 wurde auch er entlassen. In die Räumlichkeiten zog bis etwa Oktober 1934 das Hufeland-Hospital, das spätere Klinikum Prenzlauer Berg aus dem Prenzlauer Berg ein, auch der Name wanderte mit.
Direktor Oskar Vogt weigerte sich am KWI für Hirnforschung jüdische oder linke Mitarbeiter zu entlassen. Im März und Juni 1933 drangen Horden der Sturmabteilung (SA) in die Gebäude ein und verhafteten Mitarbeiter. Das Haus 231 der Heil- und Pflegeanstalt Buch diente der SA als Kaserne und Folterstätte, nachgewiesen für den Mai 1933. Durch Proteste der KWG konnten weitere Übergriffe unterbunden werden. Die Anfeindungen gegen Cécile und Oskar Vogt gipfelten 1935 in ihrer Zwangsemeritierung. Die 1934/1935 errichtete katholische Mater Dolorosa Kirche folgte in ihrem Stil noch gänzlich dem Expressionismus der späten 1920er Jahre. Das letzte strohgedeckte Gebäude, das einstige Hirtenhaus am östlichen Dorfausgang, wurde in den 1930er Jahren abgebrochen.
Die menschenverachtende Unterscheidung von „minder- und höherwertigem Leben“ brachte u. a. das Gesetz zur Verhütung erbkranken Nachwuchses hervor, das am 1. Januar 1934 in Kraft trat. Ziel war die Zwangssterilisation aller als erbkrank, arbeitsscheu, alkohol- oder drogensüchtig geltenden Personen. Zunächst mussten alle in Frage Kommenden und ihre Angehörigen erfasst werden. Dafür erhielt jede psychiatrische Klinik im Land einen Erbarzt. Den Posten an der Heil- und Pflegeanstalt Buch trat der aus Wittenau gekommene Werner Pfleger an. Im Prinzip alle verbliebenen Ärzte, angefangen beim neuen Ärztlichen Leiter Wilhelm Bender (1900–1960) zeigten großen Eifer bei der Umsetzung. Die Meldungen gingen ans zuständige Erbgesundheits- bzw. Erbgesundheitsobergericht, einer extra neu geschaffenen Instanz. Dort entschieden ein Richter und zwei beisitzende Ärzte anhand der Akten, nur selten hörten sie die Betroffenen selbst an. Am Ende wurden hunderte Bucher Patienten per Operation oder Röntgenbestrahlung zwangsweise unfruchtbar gemacht.
Mangels Nachfolger blieb Oskar Vogt bis 1937 Kommissarischer Leiter des KWI, danach zog das Ehepaar Vogt mit einigen Mitarbeitern nach Neustadt im Schwarzwald. Dort gründeten sie das private Institut der Deutschen Hirnforschungsgesellschaft. Der neue Direktor des KWI, Hugo Spatz verlagerte dessen Schwerpunkte. Neben der Untersuchung von neurologischen Krankheiten und Tumoren rückten die wissenschaftlich nicht haltbare Eugenik- und Rasseforschung ins Zentrum. Diese waren zwar keine Erfindungen der Nationalsozialisten, dienten aber zur Rechtfertigung ihrer Politik. Die Bucher Krankenhäuser wurden 1938 dem Bezirk Pankow unterstellt.
Wilhelm Bender und die drei anderen Leiter der Berliner Heil- und Pflegeanstalten (Herzberge, Wittenau und Wuhlgarten) beteiligten sich direkt an der landesweiten Vorbereitung der Aktion T4. Eins der entsprechenden Treffen fand in Buch statt. Der von Bender mitverfasste Runderlass vom 9. Oktober 1939 forderte die psychiatrischen Kliniken auf Angaben über ihre Einrichtung und Patienten zu machen. Seine eigene Anstalt war zu diesem Zeitpunkt mit etwa 2800 Menschen belegt. Außerdem waren mehr als 1500 Bucher Patienten wegen Platzmangel in der Obrawalder und in privaten Anstalten untergebracht. Wie viele davon gemeldet wurden, konnte nicht ermittelt werden. Anhand der an die T4-Zentrale gesandten Listen entschieden Gutachter, wer ermordet wird. Aus den erhaltenen Quellen sind nur für Buch 731 Menschen namentlich bekannt, die in die Gaskammern der Tötungsanstalten geschickt wurden. Die tatsächliche Zahl dürfte höher liegen. Die Heil- und Pflegeanstalt gab aber auch die Patienten ab, die noch weiterleben durften. Am 1. November 1940 war die Einrichtung geräumt und geschlossen. Mit Erlass vom 28. Februar 1941 zog das Hufeland-Hospital hierher und brachte den Namen mit. In der einstigen Kinderheilanstalt wurde ab dem 1. April 1941 nach und nach das Städtische Krankenhaus eingerichtet.
Die Heil- und Pflegeanstalt Buch und das KWI für Hirnforschung arbeiteten eng zusammen. Julius Hallervorden, ab 1938 Professor für Neuropathologie am Institut, blieb zugleich Prosektor der Psychiatrischen Provinzialanstalt Brandenburg-Görden. Unmittelbar daneben befand sich eine der Mordstätten der Aktion T4, die Tötungsanstalt Brandenburg. Hallervorden regte die dortige Prosektur an, ihm möglichst viele Hirne der Ermordeten zu schicken, was in mehreren Raten auch geschah. Hermann Wentzel, Bucher Sektionsgehilfe und Krankenpfleger entnahm in der Tötungsanstalt Hartheim Hirne. Insgesamt erhielt das KWI mindestens 700 Organe. Nach öffentlich-werden der Aktion T4 und wegen Kompetenzstreitigkeiten wurde sie offiziell am 24. August 1941 eingestellt.
Das gleich 1933 eingeweihte Kriegerdenkmal am Westrand des Schlossparks ließ erahnen, dass die Faschisten Krieg im Sinn hatten. Die Ende August 1939 im ganzen Reich ausgegebenen Lebensmittelkarten ließen die Gerüchte und Spekulationen anschwellen. Am 1. September 1939 begann mit dem Überfall auf Polen der Zweite Weltkrieg. Zwangsarbeiter, darunter auch Kriegsgefangene, wurden auf dem Gutshof, in der Heil- und Pflegeanstalt Buch bzw. deren Nachfolgeeinrichtung sowie in Baracken Am Sandhaus untergebracht. Sie arbeiteten vor allem in der Landwirtschaft und den Krankenhäusern, auf den Friedhöfen und dem Bahnhof. Ihr Elend spielte sich in aller Öffentlichkeit ab und konnte den Buchern nicht verborgen bleiben. Von den unmittelbaren Auswirkungen des Kriegs blieb der Ortsteil zunächst verschont.
Im Jahr 1943 starteten massive alliierte Luftangriffe auf Berlin. Das Flächenbombardement richtete sich gegen die Kriegswirtschaft und die Bevölkerung. Dass auf den Ortsteil überhaupt Bomben fielen, lag aber wohl an den hier stationierten Flugabwehrkanonen. Als Luftschutzräume dienten das durch Erdaufschüttungen abgesicherte Tiefgeschoss der Orangerie und der Keller der Scheune auf dem Gutshof. Am 18. November 1943 traf eine Brandbombe die Schlosskirche, der niedergebrannte Turm stürzte ins Innere und zerstörte dieses ebenfalls. Von den Heilanstalten war das Hufeland-Hospital am stärksten betroffen. Schäden traten u. a. an einem Bettenhaus, einem Labor, der Kapelle und dem Röntgenhaus auf. Am 7. Mai 1944 zerstörten die Bomben hauptsächlich Wohnhäuser der benachbarten Stadtrandsiedlung Buch, aber auch in Buch brannten einige Häuser aus. Am 23. März 1945 wurden im Ludwig-Hoffmann-Hospital die Dachstühle eines Bettenhauses sowie des Wasserturms ganz und der eines Wirtschaftsgebäudes teilweise ein Opfer der Flammen. Verglichen mit anderen Berliner Ortsteilen oder deutschen Städten blieben die Verwüstungen in Buch aber gering.

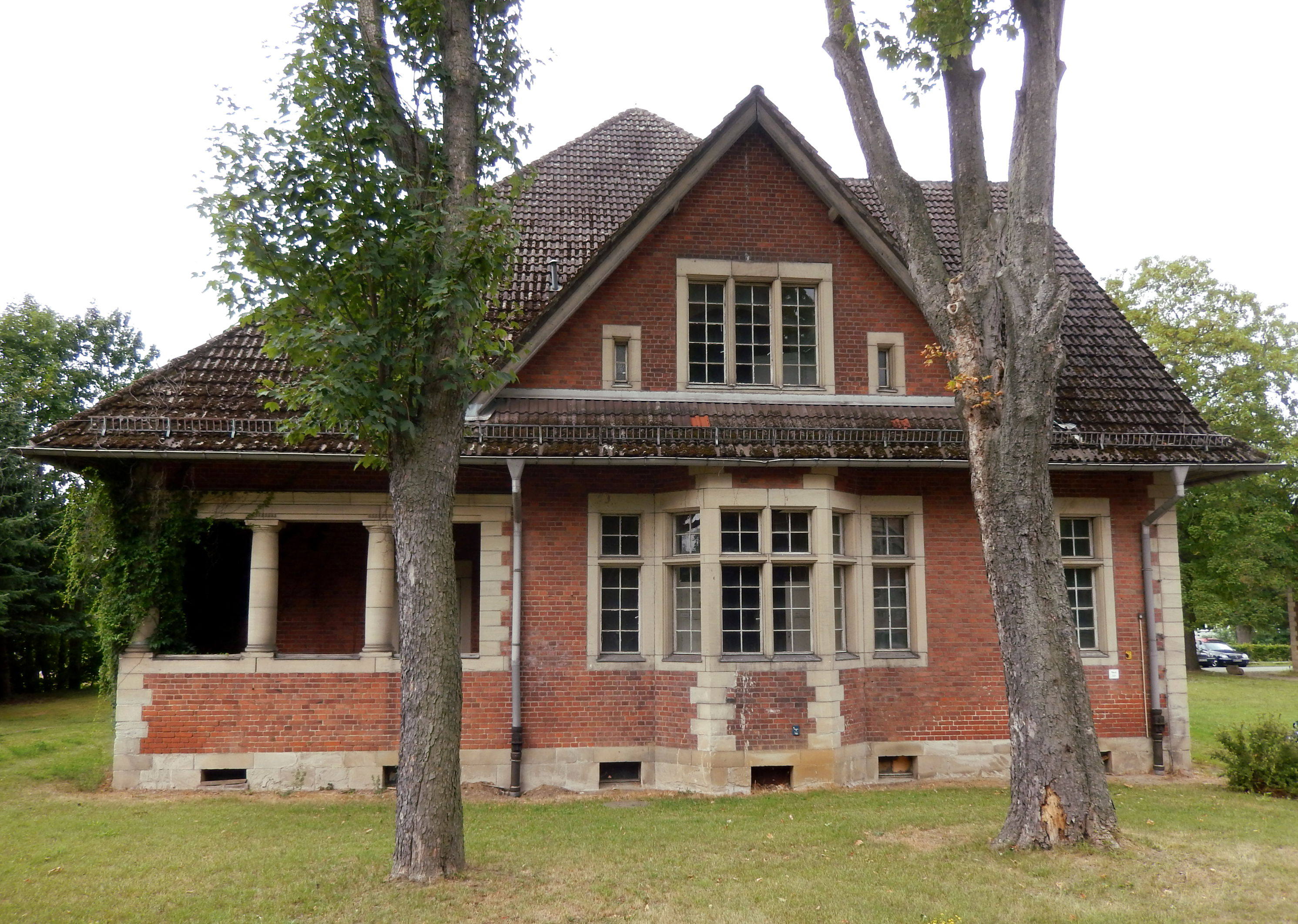
Heil- und Pflegeanstalt Buch Haus 231, im Jahr 1933 eine Folterstätte der SA
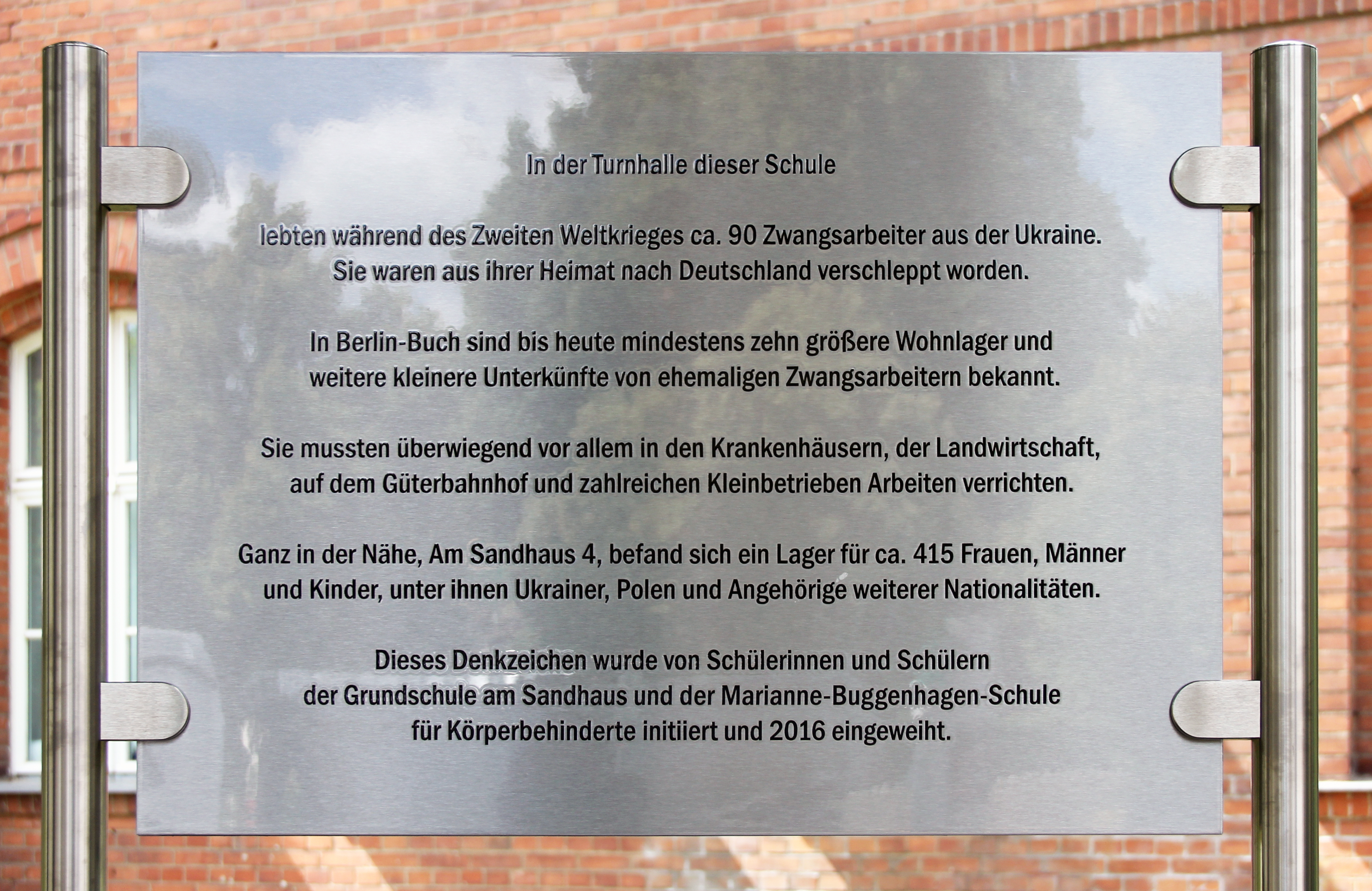
Gedenktafel für die Opfer der NS-Zwangsarbeit, Wiltbergstraße 37
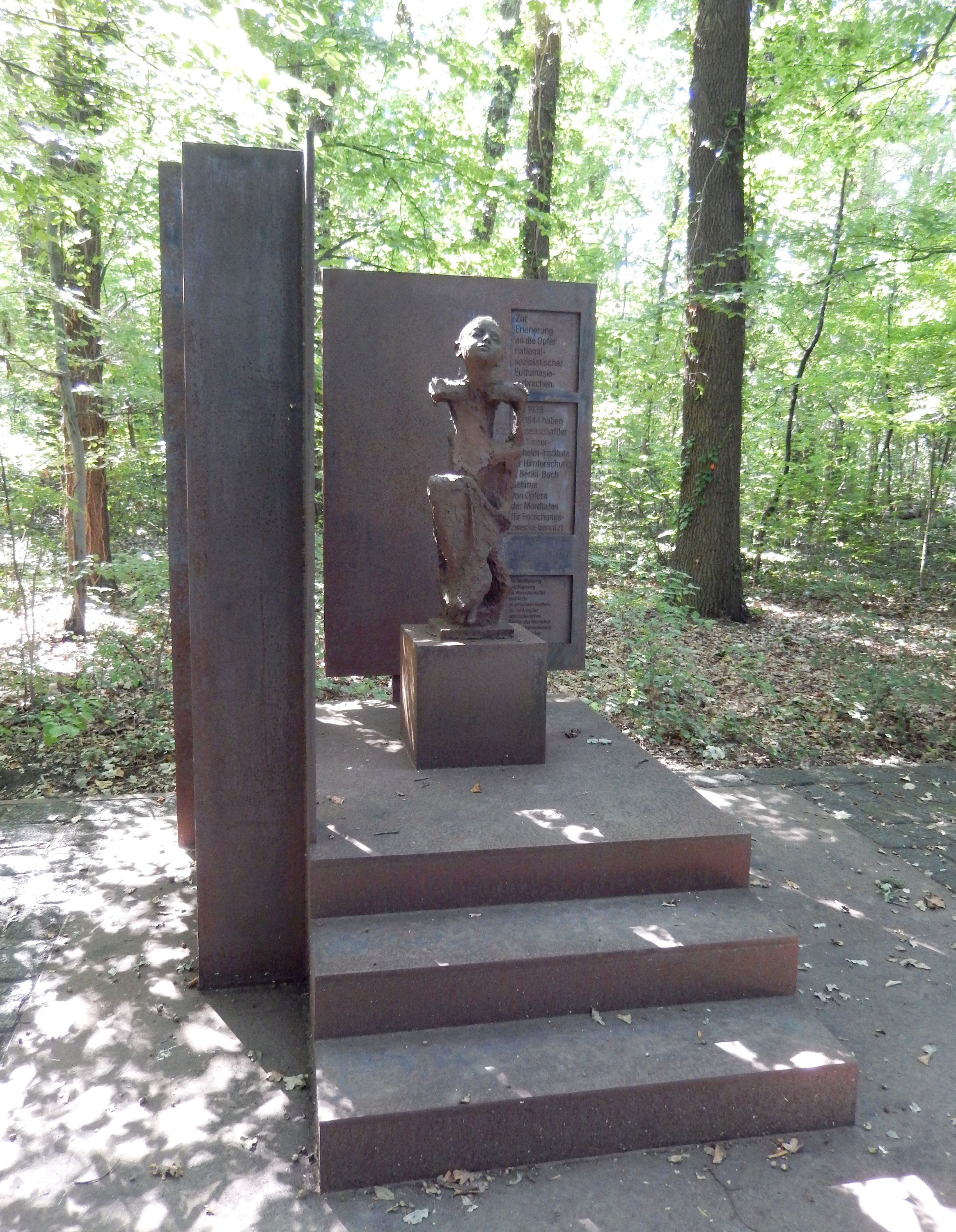
Wenn ich groß bin, dann… – Zur Erinnerung an die Opfer nationalsozialistischer Euthanasieverbrechen am KWI für Hirnforschung, von Anna Franziska Schwarzbach, 2000
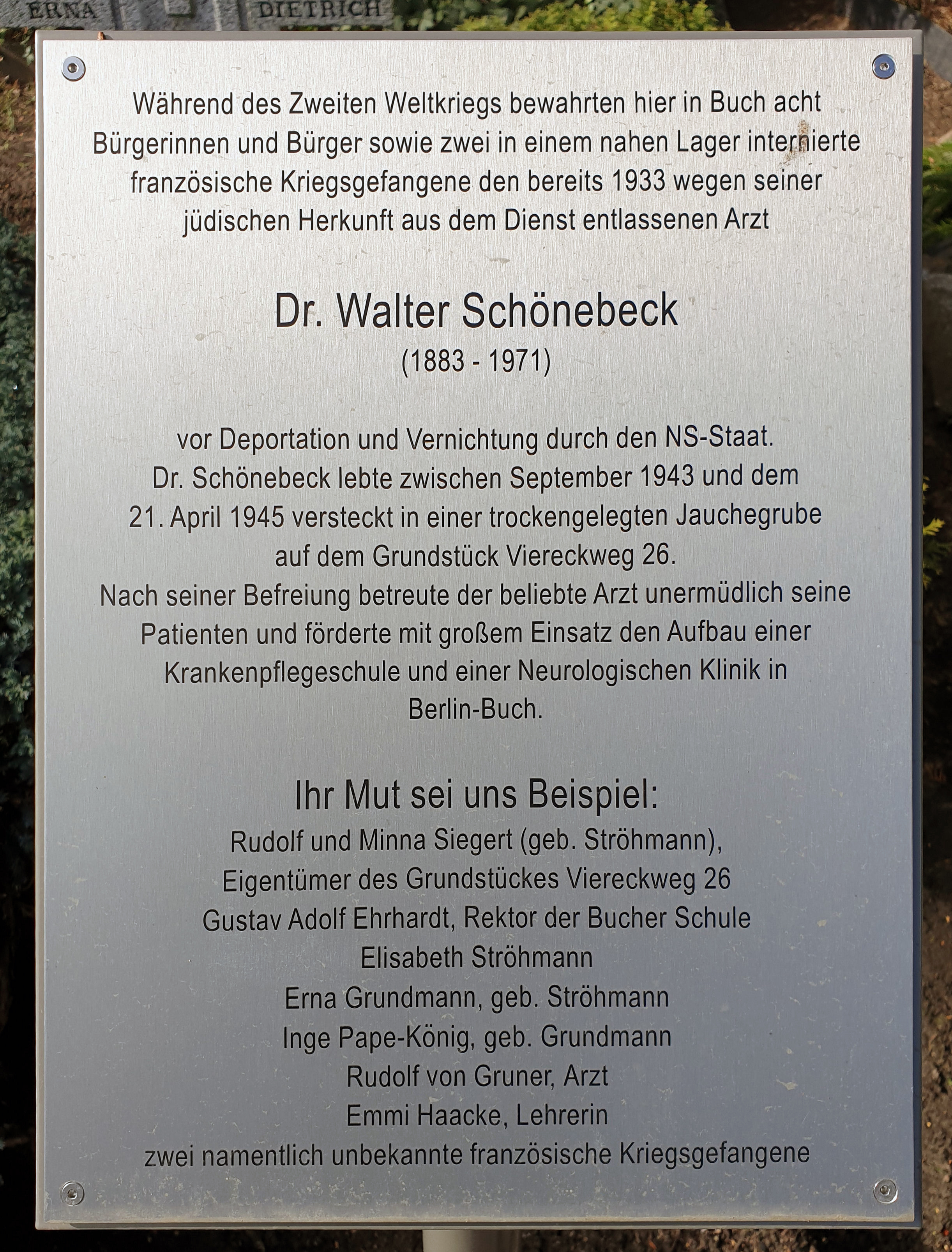
Gedenktafel für Dr. Walter Schönebeck an der Schlosskirche Buch

### 1945–1990

Timoféeff-Ressovsky-Haus im Campus Berlin-Buch

Die Rote Armee erreichte am 30. Januar 1945 die Oder, überschritt den gefrorenen Fluss und baute in Kienitz einen Brückenkopf auf. Als Folge der näher rückenden Kampfhandlungen stellte am 12. April 1945 die Omnibuslinie A42 den Betrieb ein. Am 16. April 1945 startete der entscheidende Vorstoß der 1. Belorussischen Front zur Schlacht um Berlin. Noch kurz vor Eintreffen der sowjetischen Truppen erschoss und erhängte die Feldgendarmerie sogenannte Fahnenflüchtige. Einen Tag danach standen die Rotarmisten vor Bernau und am Morgen des 21. Aprils 1945 in Zepernick. Zwischen dem Vorort und Buch geriet ein S-Bahn-Zug unter Artilleriebeschuss, worauf die gesamte Strecke den Betrieb einstelle. Um die Kranken und Verwundeten in den Heilanstalten nicht zu gefährden, verzichtete Marschall Georgi Konstantinowitsch Schukow beim Sturm auf den Ortsteil aber auf Artillerie. Kriegsgefangene und Zwangsarbeiter, die sich inzwischen selbst befreit hatten, zeigten die letzten Widerstandsnester der Deutschen an. Am Mittag des 21. April 1945 war Buch befreit. Sowjetische Soldaten plünderten, misshandelten und töteten mögliche Nazis (Zivilisten), vergewaltigten Frauen und Mädchen. Andererseits übergaben sie verwundete deutsche Kriegsgefangene an die Bucher Krankenhäuser und versorgten Kinder mit Lebensmitteln. Viele Menschen begingen Selbstmord oder wurden auf Flüchtlingstrecks von abziehenden deutschen Panzertruppen getötet. Am 2. Mai kapitulierten die deutschen Truppen in Berlin, am 8. Mai 1945 war der Krieg vorbei.
Aus dem Städtischen Krankenhaus war das sowjetische Armeefeldlazarett 496 geworden. Hier spielte sich eines der letzten Kapitel des Krieges ab: Nachdem Adolf Hitler und Eva Braun am 30. April 1945 im Bunker der Führerkanzlei gemeinschaftlich Selbstmord begangen hatten, veranlasste die sowjetische Militärführung nach Auffindung der verbrannten Teppichleichen eine Überführung nach Buch, wo am 8. Mai 1945 die Obduktionen stattfanden. Faust Schkararawskij leitete das Team der Sachverständigen. Da die Körper stark verbrannt waren, lieferte Hugo Blaschke die entscheidenden Hinweise. Der Leibzahnarzt Hitlers stellte anhand der erhaltenen Gebisse die Identitäten zweifelsfrei fest. Auch die gerichtsmedizinischen Untersuchungen von Joseph und Magda Goebbels, ihrer sechs Kinder sowie Hans Krebs sollen hier stattgefunden haben. Der Bucher Anteil der Ereignisse blieb allerdings mehr Gerücht als belegte Realität.
Nachdem das sowjetische Lazarett aufgelöst worden war, erfolgten in den 1960er Jahren Umbauten zu Kliniken für Akutkrankheiten. Im Jahr 1967 gab es in Buch 5000 Krankenhausbetten, was 27 Prozent aller Plätze Ost-Berlins entsprach.
Das KWI ging nach 1947 im Institut für Medizin und Biologie auf, das später Bestandteil der Akademie der Wissenschaften der DDR wurde. Hier befand sich unter der Bezeichnung Robert-Rössle-Klinik ein Forschungszentrum auf den Gebieten der Krebs- und Herz-/Kreislaufforschung (Geschwulstkrankheiten). In den 1960er Jahren ließ der Ost-Berliner Magistrat diesen Bereich mit neuen Forschungslabors, Versorgungssystemen, einer Zentralsterilisation und neuen Operationseinheiten baulich ergänzen.
Ab 1967 wurden in Buch vier Neubaugebiete mit insgesamt 6000 Wohnungen errichtet:
- Buch I: östlich der Karower Chaussee zwischen Robert-Rössle-Straße und Autobahn A 10 (1967–1969)
- Buch II: östlich der Karower Chaussee zwischen Theodor-Brugsch- und Georg-Benjamin-Straße (1974–1976)
- Buch III: westlich der Karower Chaussee zwischen Wiltbergstraße und Walter-Friedrich-Straße (1976–1981)
- Buch IV: westlich der Karower Chaussee zwischen Wolfgang-Heinz-Straße und Autobahn A 10 (1984–1987)[139]

Zusammen mit den Wohnbauten entstanden Kindereinrichtungen, Schulen, Kaufhallen, Spielplätze, Sportplätze, ein Dienstleistungszentrum mit Bibliothek und Jugendclub, ein Postgebäude und eine Schwimmhalle.

### Nach der Wende
Teile der Krankenhausstadt Berlin-Buch sind nach der politischen Wende erhalten geblieben und beherbergen medizinische Einrichtungen verschiedener Träger (Charité, Helios Kliniken).
Seit 1992 ist auf einer 32 Hektar großen Fläche mit dem Campus Berlin-Buch ein Wissenschafts- und Technologiestandort mit biomedizinischen Forschungseinrichtungen, einem BiotechPark und Serviceeinrichtungen entstanden. Berlin-Buch gehört zu den bedeutenden Akteuren der Gesundheitsstadt Berlin und des Clusters Gesundheitswirtschaft – einem Schwerpunkt der gemeinsamen Innovationsstrategie Berlin-Brandenburg. So gehört das hier ansässige Max-Delbrück-Centrum für Molekulare Medizin (MDC) zu den TOP 20 der biomedizinischen Forschungseinrichtungen weltweit. Gemeinsam mit der Charité–Universitätsmedizin Berlin betreibt das MDC auf dem Campus Berlin-Buch im Rahmen des Experimental and Clinical Research Centers Hochschulambulanzen.
Am Autobahndreieck Pankow wurde die Windkraftanlage Pankow errichtet. Die Netzeinspeisung seit dem 31. Juli 2008 machte sie zur ersten Windkraftanlage Berlins und ihre Höhe von 179 Metern (Nabe 138 Meter plus Rotorradius 41 Meter) zum höchsten Bauwerk des Bezirks Pankow.
Im Einzugsbereich des S-Bahnhofs Buch soll nach einem Generalentwicklungsplan des Berliner Senats ein vollkommen neues Wohnquartier entstehen, das vorher bekannt gewordene Baupläne (Buch V) ersetzt. Bei der schrittweisen Realisierung werden rund 3750 Wohnungen gebaut, für die sowohl versiegelte Flächen aufgebrochen als auch Teile von Waldflächen genutzt werden sollen. Laut Umweltschützern sind davon gegebenenfalls Lebensräume von streng geschützten Fledermäusen und einige europäische Vogelarten betroffen.

## Bevölkerung

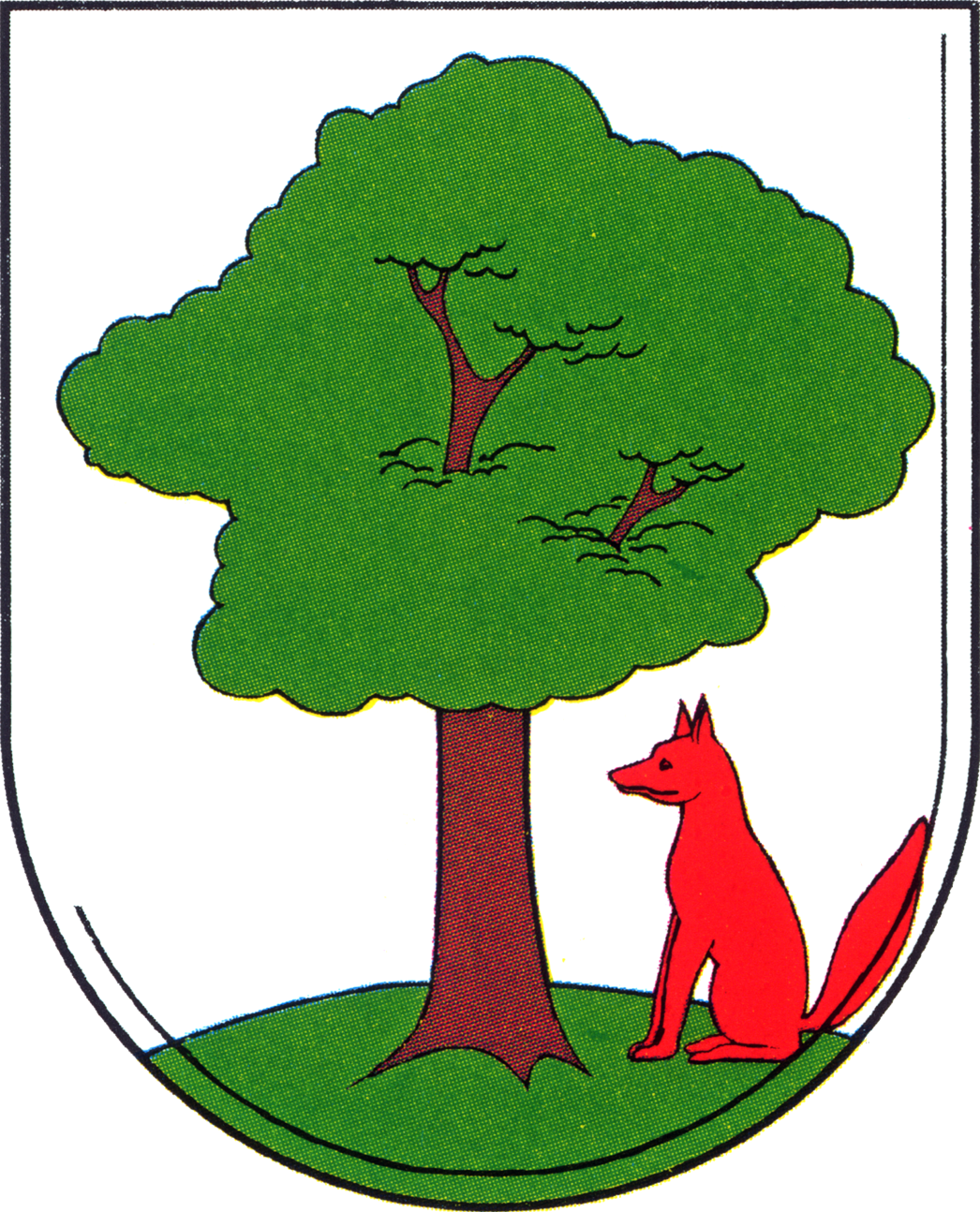
Ehemaliges Wappen von Buch

Die erste halbwegs verlässliche Schätzung der Einwohnerzahl verdanken wir Bartholomäus Augustin. Der Küster zeichnete die Bucher Grundstücke mit ihren Inhabern vor dem Ausbruch der Epidemie im Jahr 1598 auf. Die Angaben blieben durch eine Übertragung in die Chronik von Pfarrer Johann George Ulrici erhalten. Am Ende des 16. Jahrhunderts bestanden 10 Vollbauern- und 15 Kossätengehöfte (darunter Krug- und Weinmeister), dazu kamen Kirche mit Pfarrgehöft und Kirchenscheune, Mühle, Adelswohnung, Guts- sowie Hirtenhaus. Die Schmiede wurde von Karow aus bedient, daher der Name Laufschmiede. Eventuell fehlte in dieser Aufstellung noch Bartholomäus Augustin selbst. Vorausgesetzt alle Häuser waren bewohnt, ergaben sich bei 30 Familien und fünf Personen je Familie insgesamt 150 Einwohner.
Um 1650 lagen nach dem Dreißigjährigen Krieg 18 Bauernhäuser wüst. Bei noch immer 30 Grundstücken und einer gewissen Erholung seit 1643 lebten in Buch schätzungsweise 60 Menschen, möglicherweise durch die Kriegsfolgen weniger.
| Jahr | Einwohner | Quelle        |
| ---- | --------- | ------------- |
| 1598 | etwa 150  | [ 65 ] [ 28 ] |
| 1650 | etwa 60   | [ 65 ]        |
| 1734 | 152       | [ 47 ]        |
| 1772 | 239       | [ 47 ]        |
| 1801 | 228       | [ 47 ]        |
| 1817 | 196       | [ 47 ]        |
| 1840 | 234       | [ 81 ]        |

| Jahr | Einwohner | Quelle         |
| ---- | --------- | -------------- |
| 1858 | 0267      | [ 47 ] [ 145 ] |
| 1875 | 0270      | [ 81 ]         |
| 1880 | 0.253     | [ 117 ]        |
| 1885 | 0.260     | [ 81 ]         |
| 1890 | 0.271     | [ 117 ]        |
| 1895 | 0.298     | [ 47 ]         |
| 1905 | 1.197     | [ 146 ]        |

| Jahr | Einwohner | Quelle  |
| ---- | --------- | ------- |
| 1910 | 05.286    | [ 81 ]  |
| 1919 | 06.479    | [ 113 ] |
| 1925 | 07.170    | [ 47 ]  |
| 1938 | 12.609    | [ 147 ] |
| 1945 | 08.747    | [ 117 ] |
| 1948 | 08.458    | [ 148 ] |
| 1964 | 07.796    | [ 149 ] |

| Jahr | Einwohner | Quelle  |
| ---- | --------- | ------- |
| 2007 | 13.031    | [ 150 ] |
| 2010 | 13.084    | [ 151 ] |
| 2015 | 15.394    | [ 152 ] |
| 2020 | 16.473    | [ 153 ] |
| 2021 | 16.418    | [ 154 ] |
| 2022 | 17.478    | [ 155 ] |
| 2023 | 17.500    | [ 156 ] |
| 2024 | 17.451    | [ 157 ] |

## Sehenswürdigkeiten und Kultur

### Bauwerke
Der historische Dorfkern blieb nur bruchstückhaft erhalten. Fast alle Gehöfte mussten den Wohnblocks der 1970er Jahre weichen. Das riss eine soziale und bauliche Wunde, die bis heute nicht verheilt ist. Eine Ahnung des einst idyllischen Dorfbilds bieten die unterschiedlich gut erhaltenen Hofanlagen Alt-Buch 53, 57 und 59, das Ensemble aus Gutshof, Schlosskirche und -park sowie der Gebäudekomplex um die erweiterte Ecke Karower Straße/Alt-Buch.

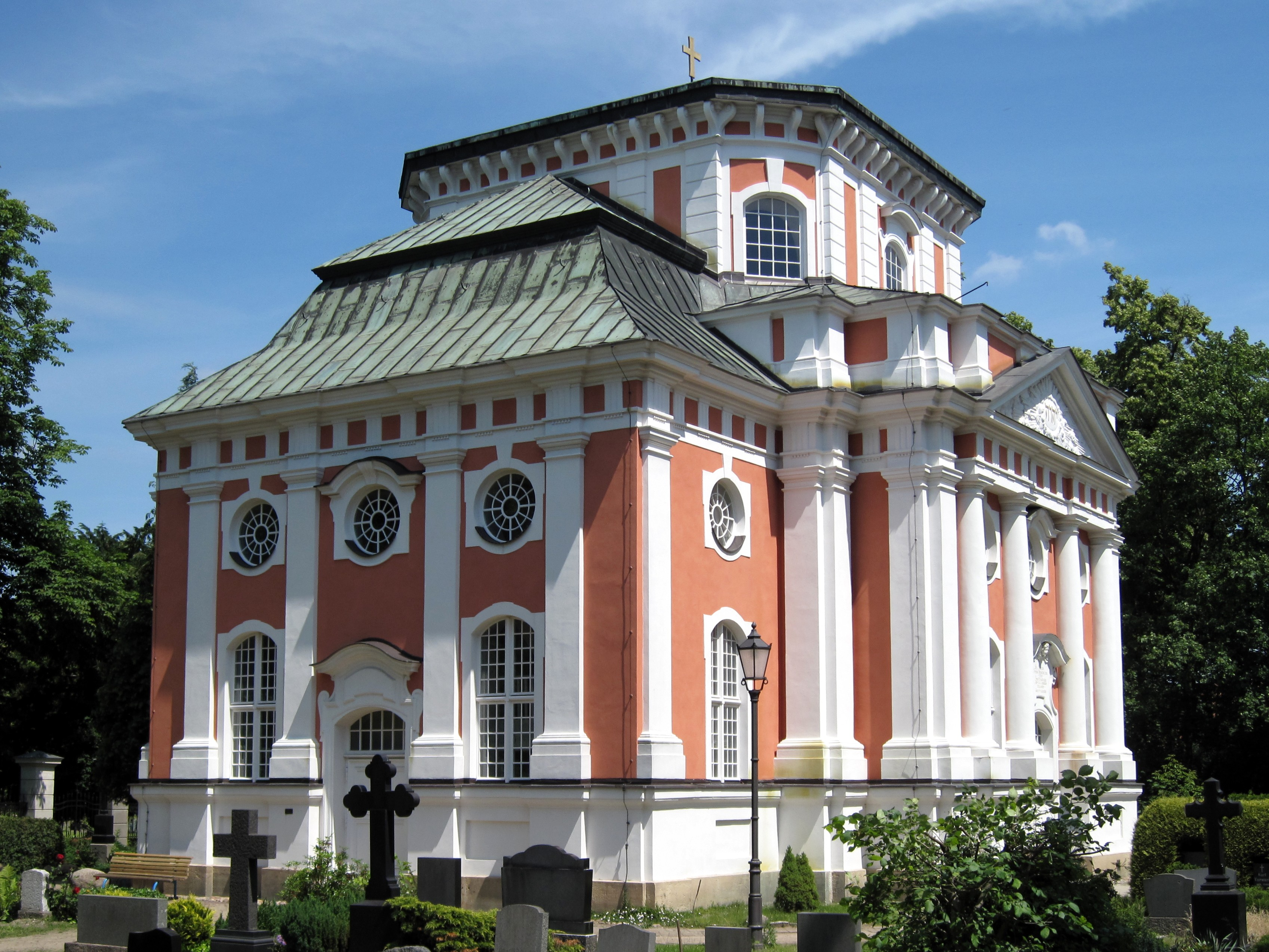
Restaurierte Schlosskirche Buch, nach der Zerstörung im Zweiten Weltkrieg ohne Turm

- Die Schlosskirche Buch, Alt-Buch 37, stellt in mehrfacher Hinsicht eine Besonderheit dar: sie ist wegen ihrer Pracht eine Ausnahme unter den Dorfkirchen in Berlin-Brandenburg, eine der wenigen noch existierenden Barockkirchen Berlins und durch die Entstehungszeit 1731–1736 das älteste erhaltene Gebäude von Buch, ihr Schöpfer Friedrich Wilhelm Diterichs zählt zu den bedeutendsten Architekten des preußischen Barocks. Auf die Teilzerstörung im Zweiten Weltkrieg folgte 1950–1953 ein Wiederaufbau, allerdings ohne Turm und im Innern in vereinfachter Form. Nach der umfangreichen Sanierung des Äußeren 1995–2000 verkündet inzwischen ein Bauschild die Neuerrichtung des Kirchturms. Er kann dann wieder weithin sichtbar den Mittelpunkt des einstigen Dorfs Buchs anzeigen.[159][81][160]

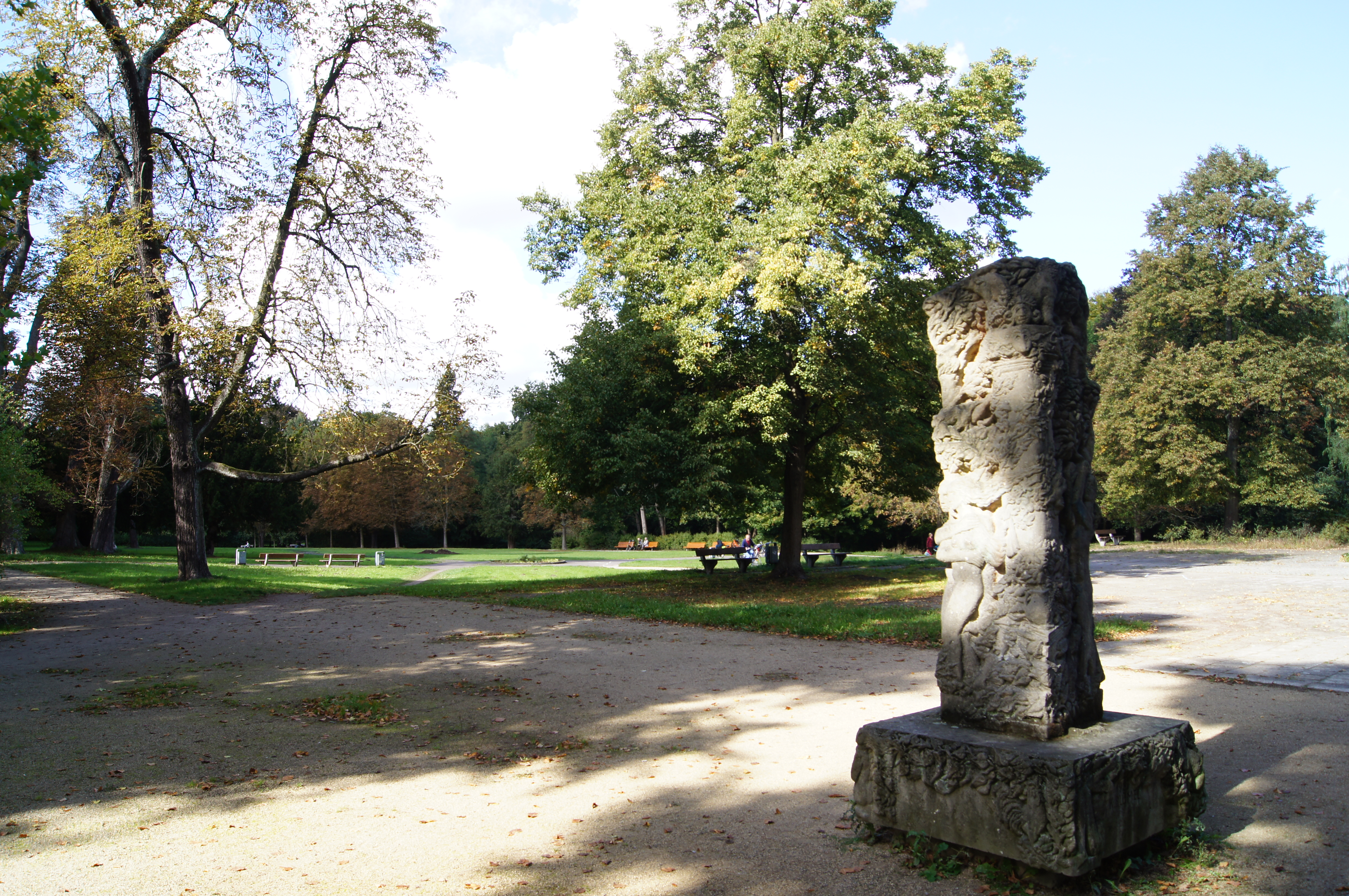
Parkportal: Blick von der leicht erhöhten Terrasse (als Grundriss des ehem. Schlosses) auf den Schlosspark. Im Vordergrund die Skulptur Mitwelt, Werk des Bildhauers Karl Blümel von 1987 aus Sandstein.

- Das Parkportal, Alt-Buch 41, aus der Zeit um 1760 führte direkt zum Schloss Buch. Dessen Abbruch 1964 zerstörte das Ensemble mit Gutshof, Schlosspark und -kirche. Eine leicht erhöhte Terrasse markiert den einstigen Standort. Auf der ebenen Fläche steht die stelenartige Skulptur Mitwelt, ein Werk des Bildhauers Karl Blümel von 1987. Sie entstand im Rahmen des 2. Internationalen Bildhauersymposiums Berlin in Ostberlin mit Künstlern aus neun Ländern, das 1987 anlässlich der 750-Jahr-Feier Berlins stattfand. Die Künstler schufen sie im benachbarten Künstlerhof Buch – dem heutigen Gutshof Buch.[161]
- Das letzte erhaltene Überbleibsel des Schlosses, das schmiedeeiserne Geländer der Innentreppe aus dem 18. Jahrhundert, ziert jetzt den Aufgang des Kronprinzessinnenpalais. Der Julie-von-Voß-Gedenkstein und die Orangerie wurden 1956 bzw. 1958 abgerissen. Die Bildseite von Ersterem stellt das Schinkel-Museum der Friedrichswerderschen Kirche aus. Von Letzterer wurden die sandsteinerne Nymphe, vielleicht von Friedrich Christian Glume oder Johann Georg Glume, in den Garten des damaligen Hauses der Jungen Talente (HdjT) versetzt. Des Weiteren wurden 1995/1996 die Grundmauern archäologisch untersucht.[162][22][163][164][165][166]

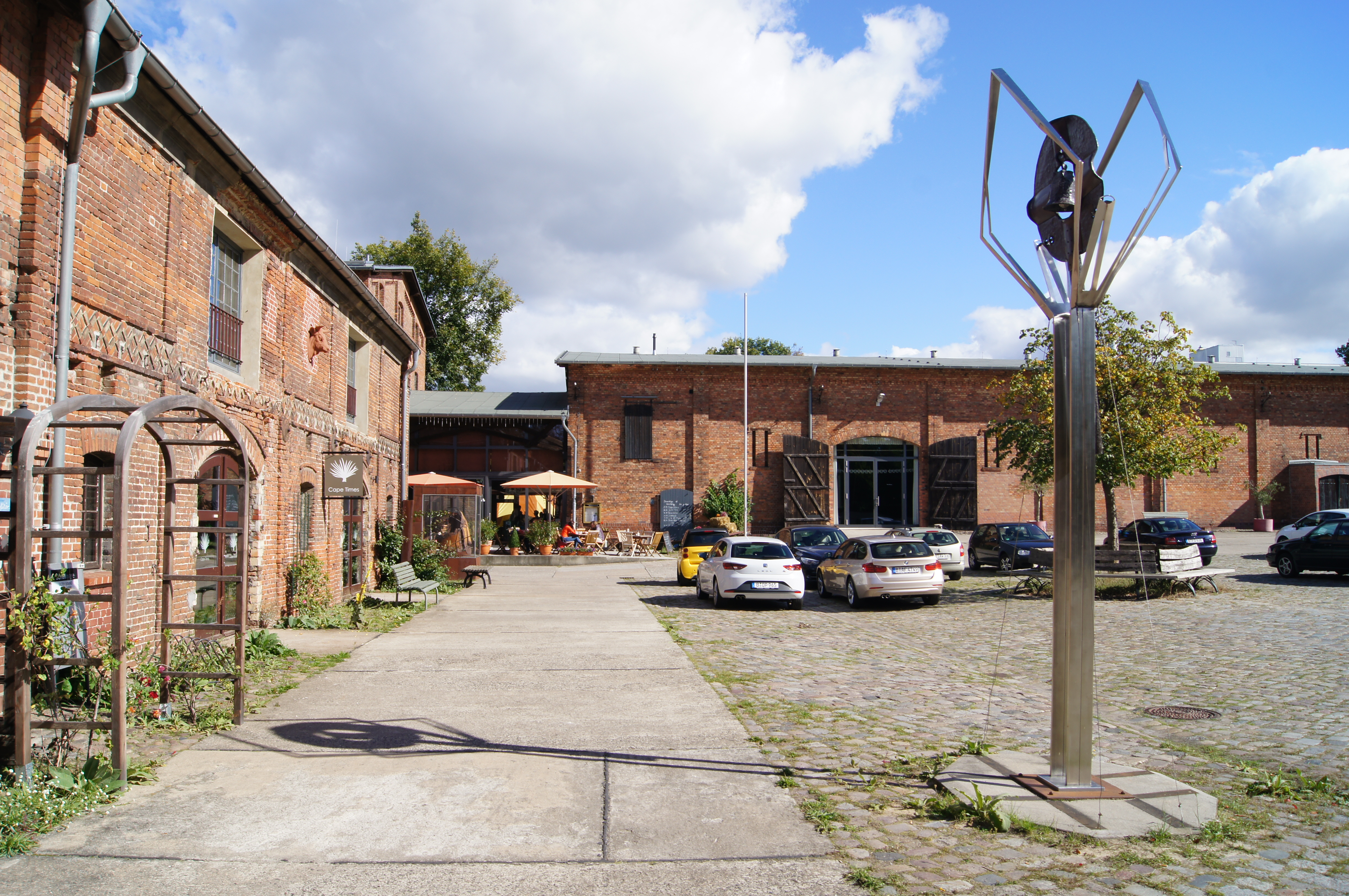
Gutshof Buch mit ehemaligen Pferde- und Kuhstall (links) sowie die Scheune als Veranstaltungsort (gerade). Vorn rechts die Metallskulptur „Mahnglocke“ von Ingolf Eschenbach

- Der Gutshof Buch, Alt-Buch 45–51, wurde architektonisch zwischen 1810 und 1900 geprägt. Um einen Platz gruppieren sich Pferde- und Kuhstall, Speicher, Scheune, Heiz- und Technikhaus (anstelle des 1954 abgerissenen Brennhauses) sowie Inspektoren- und Küchenhaus, den Abschluss zur Straße bilden Kleintierstall, Taubenhaus, Pförtnerhaus, Schmiede, Stellmacher- und Spritzenhaus, im Ostteil stehen das Wasch- und Gesindehaus, im Nordbereich wurden für Bildhauerfreifläche und Atelier (DDR-Typenbau) Teile des Schlossparks geopfert.[84][36]

Das Gelände wurde bis in die 1970er Jahre landwirtschaftlich genutzt und verfiel zusehends. Nach der Übergabe 1981 ans „Büro für architekturbezogene Kunst“ begannen Sanierungsarbeiten und Buch erhielt ein künstlerisches Zentrum. Der als Nachfolgeeinrichtung 1991 gegründete „Künstlerhof Buch“ befand sich 1995–2002 in der Trägerschaft der Akademie der Künste. Im Jahr 2009 erwarb ein privater Investor die Immobilie.
- Das Pfarrhaus (rechts), Alt-Buch 36, stand ursprünglich auf der Nordseite und zog 1788 auf die gegenüberliegende Straßenseite. Den zu klein gewordenen Fachwerkbau ersetzte 1911/1912 ein Entwurf von Franz Arnous, der in der Hochbauverwaltung unter Ludwig Hoffmann arbeitete. Er folgte dem Stil seines Vorgesetzten bzw. dem von Paul Mebes in seinem Buch Um 1800. Architektur und Handwerk im letzten Jahrhundert ihrer traditionellen Entwicklung propagierten. So zeigt der schlichte Putzbau mit hohem Mansarddach klare Formen und wenig Bauschmuck. Die Wohnfunktion unterstreichen der einfach gehaltene Seiteneingang und die Fensterklappläden.[103][77][82]
 Das Gemeindehaus (links) nahm, obwohl erst 1927 von Walter Glootz errichtet, die gleiche Formensprache auf. Etwas flacher gehalten und leicht zurückgesetzt, verweist die breite, korbbogenförmige, geklinkerte Portalnische mit der vorgelagerten, geländergeschmückten Treppe auf den öffentlichen Charakter. Im Inneren prägt eine fein gestaltete Holzdecke den einstigen Konfirmandenraum. Beide Gebäude bilden trotz einiger Unterschiede bei Architekten, Bauzeiten und Nutzungen eine architektonische Einheit. Den gemeinsamen Grundton verstärken die Klinkersockel, die gelben Putzfassaden mit den weißen Sprossenfenstern sowie die Dachformen.[103]
- Küsterhaus und Dorfschule, Alt-Buch 38, lagen anfangs ebenfalls auf der nördlichen Seite, ruhen aber auf zwei Vorgängerbauten von etwa 1750 und nach 1822. Der gut erhaltene, eingeschossige Bau von 1886 entspricht der schlichten Backsteinarchitektur dörflicher Funktionsbauten im ausgehenden 19. Jahrhundert. Die regelmäßig gesetzten Fenster- und Türöffnungen schließen flache Segmentbögen ab. Ein einfaches Ziermauerwerk hebt die Traufe hervor und rahmt an den Seiten die dreieckigen Giebel ein. Seit dem Auszug der Volksschule in die 1903 errichtete Grundschule Am Sandhaus dient das Gebäude als Wohnhaus. Wahrscheinlich zu diesem Zeitpunkt wurden einige Fenster zugemauert, sie sind als Blendfenster aber noch erkennbar. Eine Neueindeckung des Dachs erfolgte 1993. Die Einfachheit in Gestaltung und Ausstattung setzt sich im Innern fort.[68][67][82][168]
- Der Schlosskrug, Ecke Karower Straße 1/Alt Buch, blickt auf eine lange Vergangenheit zurück und fungiert seit jeher als gesellschaftlich-sozialer Mittelpunkt. Vom 13./14. Jahrhundert an gab es einen Dorfkrug in Buch, wobei der Standort allgemein Veränderungen unterlag.v Der Brand auf dem Gutshof anno 1822 griff auch auf das Gasthaus über und machte 1823 einen kompletten Neubau erforderlich. Die Architektur basierte auf den Grundsätzen, die David Gilly um 1800 für ländliche, preußische Bauten entwickelt hatte. Der schlichte, eingeschossige, unterkellerte Putzbau steht auf einem Sockel. Das hohe Krüppelwalmdach schafft am Giebel Platz für je zwei Rechteck- und kleine Halbrundfenster daneben. Das Erdgeschoss beherbergte Gasträume und Wirtswohnung, das Dachgeschoss die Gastkammern.[169][45][33][170][81]
 Mit dem Übergang ins Eigentum des Gutes (einschließlich Ländereien) Mitte des 18. Jahrhunderts an Adam Otto von Viereck wechselte die Bezeichnung zu Schlosskrug.

Weil alle Zimmer belegt waren, übernachtete Theodor Fontane hier im Juni 1860 nach eigenem Bekunden auf einem einfachen Strohlager. Der Anstieg von Bevölkerungszahl und Ausflüglern führte zur Anlage eines mit Bäumen bepflanzten Gartenhofs sowie um 1900 von einem Holzpavillon. Nach der Wende und friedlichen Revolution 1989 verschwand der traditionsreiche Name Schlosskrug 1992, der Gasthausbetrieb besteht aber mit Hotel fort. Bei den Bauarbeiten 1992/1993 wurde die ursprüngliche Raumeinteilung teils verändert. 

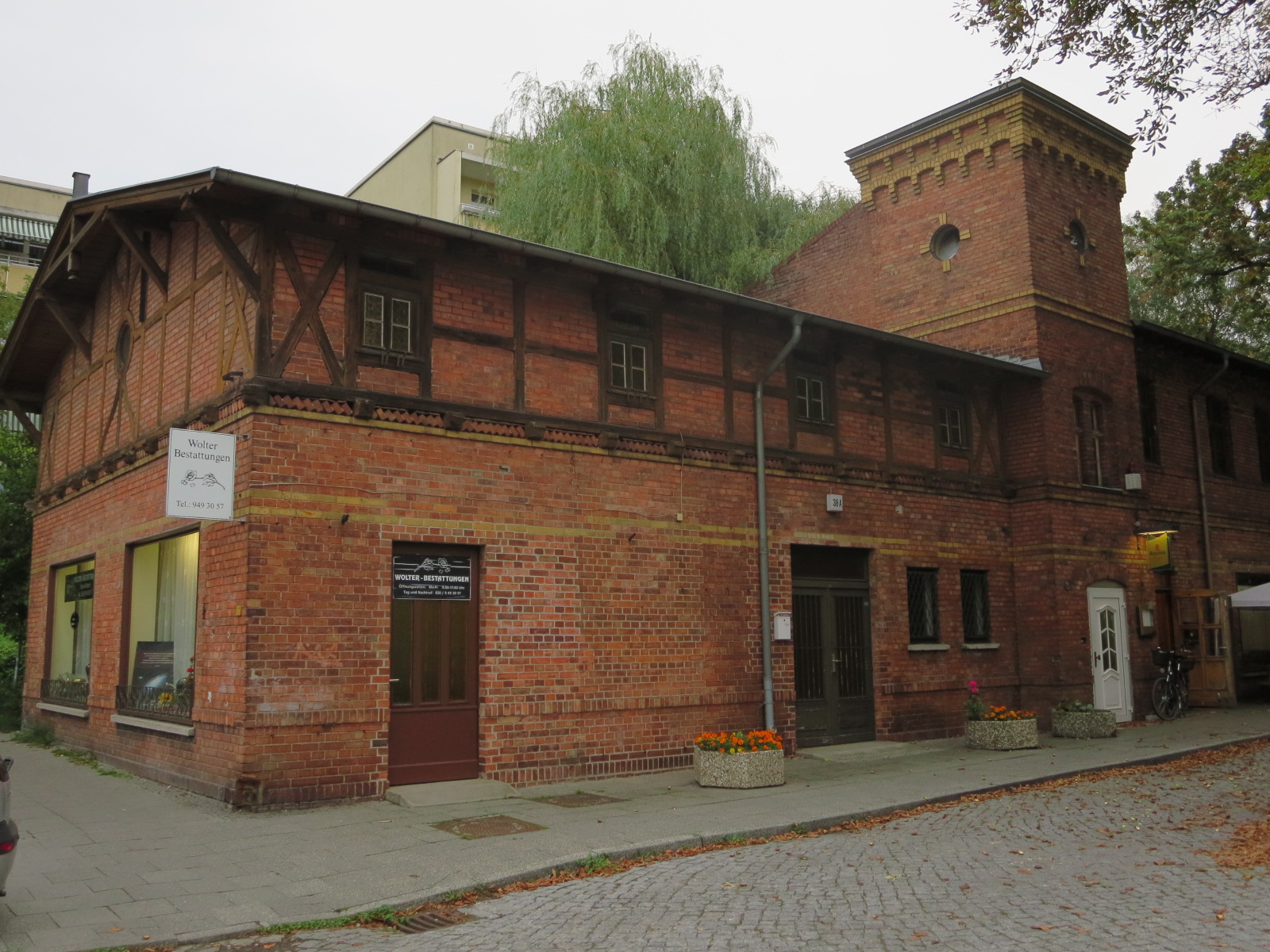
Ausspanne

- In der Ausspanne, Alt-Buch 38a, ließen die Übernachtungsgäste des benachbarten Kruges die Pferde versorgen und stellten die Kutschen unter. Außerdem waren Werkstätten und Wohnungen untergebracht. Das Baudatum wird auf um 1870 geschätzt, geschlossen aus der entsprechenden Formensprache. Der zweigeschossige, rote Backsteinbau besteht aus zwei, durch einen Treppenhausturm verbundene Gebäudeteile. Den dreigeschossigen Turm gliedern Rundfenster und schließt ein Kranzgesims mit Konsolenfriesen aus gelben Ziegeln ab. Aus dem gleichfarbigen Material bestehen am ganzen Gebäude das Gurtgesims und weitere Horizontalbänder. Die Segmentbögen über Fenstern, Blendnischen und Eingängen sprechen ebenfalls für eine Errichtung in der zweiten Hälfte des 19. Jahrhunderts. Das vermutlich Ende des 19. Jahrhunderts aufgestockte Obergeschoss am Vorderteil hebt sich durch das ausgemauerte Fachwerk mit den kleinen Rechteckfenstern sowie den Zierfries klar ab.[173]

### Kunst im öffentlichen Raum
Das Stadtgebiet von Berlin-Buch wird durch Kunst im öffentlichen Raum belebt, zum einen als Teil der Architektur, zum anderen als selbstständige Schöpfungen.
- Auf dem Campus Berlin-Buch wurde im Jahr 2000 ein Skulpturenpark eingeweiht.

Die Säulenreste der Friedhofskapelle (Ludwig Hoffmann, 1913–1925) wirkten seit der Sprengung des Gebäudes 1951 mehr wie eine Statue.

Aus der Zeit des KWI für Hirnforschung (1928–1945) stammte die Bronzebüste Kopf der Minerva (Carl Ebbinghaus, 1929).

Die Akademieinstitute (1947–1991) hinterließen Skulpturen und Gedenktafeln. In dieser Epoche entstand die Tradition vor den nach bedeutenden Forschern benannten Gebäuden entsprechende Büsten aufzustellen. Dieser Brauch wurde nach der Gründung des MDC für Molekulare Medizin (1992) bzw. der Tochtergesellschaft BBB Management (1995) fortgesetzt.

Erst ab dieser Zeit entwickelte sich die bildende Kunst zu einem prägenden Gestaltungsmerkmal des Forschungscampus’. Die Sammlung umfasst Plastiken, Büsten, Reliefs und Installationen. Mögen sich die Worte von Detlev Ganten bewahrheiten – „Wissenschaft in Verbindung mit Kunst kann nicht inhuman werden.“
- Bei den Heilanstalten in Berlin-Buch setzte Ludwig Hoffmann, wie an den meisten seiner Bauten, Bauplastiken ein. Der Stadtbaurat nutzte sie nicht als schmückendes Beiwerk, sondern als gliederndes und emotionalisierendes Element. Am Anfang seiner Karriere war er oft unzufrieden mit den bildhauerischen Arbeiten. Um 1900 galt Berlin nicht als Zentrum der Architekturbildhauerei. Hoffmann gelang es zusammen mit seinem Freund Alfred Messel die gemeinsam an der Kunstakademie München unter Sirius Eberle ausgebildeten Josef Rauch, Ignatius Taschner und Georg Wrba in die Reichshauptstadt zu holen. Ihre Kunstwerke bereicherten drei der fünf Anstalten. Das Waldhaus bestückte der Berliner Bildhauer August Vogel, das Allées des Châteaux musste ohne dieses Gestaltungselement auskommen.[177]

Ludwig Hoffmann hatte genaue Auffassungen von Zweck und Ausführung der Bauplastiken. Sie sollten sich der Stimmung des Architekten unterordnen sowie Himmelsrichtung, Lichtverhältnisse, Materialeigenschaften, Entfernung und Winkel des Betrachters berücksichtigen. Um die ländlich-beschauliche Atmosphäre von Buch zu betonen, gab er hier volkstümliche, leicht verständliche Motive vor. Allgemein vertreten waren Blumen, Früchte, freundliche Tiere (kleine Bären, Bienen, Schmetterlinge oder Vögel) und Kinder. Nur am Ludwigpark zeigten sich Erwachsene. In manchen Fällen verwies das Motiv auf die Funktion des Gebäudes, so zeigten Badeszenen das Badehaus des Hufeland-Klinikcampus an. Am zurückhaltendsten war der Einsatz am Ludwig-Hoffmann-Quartier. Die Arbeiten von Rauch, Taschner, Vogel und Wrba blieben vielfach an ihrem ursprünglichen Ort erhalten.
- Seit 2013 erinnert ein Denkzeichen der Künstlerin Patricia Pisani an die Opfer der nationalsozialistischen Zwangssterilisationen und „Euthanasie“-Morde.[178]
- Die Steine ohne Grenzen entstanden im Rahmen des gleichnamigen Bildhauersymposiums. Diese Installation erstreckt sich von Bad Belzig bis Bernau und wurde im Jahr 2001 von Silvia Christine Fohrer und Rudolf J. Kaltenbach sowie dem Revierförster Olaf Zeuschner initiiert. Die beiden Bildhauer wurden bereits während ihres Studiums auf die Vision von Otto Freundlich aus der Mitte der 1930er Jahre aufmerksam. Der 1943 im Vernichtungslager Sobibór Ermordete entwickelte mit seiner Lebensgefährtin Jeanne Kosnick-Kloss die Idee von zwei völkerverbindenden Skulpturenstraßen – der voie de la fraternité humaine in Nord-Süd- und der voie de la solidarité en souvenir de la libération in West-Ost-Richtung. In dieser Traditionslinie dienten die vier- bis sechswöchigen Treffen und die daraus hervorgegangenen Werke der Weltoffenheit, Toleranz, Völkerverständigung, Solidarität und Menschlichkeit. Im Jahr 2012 ernannte die Otto-Freundlich-Gesellschaft die Steine ohne Grenzen zum offiziellen Mitglied der Straße des Friedens – Straße der Skulpturen in Europa.[179][180]

Zum o. g. Hauptziel gesellten sich weitere. Die Teilnahme von Künstlern aus allen Kontinenten sorgte für den Austausch von Ideen und Ansichten. Die fast ausschließliche Verwendungen natürlicher Materialien (Naturstein, Holz, Pflanzen und Erde) sollte dem Gedanken der ökologischen Nachhaltigkeit entsprechen. Die Hölzer kamen aus dem Forstrevier Buch, die Steine, außer Australien und Antarktika, von allen Erdteilen. Ein besonderes Anliegen war die Einbeziehung von Jugendlichen durch Führungen, Gespräche mit Künstlern und eigenes kreatives Arbeiten. Die von ihnen geschaffenen Skulpturen wurden gleichberechtigt aufgestellt. Die Vielzahl der Steinarten macht die Skulpturenwege auch für geologisch Interessierte zum Anziehungspunkt.

### Grünflächen und Naherholung
- Das Landschaftsschutzgebiet (LSG) Buch umfasst beinahe die Hälfte des Orts. Gegründet am 23. Juni 2002, misst es 863,1 Hektar, nach einer Verkleinerung am 30. November 2007 um 5,9 Hektar. Es reicht von der Landesgrenze im Norden bis zur S-Bahn-Linie S8 im Süden, wo ein kleiner Bereich in Französisch Buchholz liegt. Die Naturschutzgebiete Mittelbruch, Karower Teiche (Nordteil gehört zu Buch, Südteil zu Buchholz), Bogenseekette und Lietzengrabenniederung sowie die kleine Moorlinse Buch sind ins LSG eingebettet bzw. grenzen daran an. Das gesamte Areal zeigt eine große Vielfalt an Lebensräumen, die vom letzten Hochwald im Norden Berlins über Feuchtgebiete, Sand- und Wiesenbereiche bis zu halboffenen Flächen auf ehemaligen Rieselfeldern reicht. In Brandenburg besteht ein nahtloser Übergang zum LSG Westbarnim, alles zusammen gehört wiederum zum Naturpark Barnim.[183][184][27]
- Der Schlosspark Buch nördlich der Straße Alt-Buch wurde nach niederländischem, französischem und englischem Stil angelegt. Seinen Reiz machen der alte Baumbestand, die historischen Wege und die von vielen Brücken überspannten Wasserläufe aus. Die ursprüngliche Form des Parks soll wieder hergestellt werden. Auf einem abgegrenzten Teil an der Wiltbergstraße befindet sich das Sowjetische Ehrenmal Buch.

### Theater und Museen
- Das schräge Brett, ein Zimmertheater von Evelyn Heidenreich, Viereckweg 2[163]
- Dauerausstellung über die Euthanasieverbrechen in den Bucher Heil- und Pflegeanstalten, Hauptgebäude der Akademie der Gesundheit Berlin/Brandenburg, Schwanebecker Chaussee 4, Haus 206, 1. Geschoss, linker Gang[185]

### Musik
- Chor der Schlosskirche Buch, gegründet 1923[163]

### Regelmäßige Veranstaltungen
- Bucher Kirchenmusiktage, 1960 ins Leben gerufen vom Kantor Gottfried Weigle[163]

## Wirtschaft und Infrastruktur

### Unternehmen
Trotz Existenz von Krug, Mühle, Schmiede und Ziegelei prägte über Jahrhunderte die Landwirtschaft das Bild. Der im 18. Jahrhundert durch Friedrich Wilhelm I. und Friedrich II. geförderte Seidenbau verbreitete sich auch hier. Pfarrer Ulrici berichtete, dass auf kirchlichem Grund in Buch und Karow in den Jahren 1708 und 1758 insgesamt 109 Maulbeerbäume gepflanzt wurden. Davon standen in Buch auf dem Kirchhof 40 und im Pfarrgarten 36. Auf dem Ostteil des Gutshofs wuchsen sie ebenfalls. 1750 wurden für die Pfarrer und Küster Prämien in Höhe von 100, 60, 40 und 20 Talern ausgelobt, Johann George Ulrici erhielt 60 Taler. Nach dem Siebenjährigen Krieg diente die merkantilistische Förderung der Seidenproduktion der Ankurbelung der Wirtschaft und machte Berlin zu einem internationalen Zentrum der Seidenherstellung. Ulrici meldete für 1763 eine Erzeugung von 6 Pfund, 6 Lot reiner Seide und für 1764 von 8 Pfund, 8 Lot reiner Seide und 80 Pfund Kokons. Schon im Herbst 1775 stockte der Absatz der Berliner Seidenbetriebe, die ab 1789 spürbare Textilkrise zeigte deren unsolide wirtschaftliche Basis. Die französische Besatzung 1806–1812 ließ die exportorientierten Seidenmanufakturen schließlich kollabieren.
Heute ist die Medizinbranche am wichtigsten, daneben gibt es weitere Wirtschaftszweige, auch Landwirtschaft wird noch betrieben.
- Eckert & Ziegler Strahlen- und Medizintechnik AG, Robert-Rössle-Straße 10
- Evangelische Lungenklinik Berlin, Lindenberger Weg 27
- Helios Klinikum Berlin-Buch, Schwanebecker Chaussee 50
- Immanuel Krankenhaus Berlin, Lindenberger Weg 19
- Vattenfall Heizkraftwerk Buch, Schwanebecker Chaussee 11–15

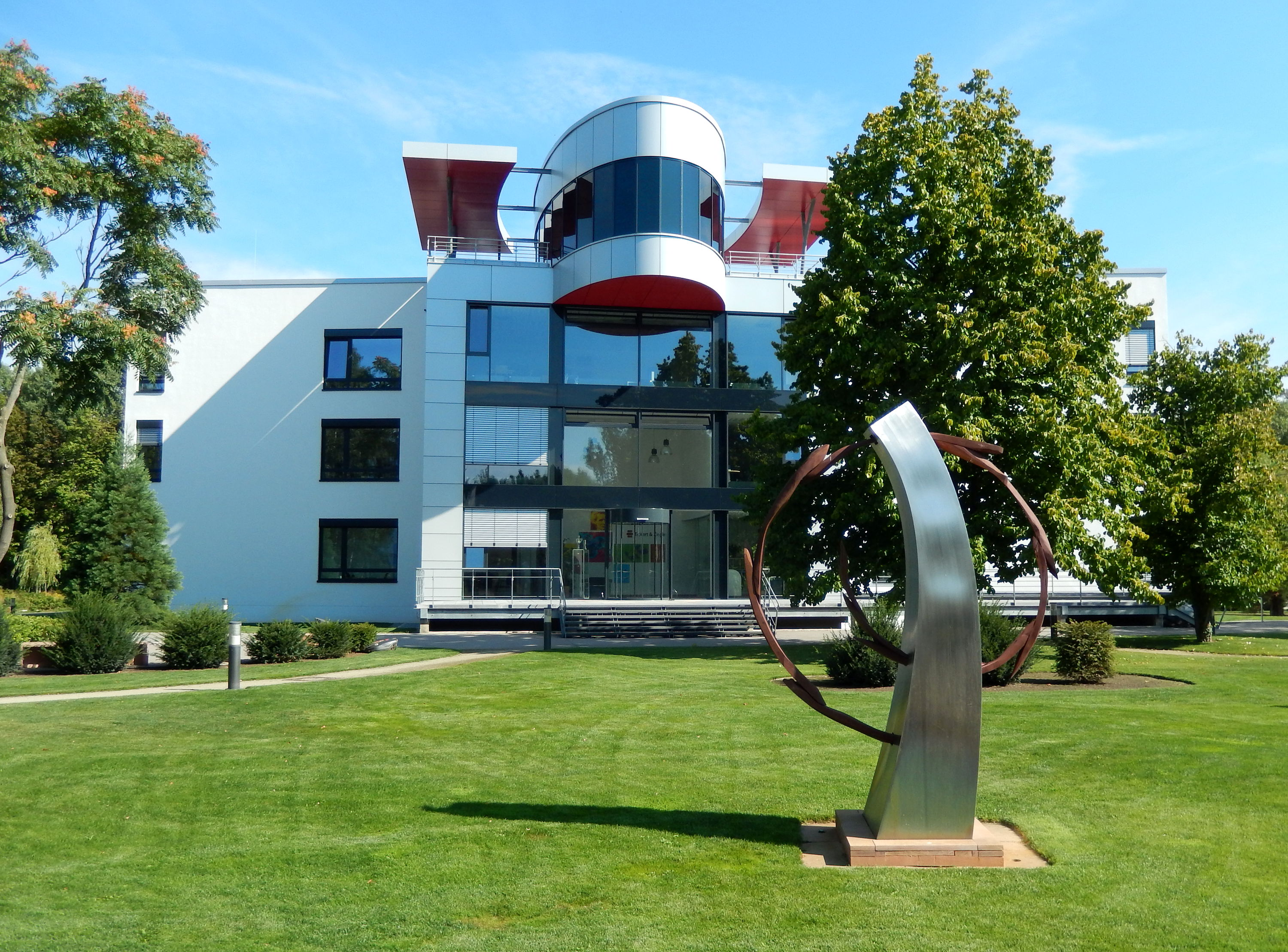
Eckert & Ziegler AG Konzernzentrale
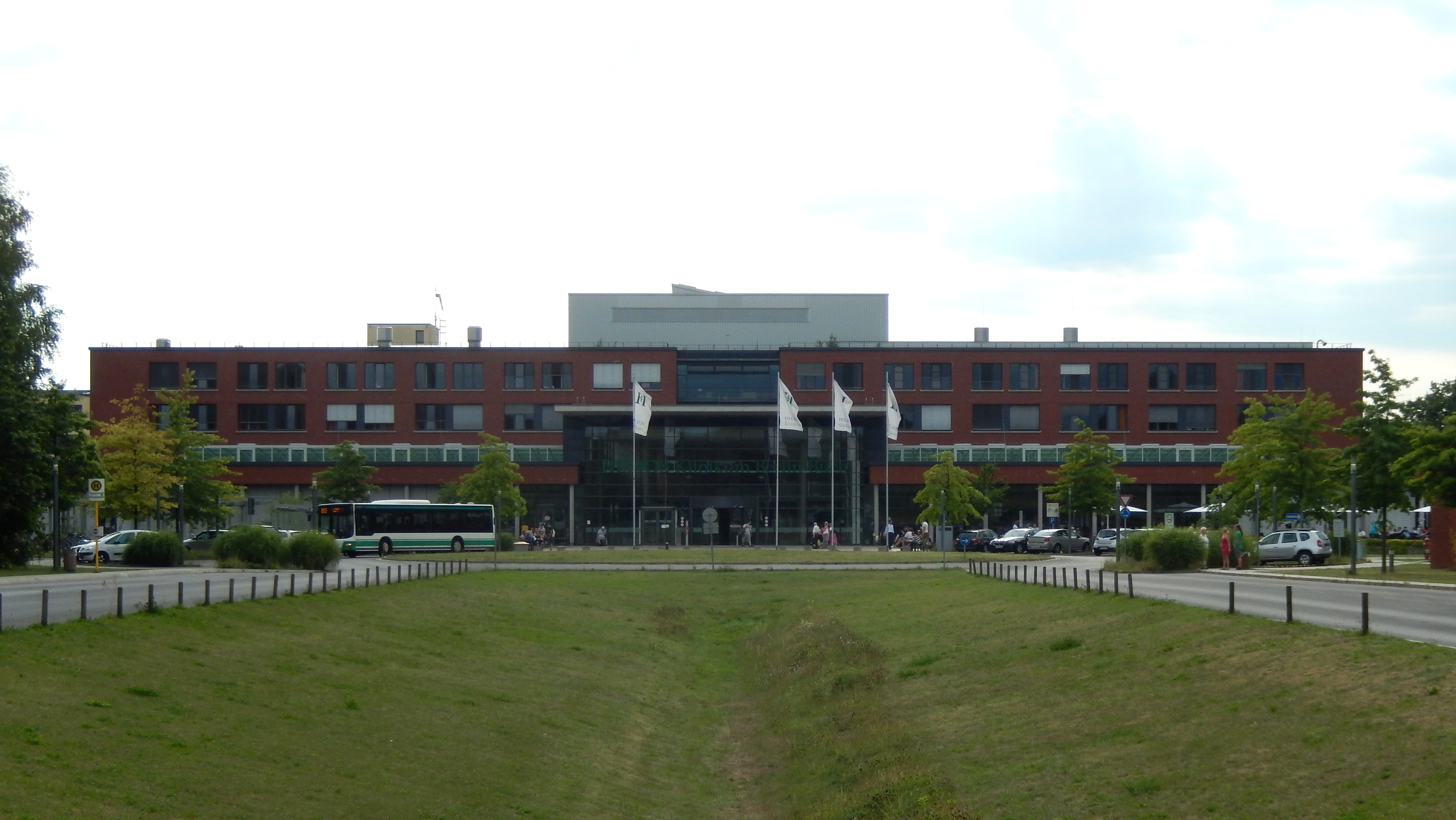
Helios Klinikum Berlin-Buch Hauptgebäude
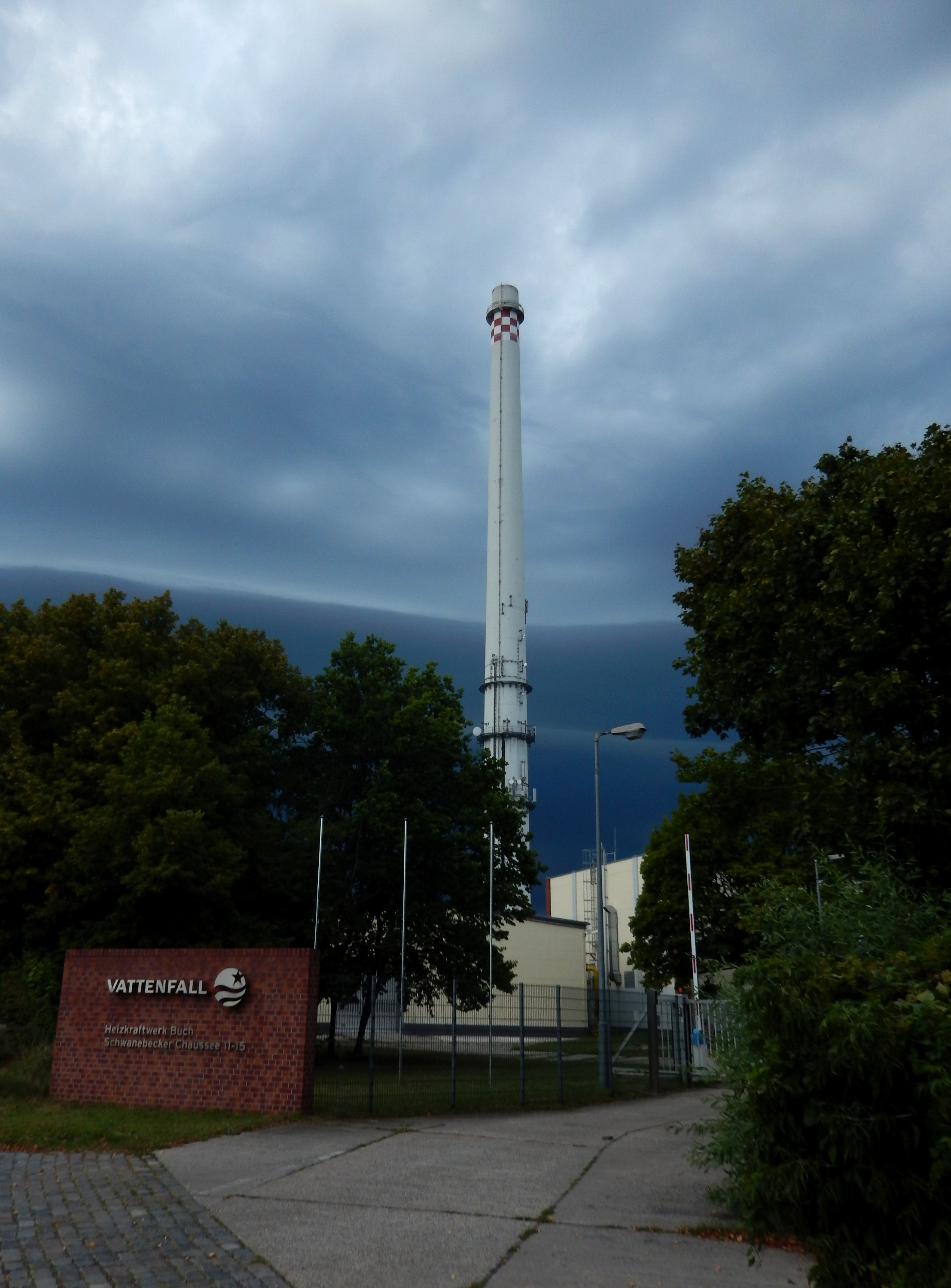
Vattenfall Heizkraftwerk Buch
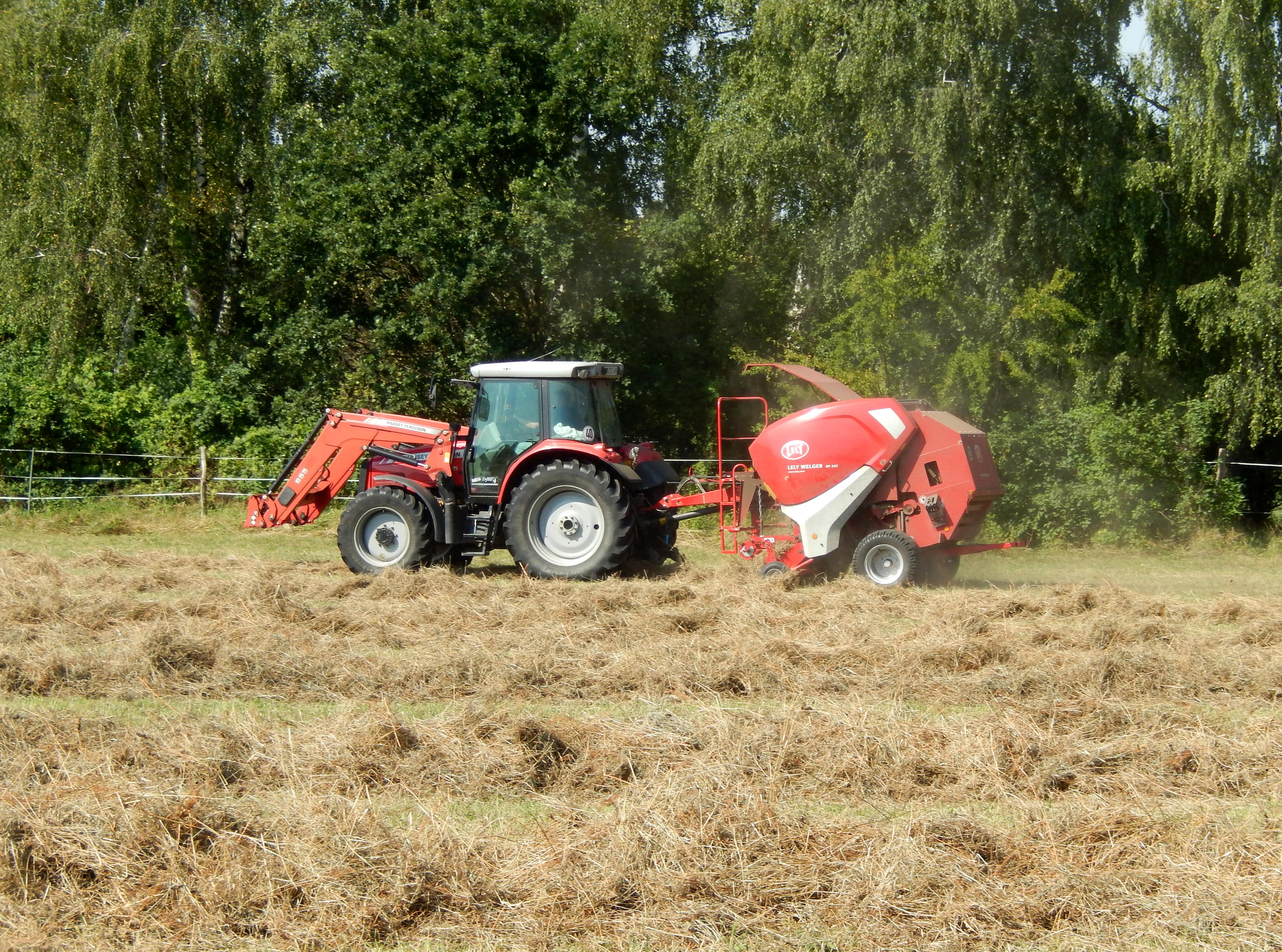
Einfahren der Heuernte im Stener Bruch

### Medien
- Verlag Bucher Bote, Franz-Schmidt-Straße 8–10, gegründet 1993

### Forschung und Lehre
Auch hier dominiert der Medizinbereich.
- Akademie der Gesundheit Berlin/Brandenburg e. V., Schwanebecker Chaussee 4
- Deutscher Wetterdienst (DWD) – Außenstelle der Abteilung Hydrometeorologie, Lindenberger Weg 24
- Experimental Clinical and Research Center (ECRC), Robert-Rössle-Straße 10
- Leibniz-Institut für Molekulare Pharmakologie (FMP), Robert-Rössle-Straße 10
- Max-Delbrück-Centrum für Molekulare Medizin in der Helmholtz-Gemeinschaft (MDC), Robert-Rössle-Straße 10

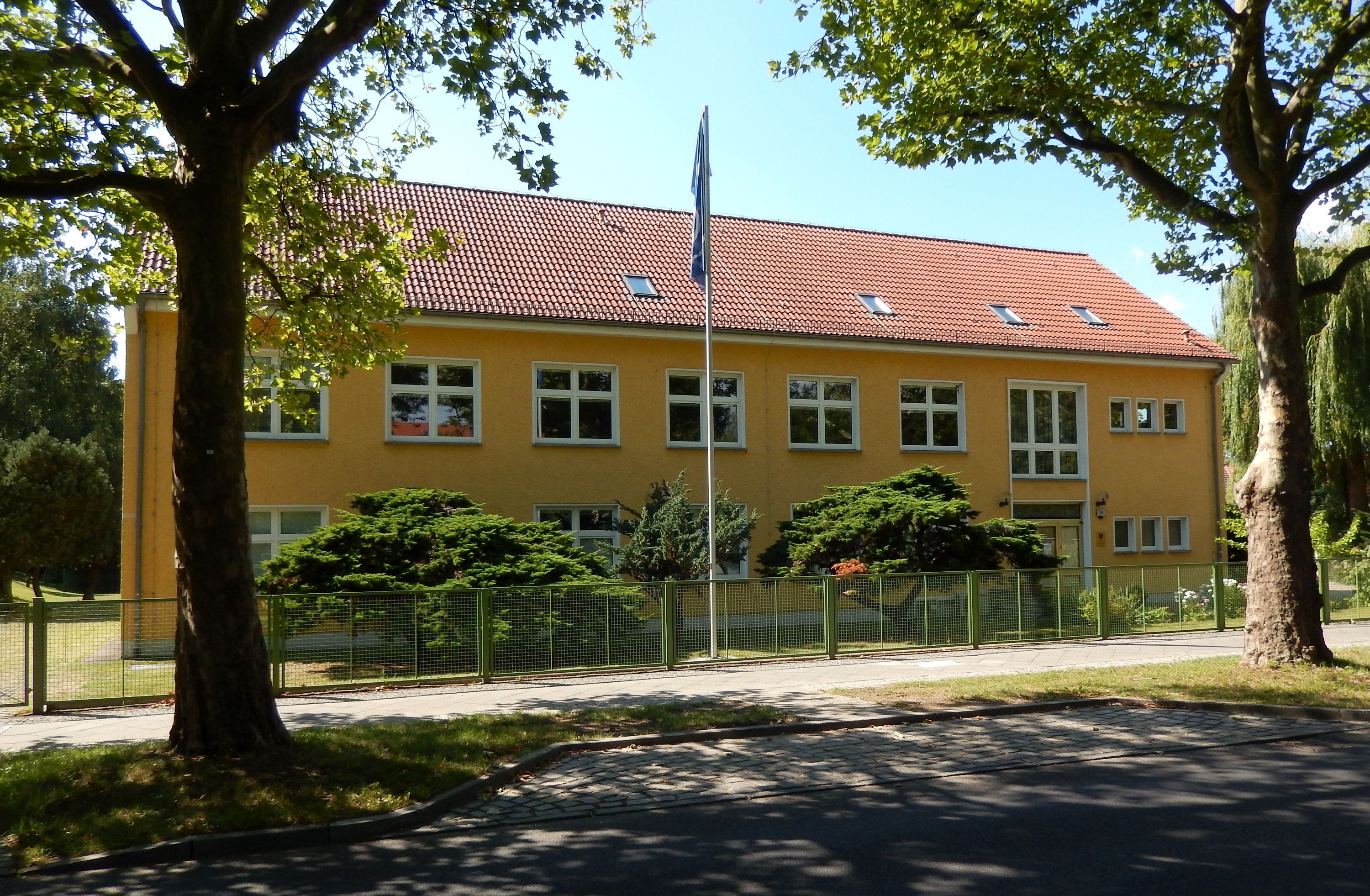
Deutscher Wetterdienst
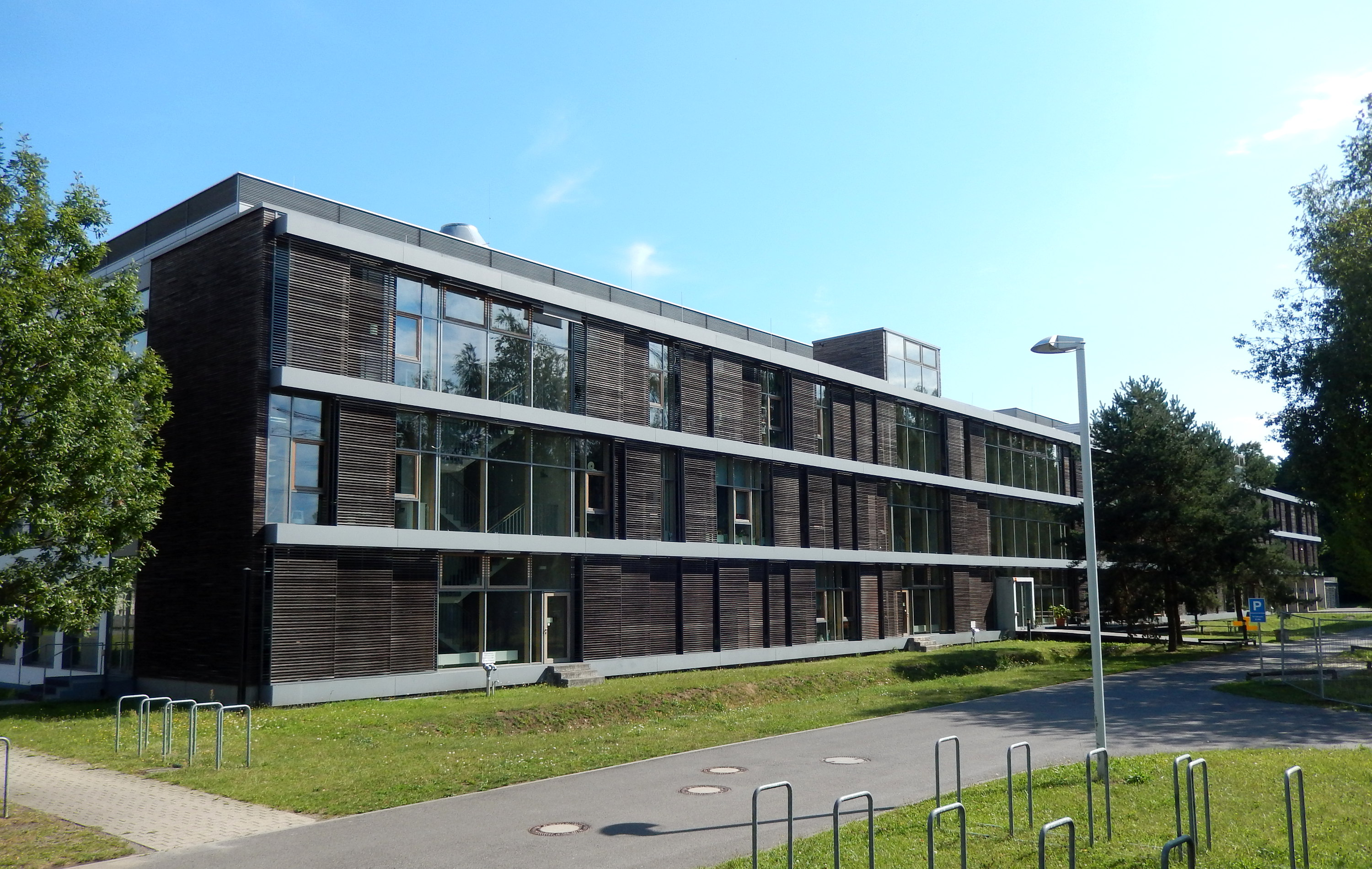
Leibniz-Institut für Molekulare Pharmakologie Haus C81
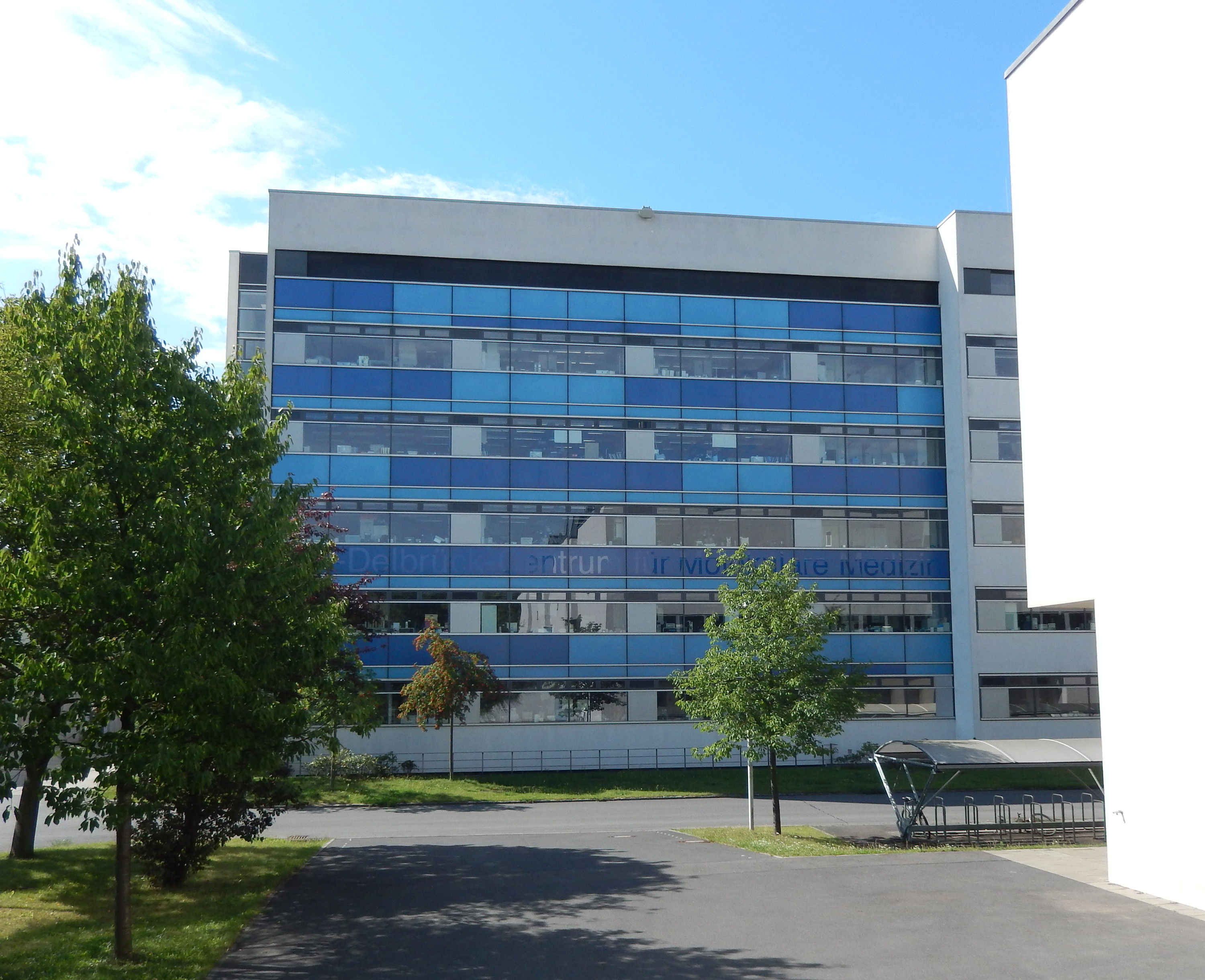
MDC für Molekulare Medizin Max-Delbrück-Haus

### Verkehr

#### Öffentlicher Personennahverkehr
Wichtigstes öffentliches Verkehrsmittel ist die S-Bahn-Linie S2. Die Buslinien 150 (zweite Endstation am U-Bahnhof Osloer Straße in Wedding) und 158 (entspricht etwa der 1929 eröffneten Linie A42) verbinden Buch mit den anderen Pankower Ortsteilen. Die Endstationen der Linie 259 liegen mit Buchholz und Weißensee im Bezirk Pankow, dazwischen fährt sie einen Bogen durch den Landkreis Barnim und den Bezirk Lichtenberg. Die Berliner Verkehrsbetriebe (BVG) betreiben außerdem die Linie 353 (Anbindung der Quartiere nordwestlich der Bahnstrecke sowie des Campus Berlin-Buch) und zusammen mit der Barnimer Busgesellschaft (BBG) die Linie 893 (von Panketal über einen Schwenk durch Buch zum Bezirk Lichtenberg). Seit 2019 wird die Linie 891 aus Zepernick über den S-Bahnhof Buch geführt.

#### Individualverkehr
Im Süden bzw. Südwesten verlaufen der Berliner Ring (A 10) und der Autobahnzubringer Pankow (A 114). Die Schönerlinder Straße und die Hobrechtsfelder Chaussee leiten zu den Anschlussstellen, die wie das Autobahndreieck Pankow alle außerhalb von Buch liegen. Hauptzufahrtsstraße zum Ortsteil ist die Wiltbergstraße. Über Alt-Buch und Zepernicker Straße bzw. Schwanebecker Chaussee sind die angrenzenden Vororte erreichbar. Ebenfalls von übergeordneter Bedeutung ist die Karower Chaussee mit einer Verbindungsfunktion in den Osten des Bezirks Pankow.
Die Straßennetzplanung für 2025 sieht eine Herabstufung der Schönerlinder Straße von ‚übergeordnet‘ zu ‚örtlich‘ vor, außerdem eine neue Verbindung zwischen Hobrechtsfelder und Karower Chaussee nördlich der A 10.
Der Radfernweg Berlin–Usedom zählt zum Hauptnetz der Berliner Fahrradrouten, in Buch verläuft er entlang der Panke.

#### Straßen und Plätze
Im Ortsteil Buch gibt es laut amtlichem Straßenverzeichnis 49 gewidmete Straßen, aber keinen einzigen Platz.
Über die Gemarkung führen zwei mittelalterliche Straßenverbindungen: die Bernauer Heerstraße ganz im Norden durch den Hobrechtswald und die Uckermärkische Heerstraße entlang der Pankeufer. Noch zu Zeiten von Martin Pfannschmidt, Pfarrer der Gemeinde Buch-Karow (1913–1933) hieß die heutige Buchenallee in Zepernick im Volksmund Heerweg.

### Bildung
Nach der Einführung der Reformation 1539–1541 erreichte das Bildungswesen auch die Dörfer. Irgendwann ab der Mitte des 16. Jahrhunderts wurde in Buch eine Küsterschule eingerichtet. Der erste namentlich bekannte Küsterlehrer war bis 1605 Bartholomäus Augustin. Auf ihn folgten fünf Generationen aus der Familie Koch. Während Bartholomäus Koch, Küster von Buch (1606–1640) noch den Nebenberuf des Leinewebers ausübte, reichte bei seinen Nachfolgern das Gehalt offenbar für den Lebensunterhalt, denn bei keinem wurde eine weitere Tätigkeit angegeben. Zwischen 1600 und 1672 erhielten die Schüler und der Lehrer mit dem Küsterhaus ein eigenes Gebäude.
Im Jahr 1717 führte das Königreich Preußen die allgemeine Schulpflicht vom fünften bis zwölften Lebensjahr ein. Im Winter wurde täglich unterrichtet, im Sommer mussten die Kinder in der Landwirtschaft arbeiten und gingen nur zweimal pro Woche in die Volksschule. Auf dem Lehrplan standen Lesen, Schreiben, Rechnen und Religion. Das Schulgeld betrug sechs Pfennig wöchentlich. Erst um 1850 setzte sich die Schulpflicht tatsächlich landesweit durch.
Zu Beginn des 20. Jahrhunderts ließ der stete Bevölkerungszuwachs in Buch die Einklassenschule im Küsterhaus zu eng werden. Auf dem Küsteracker, nordwestlich der Bahnlinie entstand 1903 ein neues Schulhaus (heute Grundschule Am Sandhaus) mit zwei Klassen. Nach den Erweiterungen 1908 und 1915 umfasste es acht Klassenräume und zwei Lehrerwohnungen. Es dauerte nicht lang, bis auch diese Kapazität nicht mehr ausreichte. So wurde im Jahr 1932 ein großzügiges Gebäude angefügt, das 15 Klassenräume, Aula, Turnhalle und Hausmeisterwohnung beherbergte.
- Evangelische Schule Berlin-Buch, Wiltbergstraße 50, private Grundschule[199]
- Grundschule Am Sandhaus, Wiltbergstraße 37–39, sportbetonte und ökologisch orientierte, öffentliche Grundschule[200]
- Hufeland-Schule, Walter-Friedrich-Straße 16–18, integrierte, öffentliche Sekundarschule[201]
- Marianne-Buggenhagen-Schule, Ernst-Busch-Straße 29, öffentliche Schule mit übrigen Förderschwerpunkten[202]
- Montessori-Gemeinschaftsschule Berlin-Buch, Wiltbergstraße 50, integrierte, private Sekundarschule[203]

### Sport
- Sportverein Berlin Buch e. V. (SV Berlin-Buch)

## Persönlichkeiten

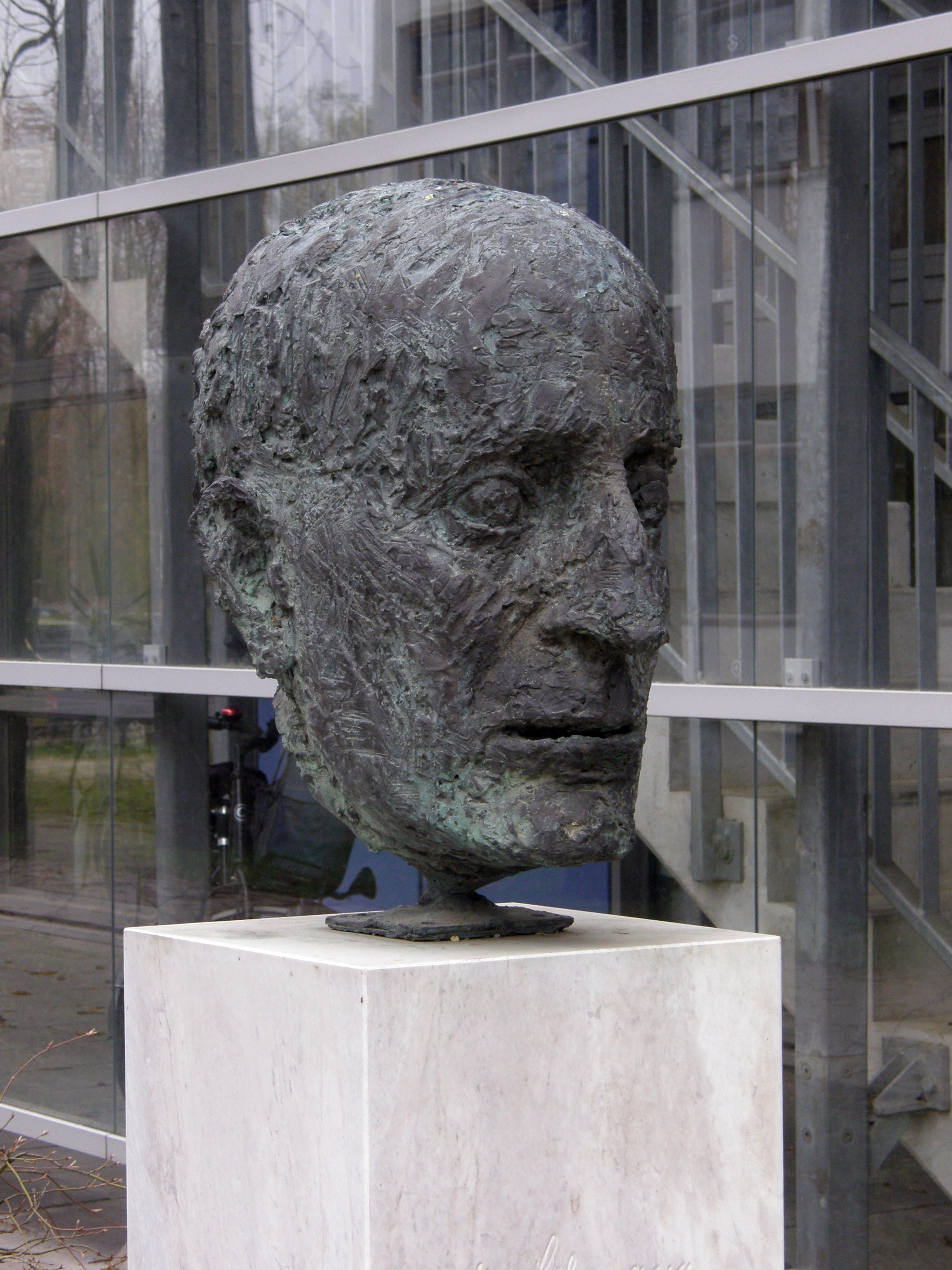
Karl-Lohmann-Büste von Sabina Grzimek, 1998

- Joachim von Roebel (1515–1572), Gutsherr in Buch
- Gerhard Bernhard von Pölnitz (1617–1679) und seine Ehefrau Eleonora Freifrau von Pöllnitz geb. von Nassau (* um 1620; † März 1700), Gutsherr und Gutsherrin in Buch
- Adam Otto von Viereck (1684–1758), Gutsherr in Buch
- Otto von Voß (1755–1823), Gutsherr in Buch
- Julie von Voß (1766–1789), Hofdame des preußischen Königs Friedrich Wilhelm II., in Buch geboren
- Martin Kirschner (1842–1912), Oberbürgermeister von Berlin (1899–1912), Wohnsitz im Schloss Buch
- Adolf Wermuth (1855–1927), Oberbürgermeister von Berlin, Wohnsitz im Schloss Buch, Grab in Berlin-Buch
- Oskar Vogt (1870–1959), Hirnforscher, Gründer und Direktor des Kaiser-Wilhelm-Instituts für Hirnforschung
- Cécile Vogt (1875–1962), Hirnforscherin am Kaiser-Wilhelm-Institut für Hirnforschung
- Walter Friedrich (1883–1968), Biophysiker, Direktor des Instituts für Medizin und Biologie
- Erwin Negelein (1897–1979), Biochemiker, Direktor des Instituts für Zellphysiologie, Grab in Berlin-Buch
- Karl Lohmann (1898–1978), Biochemiker, Direktor des Instituts für Biochemie, Grab in Berlin-Buch
- Nikolai Timofejew-Ressowski (1900–1981), Genetiker, Wissenschaftler am Kaiser-Wilhelm-Institut für Hirnforschung
- Maria Schockel-Rostowskaja (* 1914; † nach 1974), aus der Ukraine stammende Bildhauerin, lebte ab 1956 in Buch
- Arnold Graffi (1910–2006), Krebsforscher, Direktor des Instituts für experimentelle Krebsforschung
- Albert Wollenberger (1912–2000), Kreislaufforscher, Direktor des Instituts für Kreislaufforschung
- Friedrich Jung (1915–1997), Biochemiker, Direktor des Zentralinstituts für Molekularbiologie, Grab in Berlin-Buch
- Heinz Bielka (1929–2020), Zell- und Molekularbiologe, Direktor des Instituts für Zellphysiologie
- Charles Coutelle (* 1939), Humangenetiker, Bereichsleiter am Zentralinstitut für Molekularbiologie
- Marianne Buggenhagen (* 1953), Behindertensportlerin, arbeitet in Buch
- Rudolf J. Kaltenbach (* 1956), Bildhauer, lebt in Buch
- Torsten Arndt (* 1962), Politiker, in Buch geboren

### Bucher Geschichte(n)

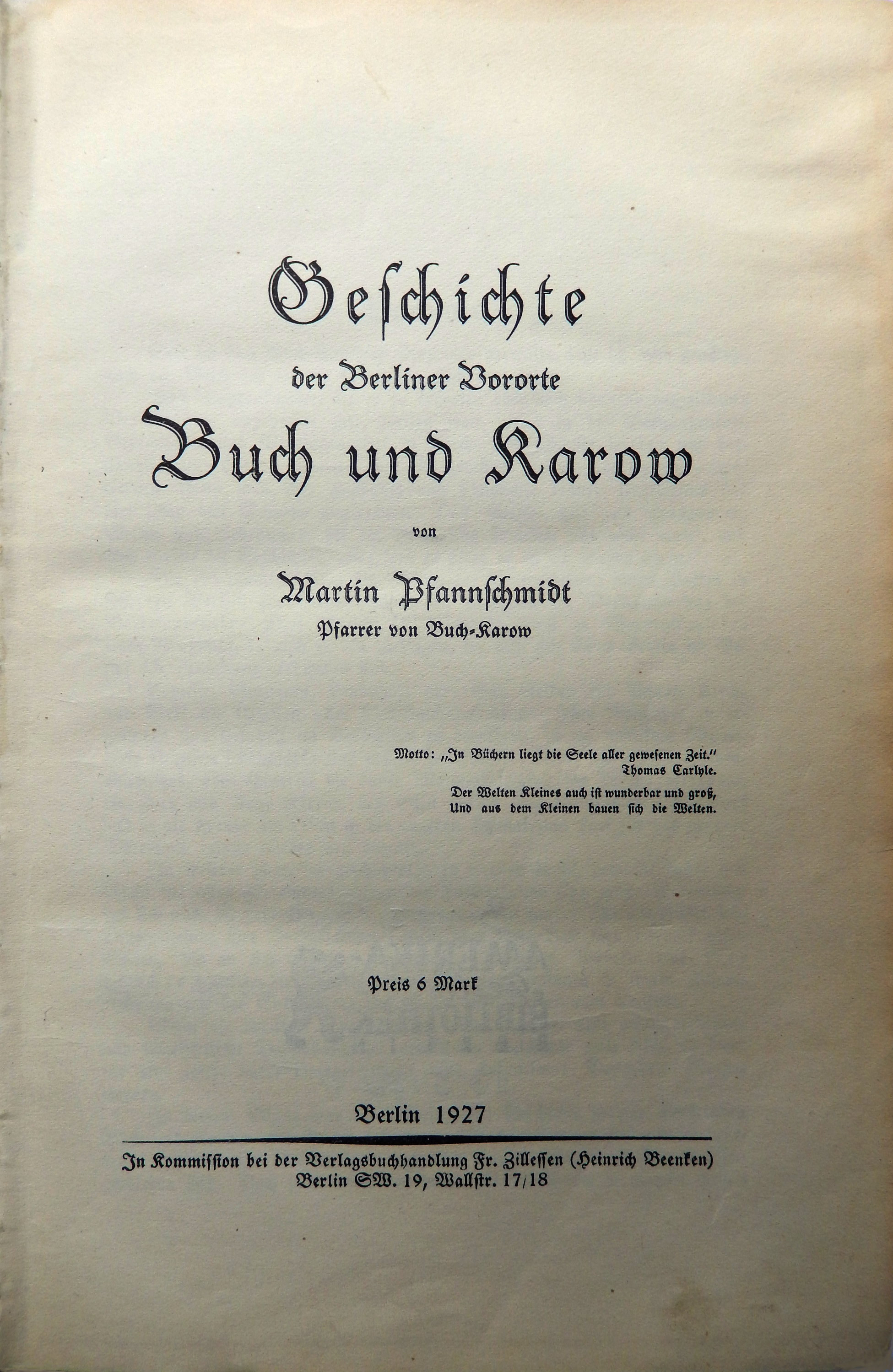
Martin Pfannschmidt: Geschichte der Berliner Vororte Buch und Karow – der Klassiker zur Ortsgeschichte

- Martin Pfannschmidt: Geschichte der Berliner Vororte Buch und Karow. Verlagsbuchhandlung Fr. Zillessen, Berlin 1927 (gibt einen Nachdruck von 1994).
- Rudolf Dörrier, Joachim Hartfeld, Philipp Hummel, Arwed Steinhausen: Pankow. Chronik eines Berliner Stadtbezirks. Vorwort von Horst Ansorge. Hrsg.: Rat des Stadtbezirks Berlin-Pankow, Berlin 1971.
- Hans Ebert: Zur Geschichte von Berlin-Buch. Von der ersten Besiedlung bis zum Ende des Zweiten Weltkrieges. 1. Auflage. Hrsg.: Freundeskreis der Chronik Pankow e. V. Edition Hentrich, Berlin 1995, ISBN 3-89468-202-7 (= Deutsche Vergangenheit, Band 123).
- Ralph Hoppe: Pankow im Wandel der Geschichte. „Bolle reiste jüngst …“ Be.Bra Verlag, Berlin 1998, ISBN 3-930863-45-6.
- Interessengemeinschaft Bucher Chronik (Hrsg.): Aus einhundert Jahren Bucher Geschichte 1898–1998. 1. Auflage. Berlin 1998, ISBN 3-00-002655-X.
- BBB Biomedizinischer Forschungscampus Berlin-Buch (Hrsg.), Museumspädagogischer Dienst Berlin (Zusammenarbeit): Wissenschaft und Kunst auf dem Campus Berlin-Buch. 1. Auflage. Max-Delbrück-Centrum für Molekulare Medizin (MDC) Berlin-Buch, Berlin 2001, ISBN 3-00-007345-0.
- Heinz Bielka: Geschichte der Medizinisch-Biologischen Institute Berlin-Buch. 2., überarbeitete und erweiterte Auflage. Springer-Verlag, Berlin / Heidelberg 2002 (Buch auf Bestellung: ISBN 978-3-642-93393-6).
- Joachim Nietsch: Gruss aus Buch – Von Alpenberge bis Zepernick. Historische Ansichtskarten aus dem Panketal und Umgebung. 1. Auflage. money-money.de, München 2005, ISBN 3-00-016872-9.
- Heinz Bielka: Siedlungs- und Kulturgeschichte von Berlin-Buch. 1. Auflage. Frieling-Verlag, Berlin 2010, ISBN 978-3-8280-2837-1.
- Michael Hofmann, Haila Ochs, Caroline Rolka: Bezirk Pankow – Ortsteil Buch. Vorwort von Jörg Haspel. Michael Imhof Verlag, Petersberg 2010, ISBN 978-3-86568-543-8 (= Landesdenkmalamt Berlin: Denkmaltopographie Bundesrepublik Deutschland. Denkmale in Berlin).
- Arno Kalinich, Horst-Peter Wolff: Zur Geschichte der Krankenhausstadt Berlin-Buch. 3., unveränderte Auflage., Mabuse-Verlag, Frankfurt am Main 2010, ISBN 978-3-938304-42-6.
- Kerstin Lindstädt: Berlin-Pankow. Aus der Orts- und Baugeschichte. Vorwort von Matthias Köhne. Hrsg. Bezirksamt Pankow von Berlin, 1. Auflage. DWS Beteiligung, Berlin 2010, ISBN 978-3-932946-00-4, Ortsteil Buch, S. 221–234.
- Heinz Bielka: Streifzüge durch die Orts- und Medizingeschichte von Berlin-Buch. 2. Auflage. Frieling-Verlag, Berlin 2011, ISBN 978-3-8280-2441-0.
- Silvia Christine Fohrer (Text, Konzeption, Gestaltung), Steine ohne Grenzen (Hrsg.): Steine ohne Grenzen. Internationales Bildhauersymposion. Katalog zum Internationalen Bildhauersymposion Steine ohne Grenzen für Menschlichkeit gegen Fremdenfeindlichkeit und Rassismus. Grußwort des Schirmherrn Wolfgang Thierse. Projektraum Berlin, Berlin 2012 (auch erhältlich über Internationales Bildhauersymposion Steine ohne Grenzen für Menschlichkeit gegen Fremdenfeindlichkeit und Rassismus).
- Freundeskreis der Chronik Pankow e. V. (Hrsg.): Vom Gestern und Heute in Berlin-Buch. Vorwort von Matthias Köhne (= Mitteilungsblatt zur Pankower Heimatgeschichte. Nr. 2/3-2014). 2. Auflage. Berlin 2014.
- Volker Wunderlich: Zum Exodus gezwungen 1933–1945. Lebenswege von Wissenschaftlern aus Berlin-Buch. Geleitwort von Detlev Ganten. Basilisken-Presse, Rangsdorf 2014, ISBN 978-3-941365-43-8 (= Biologia – Leben und Forschen, Band 3).
- Sibylle Badstübner-Gröger, Markus Jager, Klaus-Henning von Krosigk, Rüdiger von Voß: Berlin-Buch. Schlösser und Gärten der Mark (= Veröffentlichungen des Freundeskreises Schlösser und Gärten der Mark. Heft 143). Hrsg. Deutsche Gesellschaft, Berlin 2015, ISBN 978-3-941675-69-8 (auch erhältlich auf Freundeskreis Schlösser und Gärten der Mark).
- Förderverein Naturpark Barnim e. V. (Hrsg.): Rieselfeldlandschaft Hobrechtsfelde. Nutzung, Umgestaltung und Entwicklung einer intensiv von Menschen geprägten Landschaft im Norden Berlins. Vorwort von Bernd Hoffmann. Public Agentur für Kommunikation, Wandlitz 2015.

### Region Brandenburg-Berlin
- Theodor Fontane: Buch. In: Wanderungen durch die Mark Brandenburg. Band 4: Spreeland, „Rechts der Spree“ (Digitalisat. zeno.org).

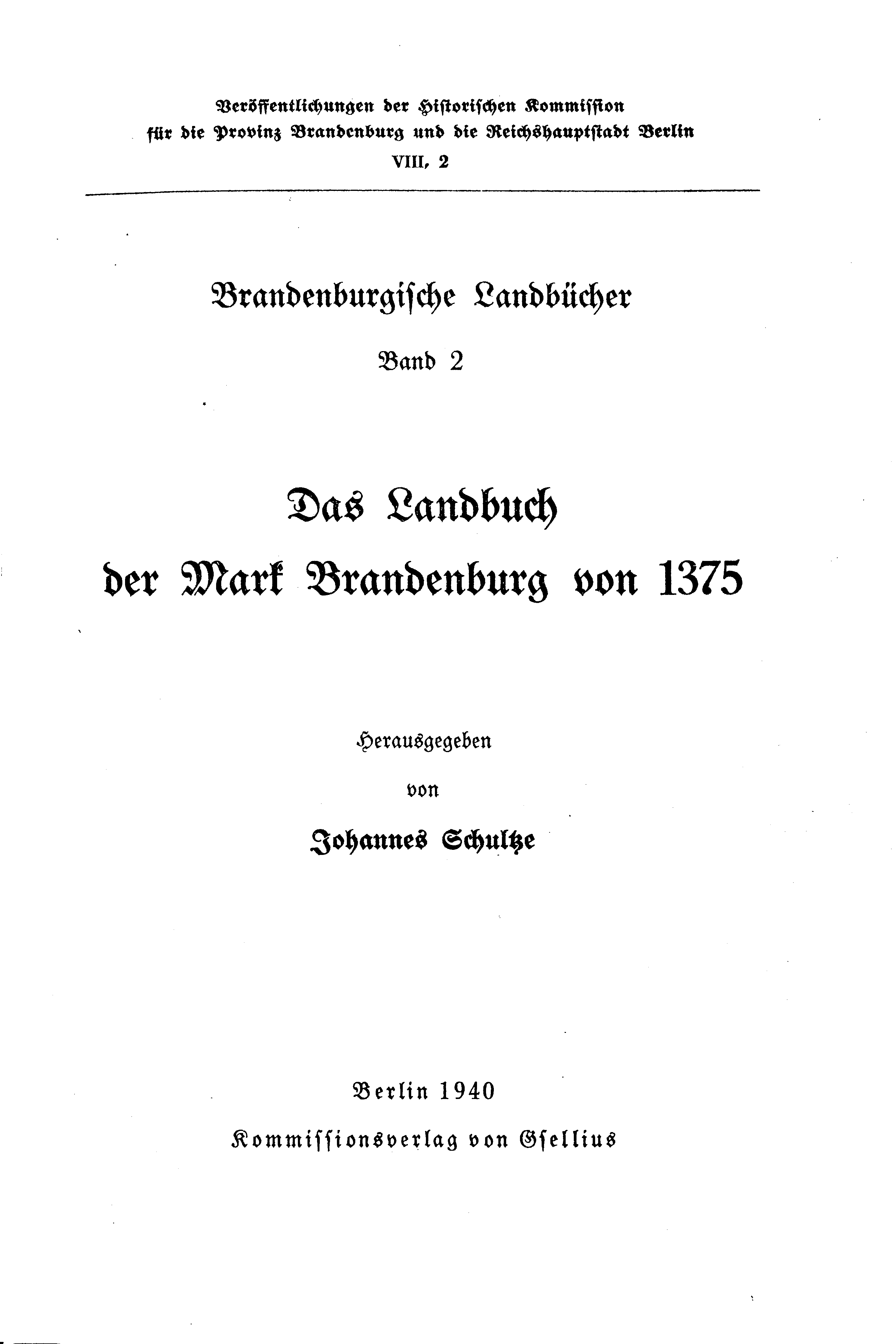
Das Landbuch der Mark Brandenburg von 1375 gab Auskunft über die spätmittelalterlichen Verhältnisse in Buch, Edition von Johannes Schultze

- Johannes Schultze (Hrsg.): Das Landbuch der Mark Brandenburg von 1375. Kommissionsverlag von Gsellius, Berlin 1940 (= Brandenburgische Landbücher. Band 2; Veröffentlichungen der Historischen Kommission für die Provinz Brandenburg und die Reichshauptstadt Berlin. Band VIII, 2; außer Begleittexten auf Latein, Digitalisat in Universitätsbibliothek Potsdam).
- Lieselott Enders (Bearbeitung), Margot Beck (Mitarbeit): Historisches Ortslexikon für Brandenburg. Barnim. Mit einer Übersichtskarte im Anhang. Hrsg.: Friedrich Beck. (= Historisches Ortslexikon für Brandenburg. Teil VI; Veröffentlichungen des Staatsarchivs Potsdam. Band 16). Hermann Böhlaus Nachfolger, Weimar 1980.
- Gerhard Schlimpert (Autor), Rolf Barthel (siedlungsgeschichtlicher Beitrag): Die Ortsnamen des Barnim. Hrsg.: H. H. Bielfeld, Gerhard Schlimpert, T. Witkowski im Bereich Sprachgeschichte des Zentralinstituts für Sprachwissenschaft der Akademie der Wissenschaften der DDR. Hermann Böhlaus Nachfolger, Weimar 1984; ISSN 0572-6263 (= Brandenburgisches Namenbuch. Teil 5; Berliner Beiträge zur Namenforschung. Band 6).
- Felix Escher: Berlin und sein Umland. Zur Genese der Berliner Stadtlandschaft bis zum Beginn des 20. Jahrhunderts. Vorwort von Wolfgang Ribbe. Colloquium Verlag, Berlin 1985, ISBN 3-7678-0654-1 (= Einzelveröffentlichungen der Historischen Kommission zu Berlin. Band 47; Publikationen der Sektion für die Geschichte Berlins. Band 1).
- Hans-Jürgen Rach (Autor): Die Dörfer in Berlin. Ein Handbuch der ehemaligen Landgemeinden im Stadtgebiet von Berlin. Hrsg.: Zentralinstitut für Geschichte in der Akademie der Wissenschaften der DDR. 2., durchgesehene Auflage. Verlag für Bauwesen, Berlin 1990, ISBN 3-345-00243-4.
- Alfred Kernd’l (Bearbeitung): Berlin und Umgebung. Hrsg.: Nordwestdeutscher sowie West- und Süddeutscher Verband für Altertumsforschung. Konrad Theiss Verlag, Stuttgart 1991, ISBN 3-8062-0896-4 (= Führer zu archäologischen Denkmälern in Deutschland, Band 23).
- Ingo Materna, Wolfgang Ribbe: Brandenburgische Geschichte. Akademie Verlag, Berlin 1995, ISBN 3-05-002508-5.
- Ludwig Hoffmann (Autor): Ludwig Hoffmann: Lebenserinnerungen eines Architekten. Bearbeitet und aus dem Nachlass herausgegeben. Hrsg.: Wolfgang Schäche. Vorwort von Julius Posener (= Die Bauwerke und Kunstdenkmäler von Berlin. Beiheft 10). 2. Auflage. Gebr. Mann Verlag, Berlin 1996, ISBN 3-7861-1388-2.
- Lew Hohmann, Johannes Unger: Die Brandenburger. Chronik eines Landes. Begleitbuch zur TV-Reihe mit Kurt Böwe. Vorwort von Hansjürgen Rosenbauer. Be.Bra Verlag, Berlin 1998, ISBN 3-930863-47-2.
- Wolfgang Ribbe: Geschichte Berlins von der Frühgeschichte bis zur Gegenwart. 2 Bände. 3., erweiterte und aktualisierte Auflage. Berliner Wissenschafts-Verlag, Berlin 2002, ISBN 3-8305-0166-8.
- Johannes H. Schroeder (Hrsg.): Nordwestlicher Barnim – Eberswalder Urstromtal. Naturpark Barnim. (= Führer zur Geologie von Berlin und Brandenburg Nr. 5). 1. Auflage. Selbstverlag Geowissenschaftler in Berlin und Brandenburg, Berlin 2004, ISBN 3-928651-06-4.
- Klaus-Detlef Kühnel, Roland Lehmann et al.: Natürlich Berlin! Naturschutz- und Natura 2000-Gebiete in Berlin. Hrsg.: Landesbeauftragter für Naturschutz und Landschaftspflege Berlin, Senatsverwaltung für Stadtentwicklung Berlin. 2., korrigierte Auflage. Verlag Natur und Text, Rangsdorf 2009, ISBN 978-3-9810058-9-9.
- Clemens Bergstedt, Heinz-Dieter Heimann, Knut Kiesant, Peter Knüvener, Mario Müller, Kurt Winkler (Hrsg.): Im Dialog mit Raubrittern und Schönen Madonnen. Die Mark Brandenburg im späten Mittelalter. Begleitband zum Ausstellungsverbund Raubritter und Schöne Madonnen. 1. Auflage. Lukas Verlag für Kunst- und Geistesgeschichte, Berlin 2011, ISBN 978-3-86732-118-1 (= Heinz-Dieter Heimann, Klaus Neitmann im Auftrag Brandenburgische Historische Kommission und Brandenburgisches Landeshauptarchiv [Hrsg.]: Studien zur brandenburgischen und vergleichenden Landesgeschichte. Band 6).
- Johannes Schultze: Die Mark Brandenburg. Vorwort von Werner Vogel. 5 Bände, 4. Auflage. Duncker & Humblot, Berlin 2011, ISBN 978-3-428-13480-9 (Neudruck der von 1961 bis 1969 erschienenen Bände 1–5 in einem Buch).

### Berlin-Buch in der Belletristik
- Alfred Döblin: Berlin Alexanderplatz. Die Geschichte von Franz Biberkopf. 1. Auflage. S. Fischer Verlag, Berlin 1929 (ein Kapitel behandelt das Feste Haus der III. Städtischen Irrenanstalt).
- Tilla Durieux: Eine Tür steht offen. Erinnerungen. Herbig Verlag, Berlin 1954 (Autobiografisches, z. B. zu ihrer Tätigkeit als Krankenschwester im Kriegslazarett Buch während des Ersten Weltkriegs).
- Trude Hesterberg: Was ich noch sagen wollte… 1. Auflage. Henschelverlag Kunst und Gesellschaft, Berlin 1971 (Autobiografisches, u. a. zum Schlosspark Buch).
- John Erpenbeck: Alleingang. Mitteldeutscher Verlag, Halle an der Saale 1973 (Erlebnisse des Physikers als wissenschaftlicher Mitarbeiter in einem der Bucher Akademieinstitute).
- Maxie Wander, Fred Wander: Tagebücher und Briefe. Buchverlag Der Morgen, Berlin 1979 (Schilderungen der 1977 Verstorbenen über ihren Aufenthalt in der Robert-Rössle-Klinik).
- Paul Zech (Autor), Helmut Nitzschke (aus Nachlass hrsg.): Deutschland, dein Tänzer ist der Tod. 1. Auflage. Greifenverlag, Rudolstadt 1980 (literarische Verarbeitung von Begegnungen in Berlin-Buch).

„An der Mauer steht ein junges Fräulein aus dem Dorfe, unterhält sich mit einem der Wärter: ‚Sieht man, daß ich geweint habe?‘ ‚Nee, bloß die eine Backe ist dick.‘ ‚Der ganze Kopf, der Hinterschädel, alles. Ja.‘ Sie weint, holt sich ein Taschentuch aus dem Täschchen, das Gesicht zieht sich sauer zusammen. ‚Dabei hab ich gar nicht weiter gemacht. Ich wollte zum Bäcker gehen, was holen, kenn ich das Fräulein und frag ihr, was sie macht, sagt sie mir, sie geht heut zum Bäckerball. Kann man denn immer zu Hause sitzen bei dem schlechten Wetter. Und sie hat noch ein Billett und will mich mitnehmen. Kost kein Pfennig. Ist doch nett von dem Fräulein, nicht?‘ ‚Aber ja.‘ ‚Aber da müssen Sie meine Eltern hören, meine Mutter. Ich soll nicht gehen. Warum denn nicht, ist doch ein anständiger Ball, und man will sich doch auch mal amüsieren, was hat man denn vom Leben. Nee, du kommst nicht weg, ist so schlechtes Wetter, und der Vater ist krank. Und ich geh doch weg. Da hab ich solche Keile gekriegt, ist das hübsch?‘ Sie weint, pliert vor sich.“